# スポンジ・ボブの登場キャラクター一覧
スポンジ・ボブの登場キャラクター一覧（スポンジ・ボブのとうじょうキャラクターいちらん）では、アメリカ合衆国のテレビアニメシリーズ『スポンジ・ボブ』に登場したキャラクターを記している。

## キャラクター一覧
キャラクターの表記の例は左側は日本語名で右側括弧内は英語名。声優の表記は、左側は日本語版で右側は原語版。また、日本語版で使用されていない名称も表記する場合も稀にある。原語版の声優はトム・ケニー、ビル・ファッガーバッケ、ロジャー・バンパス、クランシー・ブラウン、キャロリン・ローレンス、ミスター・ローレンスなど。日本語版では、登場人物全ての役を鶴博幸→松野太紀→宮田幸季、谷育子→かぬか光明または高橋里枝、反町有里、小木曽祐子→松浦チエ、納谷六朗→上田燿司または隈本吉成、奥田啓人、ボルケーノ太田、佐々木祐介、他にもケンコー、引坂理絵、おまたかな、藤原大智、拝真之介、吉元里謹、ニケライ・ファラナーゼ、落合弘治、夏葵、加藤拓二、三日尻望、西岡璃南、蓮岳大、新井笙子、中務貴幸、田中美央が兼役で年齢と男女問わず担当している。近年ではクレジットに表記されていなかった声優がクレジットされる事が多い。TVスペシャルや映画では他の声優も出演している（加藤亮夫、広瀬彰勇など）。二重鉤括弧内は各エピソードのタイトル名である。本作のキャラクターの多くは原作者のステファン・ヒーレンバーグが描いた未発表のコミック「The Intertidal Zone」のキャラクターが元になっている。その他にも斎藤志郎、安原義人、林和良、いずみ尚、田村聖子、後藤邑子、大西健晴、廣田行生、駒谷昌男、山口登、斉藤梨絵、東條加那子、長嶝高士、朝倉栄介、チョー、西脇保、辻親八、銀河万丈、北西純子、小林由美子、武内駿輔、勝杏里、ふじたまみ、森永たえこ、星祐樹、山本高広、赤坂柾之、田村千恵、田中英樹、菊池康弘、森川智之、菊池通武、宮崎敦吉、山﨑竜一、寺島惇太、菅原雅芳、福地将章、藤原貴弘、田中杏沙、冨田泰代、山下直也、堀越富三郎、大泊貴揮、横山友香、根本泰彦、藍谷早咲、大木むつみ、大下昌之、泉佳奈、磯辺万沙子、八百屋杏、近松孝丞、楠見尚己、石塚理恵、蜂須賀智隆、村井雄治、裕樹、藤井啓輔、坂本悠里、松宮可奈、宮本誉之、前田弘喜、奥村翔、露崎亘、永野善一、魚建、中西正樹、下田レイ、篠田有香、秋乃が演じていた。

### 省略・呼称について
『スポンジ・ボブ/スクエアパンツ ザ・ムービー』を劇場版1、『スポンジ・ボブ 海のみんなが世界を救Woo!』を劇場版2と省略する。
シーズン1を初代シーズンと呼称することもある。
キャラクターの種族名については、日本語版では和名として分かりやすい表現にしてある。
息子を長男または次男、娘を長女と呼称する（まとめて息子、娘という）。スポンジ・ボブたちの親戚のキャラクターについて、血縁関係ではない親戚は「義理 (in law) 」と総称されるが、本項では、義理の娘（息子の妻）を長男の嫁、義理の息子（娘の夫）を長女の婿、義姉（兄の妻）を兄嫁、義兄（姉の夫）を姉婿、伯母（伯父の妻）を伯父嫁、義父（配偶者の父）を舅、義母（配偶者の母）を姑、配偶者の兄弟を小舅、配偶者の甥を義甥と呼称する。孫は男女それぞれ孫息子・孫娘と呼び分ける。
以下、兄弟姉妹関係にあるキャラクターがいるが、作中では「妹」のキャラクターは存在されていない。特に警官のナンシー・オー・マリーとフィル(劇場版1でカーニバーガーを食べに来ていた男)の妻は女性キャラの中で上の兄弟がいると発言しているため限定公式による妹キャラであるとされている。それぞれの関係において「姉（サンディなど）」「兄（イカルドなど）」「弟（パトリックなど）」といったキャラクターが存在する。祖父母や従兄弟では、父方側と母方側といった2つのグループを見分ける。シーズン5の『いとこのスタンリー』ではイカルドやサンディの弟のキャラクターが登場していたが、米国版では従兄弟という設定である。シーズン7の『パトリックのお姉ちゃん』ではパトリックの姉が登場した。スポンジ・ボブ、カーニには兄弟はいないが、海外の絵本では兄弟が登場する（カーニは甥に対して叔父であるが、ミセス・カーニに対して長男であることから姉が存在するとされる）

## 主要人物
スポンジボブ・スクエアパンツ（SpongeBob SquarePants）
声：鶴博幸（シーズン1 - 3）→松野太紀（シーズン4 - 13：第12話、劇場版1 - 劇場版3）→宮田幸季（シーズン13：第13話以降）/トム・ケニー
パトリック・スター（Patrick Star）
声：谷育子（シーズン1 - 8）→かぬか光明（シーズン9以降、劇場版2 - ）、長嶝高士（劇場版1、劇場版2予告編）/ ビル・ファッガーバッケ
ゲイリー（Gary）
サンディ・チークス（Sandy Cheeks）
声：小木曽祐子（シーズン1 - 3：第12話）→松浦チエ （シーズン3：第16話以降、劇場版1 - ）、不明（劇場版2予告編）/ キャロリン・ローレンス
イカルド・テンタクルズ（Squidward Tentacles）
声：納谷六朗（シーズン1 - 8、劇場版1、劇場版2特報）→上田燿司（シーズン9以降、劇場版2 - ）、奥田啓人（劇場版2予告編）、菊池通武（スポンジ・ボブ: Battle for Bikini Bottom - Rehydrated 2020年7月17日 パッチ前）/ ロジャー・バンパス
ユージーン・H・カーニ（Eugene H. Krabs）
声：奥田啓人 / クランシー・ブラウン、ジョー・ホワイト（ビデオゲーム）、ボブ・ジョールス（ビデオゲーム）
シェルドン・J・プランクトン（Sheldon J. Plankton）
声：小木曽祐子（シーズン1 - 3：第10話）→松浦チエ（シーズン3：第18話以降、劇場版2 - ）、チョー（劇場版1、劇場版2特報）／ミスター・ローレンス

## 準主要人物
カレン・プランクトン（Karen[kærən] Plankton）
声：谷育子（シーズン1 - 8、劇場版1）→高橋里枝（シーズン9以降、劇場版2 - ）、坂本悠里（ビデオゲーム）/ ジル・ティレイ
パフ先生（Mrs. Penelope Puff）
声：谷育子（シーズン1 - 8、劇場版1）→高橋里枝（シーズン9以降、劇場版2 - ）、篠田有香（ビデオゲーム）/ メアリー・ジョー・キャトレット
パール・カーニ（Pearl Krabs）
日本国外の名称では「パール・カーニ2世 (Pearl Krabs II)」と表記される。
声：谷育子（シーズン1 - 8、劇場版1）→高橋里枝（シーズン9以降、劇場版2 - ）、坂本悠里（ビデオゲーム）/ ロリ・アラン
『うるさい長靴』から登場。カーニの長女のクジラ。色白で、体躯はとても大きく、髪型はポニーテール。分類はマッコウクジラ。体が重たくて、歩く時と踊る時と、泣く時には地響きを起こす事が出来て、大泣きすれば、涙のせいで 部屋中が水浸しになる。その涙の量は、赤ん坊の頃から凄くて、赤ん坊の時から体が重たい事が 『パールの子守り』にて明かされている。なお、その当時は「イカルド」に面倒を見てもらっていた事も明かされてる。
よく、父親のカーニのケチくささに呆れている。そのため、『おばあちゃんって最高！』では、今後ずっと父親と暮らさないといけないという人生を嫌がり「働いて独立した女性になる」と宣言した事もある（※「仕事が見つからなかったら『あのパパと！』ずっといなきゃいけない！」と、父親の事を嫌う様子を見せつつ）。しかし、そんなパールも 物欲があり、ケチなカーニと対極に贅沢なことばかり言うので、似た者親子な所もある。
「ビキニタウン高校」に通っている。高校ではチアガールを務めており、よく踊る事も多く、『カルチャーショック』でも、観客達が 跳ね上がって倒れてしまう程の地響きを起こしながら ステージで元気に踊っていて、カーニからは「素晴らしい才能ガニ！」と褒められていた。仲良しな友達も数名いて、自分よりずっと背の低い友達と一緒に行動している。『最高の誕生パーティー』で16歳だということが分かっている。父親とは年が離れているようである。更に パールは、スポンジ・ボブの事を「まだ子供」と言っており、スポンジ・ボブより年上である事が『スポンジ・ボブのエスコート』にて判明している。
『ビキニタウン・パレード』では、ビキニタウン高校のマーチング・バンドの先頭を、マーチング衣装を着ながら行進しており、バトンを振り回し35個のバンドの指揮を執りながら、数えきれないほど大勢の学生達と共に、意気をそろえての演奏と芸のパフォーマンスを披露しながらパレード開始の先頭を飾る。しかし、途中から プランクトンの起こした騒動のせいで、他の学生達と共に大慌てで逃げ回っていたが、台詞は無し。
続柄関係は長女、孫娘、ひ孫、従姉。父親と二人暮らしで、母親は存在していない。『カーニさんの花嫁』ではキャッシーナ（プランクトン）が母親になろうと言った際は、本人は母親が不要と答えている(カーニ曰く、「空想と現実の世界の区別がついてない」らしく、『シンデレラ』に登場する継母が意地悪な性格をしていたことから、母親に対して悪い雰囲気を感じていたため)。カニとクジラは血縁を結ぶことはできないが、父親のカーニがカニであるのに対し、こちらはクジラになっているのは架空のキャラクターであること（そもそもは実子ではなく養子と見るタイプとされる）。
劇場版1でも登場するが台詞は一言のみだった。
ラリー（Larry the Lobster）
声：奥田啓人 / ミスター・ローレンス
『破れたパンツ』から登場したライフガードをしている筋肉質のロブスター（海に住むザリガニ）。スポンジ・ボブとパトリック、サンディの3名とは友人である。マイナーキャラクターであるが、現在も（台詞がない場合も含め）まれに登場することがある。イカルドとも友達になったことがあるが、プロテインを貶されたことに憤慨し、絶交した。なりの筋肉バカ。一度、スポンジ・ボブをライフガードとして雇ったこともあるが、彼が泳ぎが苦手なことを知り辞めさせた。『ラリーのジム』ではスポーツジムの経営を始めた。
『ラリーは支配人』では、主役回となる。カーニが「バカンス」に行く間だけ、カーニに「店を守るマネージャー」を任されて、一時的に カニカーニの支配人となるが、店を「スポーツジム」のようにしてしまい、怒ったスポンジ・ボブや バブルバスや フレッドや ナット・ピーターソン達と 戦う事になる。最終的には和解した。
『灯台のルイ』では、「ボート教習所の灯台」の光に照らされたスポンジ・ボブとルイのシルエットを見て、始めは「物凄い筋トレをしているヤツら」と勘違いして笑ってたが、バブルバスが「あれは巨大モンスターだ！」と言うと、彼と共にパニックになりながら走り回っていた。
『甲羅取りゲーム』では、ライフガードをしている最中に、パトリックと 、パトリックと大ゲンカしていたカメのトニーの2人の戦いに巻き込まれて、海で溺れそうになるも、幸いにも浅い場所にいて無事だった。
『ビキニタウン・パレード』では、自分のスポーツジムの仲間の2人の筋肉ブラザーズを乗せた巨大バーベル型の屋台を両手で持ち上げながら笑顔で行進していた。しかし、プランクトンの起こした騒ぎのせいで、バブルバスが飛んで来てしまい、さすがの筋肉自慢であるラリーも、体が重たいバブルバスごと持ち上げる事には耐えられずに、倒れた時に 屋台の下敷きになってしまう。なお、この話ではパレードの中継を務めたパーチ・パーキンスに、筋肉ブラザーズと共に名前を呼ばれており、彼からは「何とも強烈なマッスル・ハッスル！」と言われていた。
バブルバス（Bubble Bass）
声：谷育子→納谷六朗（シーズン8）→松野太紀（シーズン9）→拝真之介（シーズン10以降）/ ディー・ブラッドリー・ベイカー
『カーニバーガーの作り方』から登場したスポンジ・ボブのライバル。日本語吹き替え版では最初、「太っちょバス」という名前だった。種別は名前の通り、バスであるが、見た目はスズキである。彼のバーガーを食べた後、「ピクルスが入っていない」と言ってやる気を無くさせた。実は舌の裏にピクルスを隠していた。そのことがみんなにばれ、逃げてしまう。
その後も登場しており、『生まれ変わったプランクトン』では火事の時に逃げ遅れるもプランクトンに助けられた。
『さよならカーニバーガー?』では パトリックのサインのシーンに登場した。
『カニカーニの掲示板』では、『ハンサムなヤツ42』という名前で掲示板を利用しており、P・スター7（正体はパトリック）のことを｢真のヒーロー」「素晴らしい毒舌」と言っていた。P・スター7が書いたイカルドはレジ係に向いてないという書き込みに賛同し、イカルドと喧嘩した。また、ほかの魚に「食べるときは口を閉じろ」と書き込まれている。
『空飛ぶ脳みそ』では、道を歩いているところを脳みそにぶつかった。
『ラリーは支配人』では、スポンジ・ボブと共にラリーと戦った。
『探偵イカルド』ではおもちゃ屋を営んでおりクラリネットを盗んだ容疑者の一人に浮上していた
家族は母親と、離れて住んでいる祖母がいる（『バブルバスの引っ越し』）。母と喧嘩して祖母の家に引っ越そうとスポンジ・ボブとパトリックを騙した（引っ越しのお礼にランチを奢ると約束したものの二人が来る前に食べてしまっていた）が、スポンジ・ボブらが母を荷物と一緒に詰め込んで運んだため、母に勘違いされやり返された。ちなみに、これが「バブルバスのママ」が、正式に「全身姿」を見せての初登場となった回となる。（それまでは「声のみ」）。
『秘密のレシピが盗まれた!』では防犯カメラにいた。
『グリルがない！』では、道を歩きながらカーニバーガーを食べようとしたら、カニカーニの「グリル」を賭けたレースの「レーシングカー」に体当たりされて、倒れてしまい カーニバーガーが顔に落ちる。
『壊れた目覚まし時計』では「ピクルス追加で頼んだのに14個しか無い」と苦情を言った。
『海面ダイブ』では間抜けなヒトデのパネル（パトリック）を買った。
『灯台のルイ』では、のん気にジュースを飲んでいたが、「ボート教習所の灯台」からの光に照らされて映った「スポンジ・ボブ」と「ルイ」のシルエットを見て、「あれは巨大モンスターだ！」と叫びながら ラリー達とパニックになって走り回っていた。
『俺の脚は恋してる』では、「フレッドの脚」を守るために、彼のボディーガードをしていたパトリックに、ただ歩いていただけなのに 頭突きされて、道の反対側へ飛ばされてしまい、そばにあった家に激突してしまい気絶してしまった。
『月のサンタクロース』では、サンディのツリードームの横でジュースを飲んでいた。
『スポンジ・ボブの誕生日』、『泥沼の名コンビ』ではオタクキャラとして描かれていた。シーズン4以降は極めてマイナーなキャラクターであったが、シーズン11以降に出番が急激に増加し、サブキャラクターとしての地位に戻っている。
『バブルバスのピッグロン』では、「おとぎ話の妖精カレン」により、「ビッグでバッドなバブルバスが主人公」とナレーションされて、オタクキャラで 主人公での出演となる。自称「オタクの神様」として、アクションフィギュア「ピッグ・フォース3 アクションチーム」のリーダー「ピッグロン」が欲しくて、最後の1つを スポンジ・ボブとパトリックに買われてしまい、何とか手に入れようと、「3匹のこぶた」のオオカミになりきり作戦を実行したり、「母親」に、「スポンジ・ボブとパトリックに、自分のフィギュアを盗られた」と ウソを教えて、協力してもらおうとするなど、悪知恵を働かせた。
『スポンジ・ボブ大っ嫌いクラブ』では、スポンジ・ボブが嫌いなメンバー達が集まるクラブのメンバーとして、イカルドの家に来ており、大食いな自分が「1回目と2回目のランチの間」にカニカーニに食べに行った時、何事にも「完璧主義者な性格」であるスポンジ・ボブにイライラさせられてしまい、「この完ぺき大好きスポンジ！」と怒った事を、他のメンバー達に語る。
『キュートなQTパイ』では、「母親」と共に、「QTパイ」に食べられた住人達として再登場して、最終的に、他の住人達や、母親と共に、外へ出られた。
『木の逆襲』では、「カニカーニのオーナーに話がある」とクレームを言い、「このバーガーは味のバランスが全く よろしくないね」と、珍しい事を言う。
『歯の妖精』では、久しぶりに 彼の家が登場して、泥棒の「ドーサル・ダン」に騙されていた スポンジ・ボブとパトリックにより、この家へ侵入されてしまい、「バブルバス」と「バブルバスのママ」は、2人とも ソファーに座りながら うたた寝して爆睡していたため、最後まで侵入された事には気づかなかった。寝ぼけながら「フジツボボーイ」と言っていた。今回は、スポンジ・ボブからは「ソーダを たくさん飲む人」と言われていた。1本だけ、グラグラしていて、穴に虫が侵入している「虫歯」があったが、スポンジ・ボブとパトリックにより、ぐっすり寝ている間に 無事に抜いてもらった。エンディング クレジットでも名前が記載されていた。
『ビキニタウン・パレード』では、憧れのマーメイドマンとフジツボボーイに、いっしょに透明ボートに乗せてもらいながらパレードに参加しており、マーメイドマンのコスプレをしながら 観客達にアピールしながら楽しんでいた。しかし プランクトンの起こした騒動のせいで 飛ばされてしまうが、ラリーのジムのラリーの仲間の2人の筋肉ブラザーズの1人に 偶然助けられる形となり、彼に「あんたは俺のチャンピオンだ」と感謝していた。しかし、ラリーと筋肉ブラザーズの巨大バーベル型の屋台が壊れて崩れてしまった際に、バブルバスも巻き込まれた。なお、今回はパーチ・パーキンスからも名前を呼ばれており、エンディング クレジットでも名前が記載された。

## ビキニタウンの住民

### 主な住民
マーメイドマンとフジツボボーイ（Mermaid Man and Barnacle Boy）
『マーメイドマンとフジツボボーイ』から登場したスポンジ・ボブとパトリックが憧れている正義の味方。二人とも年寄りで、老人ホームに住んでいる。ヒーローを引退していたがスポンジ・ボブとパトリックのおかげで復活する。事件の際は、「透明ボート」に乗って出動する。スポンジ・ボブとパトリックがいつも見ているテレビ番組もある。なお、敵は着ぐるみではなく、実在しているためたまにその敵が話のテーマになることもある。トレーティングカードも発売されている。二人とも年寄りなため、スポンジ・ボブらより食べ物の消化が遅いらしい（『マーメイドマン対スポンジ・ボブ』）。
マーメイドマン（Mermaid Man）
声：奥田啓人（シーズン1、青年期）→谷育子（シーズン2 - 3）→納谷六朗（シーズン4 - 8）→佐々木祐介（シーズン9以降、ビデオゲーム）/ アーネスト・ボーグナイン（シーズン1 - 9）、ジョー・ホワイト（ビデオゲーム）、ジョー・アラスカイ（ビデオゲーム）、トム・ケニー（青年期）、アダム・ウェスト（青年期）
フジツボボーイの親分であり、海のヒーローに任命されるにあたり水中で生活する能力を与えられた人間のお爺さん。背が低く太った体をしている。75歳。年のせいかボケている面があり、物忘れが激しく、朝飯のメニューも忘れてしまう事もある。その一方で、フジツボボーイの「子供の頃の事」は、ちゃんと覚えている（『マーメイドマンとフジツボボーイⅡ』）。状況によっては、しっかり者な所もある。
『フジツボ・ボーイの逆襲』では、自分より年下とするフジツボボーイを子供と見て、子供用のカーニバーガーを食べさせようとし、フジツボボーイに嫌われる。フジツボボーイとのカップリングでは、「父と息子」「祖父と孫」のようなコンビであると考えられる。若い頃（約30代頃）は金髪で腹筋が割れていた。腰に巻いているベルトから人や物を小さくする光線を発射するが、戻し方は本人にもわからない。
『ビキニタウン・パレード』では、フジツボボーイと バブルバスと共に「透明ボート」に乗りながらパレードに参加して再登場をしたが、台詞は無かった。「パーチ・パーキンス」に名前を呼ばれていた。
原語版の担当役者が2012年（シーズン9開始直後）に亡くなっていることから、今後登場することはほとんど無いに等しいと考えられる。そのため、スポンジ・ボブとパトリックが自らマーメイドマンとフジツボボーイになってマン・レイを倒そうとしたことがある。フジツボボーイ含め、Spongebob Battle For Bikini Bottom Rehydratedでは日本語ボイスが収録されたため新規で台詞が追加されている。
フジツボボーイ（Barnacle Boy）
声：小木曽祐子（シーズン1 - 3）→奥田啓人（シーズン4以降）、松浦チエ（青年期）/ ティム・コンウェイ、バート・ウォード（青年期）、トム・ケニー（青年期）
本名は「カイル（Kyle）」。マーメイドマンの相棒で、放送初期は「追っかけ少年」と スポンジ・ボブ達から呼ばれていた事もあった。イカルドと同じぐらいの体であり、鼻が大きく痩せ型で長身の体をしている。68歳（『フジツボ・ボーイの逆襲』）。マーメイドマンと比べるとしっかりした常識人だが、イカルドと顔や体の関係による喧嘩をする場合も一度あった。少し気難しい面がある。しかし、笑顔を見せる事も多い。
両目からフジツボビームという名前の 赤色の小さなビームを出せるが、年を取ったせいで、中途半端にしか出せなくなった（『マーメイドマンとフジツボボーイⅡ』）。また、同じ話では「子供の頃のフジツボボーイの写真」をマーメイドマンが持っており、フジツボボーイは「子供の頃はスーパーヒーローごっこに夢中だった」事が判明しており、子供の頃の姿は 今と同じ顔で、ゴーグルも 当時から着用していた。朝飯のメニューを忘れてしまうマーメイドマンも、その事は ちゃんと覚えているという事実が判明した。
年齢的にはマーメイドマンよりも少し下というところだが、ボーイと呼ばれるのが嫌で、『フジツボ・ボーイの逆襲』の回では「フジツボ・マン」と名乗り、悪人になった時期があったが、最後は仲直りし、正義の味方に戻った。
『歯の妖精』では、寝ぼけたバブルバスが、彼の名前を呼んでいた。
『ビキニタウン・パレード』では、マーメイドマンとバブルバスと共に透明ボートに乗りながらパレードに参加して再登場をしたが、台詞は無く、笑顔で観客達に手を振っているのみだった。また、マーメイドマンと共にパーチ・パーキンスに、名前を呼ばれていた。
ボーイは小学生以下の男の子のみではなく、青少年や成人を含む若い男性を指す場合がある。若い頃（約20代頃）はボーイという名前のとおり少年のような見た目だった。日本語版では初登場回のみ「追っかけ少年」という名前であった。原語版声優は2019年に亡くなっていることから、彼も今後登場することはほとんど無いに等しいと考えられる。
さまよえるオランダ人（Flying Dutchman）
声：納谷六朗、奥田啓人（『ほどけたくつひも』、『ボクらはオバケ船員』）→隈本吉成（シーズン11以降）、魚建（ビデオゲーム）/ ブライアン・ドイル＝マーレイ
『イカルドの幽霊、現る!?』から登場する幽霊船のお化け船長。毎年ハロウィンになると、誰かが自分の仮装をしてくることに怒っている。特に、スポンジ・ボブに怒っていた。今まで脅かされたことはないが、スポンジ・ボブの怖い姿を見て逃げてしまう。高校生時代にカーニの大伯母（母方の祖父の姉）であるサリーと付き合っていた。
スポンジ・ボブに紐の結び方を教えたり、人を脅かす気をなくしたりなど出番が多く、特によくカーニの前に現れては魂を取ろうとするが、失敗している。
登場する時は必ず雷が鳴り響いたり、たまに口から火を吐くこともできる。
スポンジ・ボブの脳内に入ったことがあるが、脳内のメルヘンチックな世界が怖すぎて逃げ出した。NHKで彼が登場する回を放映する際に、演出に核爆弾の映像が流れるために検閲が入ったことがある。
日本語版では初期は名前が一定しておらず、シーズン1では「オバケ船長」、『生まれ変わったカーニさん』では「ダッチマン」と呼ばれていた。
魚（Fish）
日本国外の名称では「ジョニー・イレーン（Johnny Elaine）」と表記される。
声：奥田啓人（オープニングの歌を含む、シーズン1 ‐ 8）、松浦チエ（『ゲイリーはカタツムリ病?』、『つぶ貝の攻撃』）、上田燿司（シーズン9以降、劇場版2）、中西正樹（ビデオゲーム）、前田弘喜（ビデオゲーム）/ パトリック・ピニー（本当は海賊ペインティーが歌っているが登場時に口で動かした部分）、ミスター・ローレンス、トム・ケニーほか
パーチ・パーキンスとともにニュースキャスターとして何度も登場する実写の魚。口しか動かさない。自称「魚頭」。最初はオープニングに登場し、「魚はちょっと怖いけど」のシーンによく見られる。
ゲーム作品でも、アニメと同じく実写で登場している。
イカリム・ファーシソン（Squilliam Fancyson）
声：奥田啓人 / ディー・ブラッドリー・ベイカー
『イカルド楽団』から登場したイカルドの異父兄で高校時代のライバル。楽団「ユニブロー」を持っており、「お金持ちの成功者」である事を鼻にかける、嫌味な性格の タコ。大きなつながり眉毛が特徴。一人称は「わし」。
家の屋上には金のドアノブで作った眉毛のオブジェが飾ってある。異父弟のイカルドと勝負する時は大抵イカリムが負けることが多いが、一度だけ勝ったことがある。『スポンジ・ボブはお医者さん』ではイカルドの鼻の一部として登場していた。シーズン9以降は出番がなくなった。
名前の由来はSquid（イカ）とWilliam（ウィリアム）。
マン・レイ（Man Ray）
声：納谷六朗、奥田啓人（『フジツボボーイの逆襲』）→上田燿司（シーズン9以降）/ ジョン・リス＝デイヴィス→ボブ・ジョールス
『留守番ヒーロー大活躍!』から登場したマーメイドマンとフジツボボーイシリーズに出てくる人型の敵キャラクター。赤い服に青い仮面をかぶった大男の姿をしているが、仮面の下はがらんどう。
一度、タイムマシンで歴史が変わった際はビキニタウンの支配者になっていた（『タイムマシン』）。
プランクトンと手を組んで、カニカーニを支配しようとしたが、カーニバーガーのあまりのうまさに感激し、太るまで食べてしまい結局逮捕された（その後、カーニバーガーの代金はプランクトンが払うことになった）。
「マン・レイのバカンス」では、イカルドがバカンスへ行く間だけ、彼に許可を取ってイカルドの家の下宿人になって、「たまには普通に過ごしたい」と思って、快適にバカンスさせてもらった事がある。しかしスポンジ・ボブとパトリックと戦う事になり、考えを改めて「悪党はバカンスなんか取ったりしないんだ！」という スポンジ・ボブに教えてもらった名言をとても気に入って、それを言いながら帰っていく。この回では、イカルドからも名前を呼ばれていた。悪人だが、私生活は意外と普通である。
下記の「ダーティ・バブル」の、読書クラブの「BGATFBC」にも入会しており、意外と「読書家」な面もある（『悪者クラブ』）。
ダーティ・バブル（Dirty Bubble）
声：納谷六朗（シーズン1 - 8）→奥田啓人（シーズン9以降）/ チャールズ・ネルソン・ライリー→トム・ケニー
『マーメイドマンとフジツボボーイII』から登場したマーメイドマンとフジツボボーイシリーズに出てくる風船型の敵キャラクターの史上最強の悪の親玉のリーダー的存在の宿敵。一人称は「わし」。体に建物や人を包み込んで浮遊することが可能。風船なので鉛筆などの尖ったものが苦手。パドルボールのチャンピオンでもある。なお、スポンジ・ボブは、初登場の時からダーティ・バブルを知っており、ダーティ・バブルの大ファンという事が判明しており、彼にサインを頼むが、上記の鉛筆嫌いの理由でサインをもらえず、彼の弱点を知らなかったスポンジ・ボブが、間違えて彼を破裂させてしまった。
『悪者クラブ』では、「クラブ・BGATFBC」の会長を務めて、悪者仲間のマン・レイとジャンボエビとモンスター・ヒラメと人食いナメクジと共に、秘密の会合を開く。しかしこのクラブは、実は新しい本を読むのが目的の読書クラブであり、「BGATFBC」とは「バカにごっつい悪党ファミリーのブッククラブ」の略であり、悪さをしないクラブであり、意外と読書家な面もあり、この回では手を出す時もある。
『パトリックマンは正義の味方？』では、お婆さんに変装したことがあり、変装したままカニカーニでカーニバーガーを食べようとしたが、パトリックマンに邪魔されて、偶然にも正体を見破られてしまう。一人称は「俺」となって、スポンジ・ボブからも恐れられていた。スポンジ・ボブを食べて閉じ込めて「うまいスポンジだなあ！」と言った。自分の変装を バラされた事により、パトリックマンに 仕返しを企むが、彼の「とがった頭」のせいで、破裂してしまい消滅した。なお、登場した時には パトリックマンから「どうせならマン・レイの方がよかったな！」と言われていた。
『戻ってきたダーティバブル』では、6ヶ月の刑期を終え一時的に「クリーンバブル」になったが、カニカーニで汚れを拭き取る仕事をしている最中に元のダーティバブルに戻ってしまった。
シーズン9からの声は奥田の声を低音に加工しているため、前シーズンまでとはかなり異なる印象になっている。
ナレーター（The French Narrator）
声：納谷六朗、奥田啓人→奥田啓人 / トム・ケニー
いくつかのエピソードで登場するナレーター。原語版ではフランス訛りで喋る。日本語版のナレーションは初期は納谷か奥田が担当していたが、途中から奥田単独でのナレーションになった。日本語版では作中に出てくる英文の読み上げも行っている。『スポンジ・ボブとビーーッグウェイブ』ではスペシャルゲストとして映画監督のブルース・ブラウン（出演当時71歳、2017年死去）が担当した。シーズン10の『ネプチューン・ムーン』では「ナレーターのフレンチ」という実写キャラクターが登場し、『スポンジボブのあぶない運転免許』では、スポンジボブに車で轢かれてしまった。
『スポンジ・ボブの誕生日』でも潜水艦操縦士（劇場版1のサイクロプスに酷似した見た目）として登場した。さらにシーズン13の『パフ先生がジャガイモに?!』でも潜水艦含めそのまま登場。
クラゲ（Jellyfish）
声：不明（「エイリアンクラゲ」のみ谷育子） / トム・ケニー（全て）
『水がない!』から登場する公園に多く生息するピンク色のクラゲ。電気で相手を攻撃する。巣を作ったり、蜜を集めたりする。地上版で言うと、ミツバチのパロディーとされているが、危険を持っているためスズメバチのパロディーと考えられる。触手に刺されると、腫れる。「ゼリー」を吐き出して攻撃してくる事もあり、イカルドによれば「イチゴ味」とのこと（『クラゲ・ダンサーズ』）。この『クラゲ・ダンサーズ』では、仲間達を連れて、パイナップルハウスで、勝手にダンスパーティーをしていた。
他にも巨大クラゲ（キングクラゲとクイーンクラゲ）や、一匹しか存在しない全身真っ青のクラゲの「青クラゲ」（スポンジ・ボブが唯一捕まえることができなかった。だが最終的には「青クラゲ」が自ら彼の網に入り、捕まったということになった）もいる。他には、年に1度だけ、地球上の全種のクラゲが「3日間だけ」集まるという特別な期間には、「オウゴンノド クラゲ（黄色くて歌声が見事）」と「アオタテガミブラスター（青色で、鬣が自慢）」と「コブシトビクラゲ（薄茶色で、大きな両手があり、拳が自慢）」と「マダラフンスイクラゲ（色は いつものクラゲと そんなに変わらず、スリム体型で 体中から噴水を出す）」の、４種類の「レアクラゲ」も存在するなど、とても種類が多い。
なお、『クラゲに乗っ取られるな！』だけに出た、普通のクラゲや ビキニタウンの住民を捕食してそれのクローンを作り仲間をふやす、クローンクラゲ（全身が緑色であり、はっきり確認できる「黒くて大きい目」や、透けて見える「黄色の脳みそ」が存在することなど、普通のクラゲとの相違点が多い）だけは、クラゲに似ているが、実はクラゲ型のエイリアンのエイリアンクラゲである。エイリアンクラゲが生み出す手下のクラゲは、体の色は 「普通のクラゲ」と同じだが、黒くて大きい目があるし、誰かを刺したりしない代わりに、誰かに取りついて、誰かの心を乗っとり操り、その人のクローンを造る、恐ろしい手下である。ビキニタウンの住民達の心を完全に乗っとろうと来た侵略宇宙人であり、なぜかマヨネーズが大嫌い。マヨネーズを浴びてしまうと体が溶けてしまい、倒されてしまう。そうする事で、捕まってしまっていた「本物の住人達」は目を覚まして、解放される。このエイリアンクラゲだけは、厳密的には、 クラゲではなく、クラゲに似ている生物、あるいはクラゲ型の生物、宇宙人のクラゲである。緑色の体の親分エイリアンクラゲは、手下達と同じく言葉は話せないが、うなり声や笑い声だけは出している。
なお、ビキニタウンのクラゲ達は、スポンジ・ボブの空洞から出る音が大好き。『探偵イカルド』では、イカルドのクラリネットを好んでいた（※『クラゲ・ダンサーズ』では、反対に クラリネットの ヘタクソな演奏に怒って、イカルドを刺しまくりながら電撃攻撃していた）。
キングクラゲ（King Jellyfish）
声：奥田啓人
『僕は一番の熱狂的ファン』から登場した王様の格好をした紫色の巨大クラゲ。ケビンと仲間達が乗っていた女王クラゲ型の乗り物に一目惚れして、キスしようと唇を出す。しかし、それがケビンのイタズラだったと知ると 激怒して、ふざけていたケビンを追いかけることが特徴である。「パイ」が大好物であるらしく、スポンジ・ボブが無理やり変身するシャボン玉でパイを作ったら、喜んで帰って行く（※スポンジ・ボブ曰く、「誰でもパイは大好きさ！」とのことで、キングクラゲがパイが好きだった事を、始めから知っていたのか、たまたま偶然だったかは 最後まで不明だった）。
日本語版では、初登場の時に「ケビン」と「スポンジ・ボブ」からは、『王様クラゲ』という名前で呼ばれていた。また、少しだけ言葉を話す事も出来て、上記のケビンのイタズラだと分かった時には、「ケ～ビ～ン～」と 名前を呼びながら電撃を出して怒っていたので、ケビンの事は前から知っていた事が判明した。反対に、シャボン玉パイを受け取る際は、「ウマそうだね！」と言って、とても喜んでいた。
「世界初の図鑑」でも、『王様クラゲ』という名前で記載されている。
3Dアクションゲームの『パトリック・スター・ゲーム』でも登場。アニメと同じく、言葉を普通に話せるクラゲとして登場しており、彼の子供たちを見つけてあげる事も、このゲームのミッションの1つでもある。このゲーム内では『キングクラゲ』という 本来の名前表記で登場している。
クイーンクラゲ（Queen Jellyfish）
『クラゲ採り』から登場したピンク色の巨大クラゲで、普通のクラゲと比べると猛毒であるらしい。イカルドが電撃を受けることが多い。
パーチ・パーキンス（Perch Perkins）
声：奥田啓人→納谷六朗→奥田啓人（シーズン9以降、劇場版2 -）、西脇保（劇場版1）/ ディー・ブラッドリー・ベイカー、トム・ケニー（『カレンの家出』のみ）
　劇場版1（テレビシリーズでは『ゲイリーはカタツムリ病?』）から登場するビキニタウンのニュースリポーター。基本的な容姿は、体は約3種類でボディの色は紫色と橙色の2色が見られる人型の魚である。TVシリーズでは基本的に体の色は2色、劇場版での体の色は紫色。話によって名前がパーキンズの時とパーキンスの時がある。
『ビキニタウン・パレード』では、毎年恒例のパレードの中継を務めて、特別ゲストのアイスクリーム・キングと共に、現場からの生放送に出演していた。この話ではパーチ・パーキンスという名前で登場して、アイスクリーム・キングの事は「陛下」「キング」と呼ぶ。パーチ・パーキンス曰く、このパレードがメチャクチャになって終わるのは、「今回も また」、「ま～い年（毎年）同じですよね。まあ予想通り」と 冷静に中継しており、すっかり慣れている模様。今回のパーチ・パーキンスは、スポンジ・ボブの声優が宮田にバトンタッチしてから初登場となった放送回であり、数々の登場人物の名前まで紹介しており、出番が最も多かった回となった。
フレッド （Fred）
声：納谷六朗、奥田啓人（一部のみ）、松浦チエ（『パトリックの歌』のみ）→かぬか光明（シーズン9 ‐ 11）、山﨑竜一（『俺の脚は恋してる』から『スポンジ・ボブの誕生日』）→ケンコー（『カニカーニ刑務所』以降）、奥村翔（ビデオゲーム）/ ミスター・ローレンスほか
『海の掃除機』から登場する、茶色いズボンを履いた魚。劇場版1作目では前史のギャグとして、ネプチューン王がハゲであることを目撃してフレッドによく似た魚のモブキャラが『目が！(My Eyes!)』と叫ぶシーンが存在した。シーズン11以降はいつも「足が！(My leg!)」と言いながら足を怪我、ほとんどの場合は骨折するようになった。足以外には「爪が！」「脳みそが！」「卵が！」「お尻が！」などのセリフがあった。
『変顔あそび』では、仕事中に変顔をして遊んでいたスポンジ・ボブとパトリックに対して、カーニが語した固まる顔の話により、変な顔を作るのが好きな男として登場しており、これで住人達を驚かせながら楽しんでいた。しかし444回目の時に、舌を出していたら、突然舌を出したまま顔が固まってしまうという不幸が訪れて、その後は 舌を口の中に戻せなくなってしまい、何ヶ月も口を開けられず、舌が乾いて折れてしまう。というカーニの話にて登場。
『俺の脚は恋してる』では、とあるナースに恋をしていた。本格的な主役回となる。
『カニカーニ刑務所』では、囚人の1人に、首を掴まれて苦しんでいた。
『ラリーは支配人』では、バブルバス、ナット・ピーターソン達と共に、ラリーと戦う。
『ピエロのお仕事』では、パン屋さんの客として登場して、「ピエロ君」に「ハニーパイ」を投げつけられて、始めは 、ハチミツが甘くて喜んでいたが、小さなクラゲ軍団が 香りに釣られて来てしまい、電撃で シビれさせられて、体中がピンク色にボコボコまみれにされて、大ケガをしてしまう。無事なのは「手足」だけである。
『ボクは警察官』では、刑務所にある「証拠保管室」で、なぜか「足だけ」登場したが、「足が～！」と フレッドの声で しゃべっており、「FRED」と書かれた 名札もあるので、本人の足だと分かる。
『木の逆襲』では、シャワーを浴びようとしたら、サンディが作った「特別な どんぐり」から生まれた「木」に、勝手に家に侵入されていた上に、勝手にシャワーを使われていて、叫びながら逃げていた。
『ビキニタウン・パレード』では、パレードの観客として登場しているフレッドがいれば、パレードの屋台の足が！ボート（自分の片足の形の屋台ボート）に乗りながら登場するフレッドもおり、「俺が乗ってるのは足～！」と歌いながら観客達に手を振り アピールしながら楽しんでおり、中継を務めるパーチ・パーキンスからも、フレッドの名前と、ボートの名前を呼ばれていた。しかし、プランクトンの騒動のせいで、ボートごと飛ばされた際に「足が！ボートが・・・！」と言っており、気絶してしまった上に、ボートを壊されてしまった。なお、エンディング クレジットでも、名前が記載されていた。
外見は初登場以前では頻繁に民衆のモブキャラの一人として描かれていたが、フレッドの登場を機にモブキャラではなくなった。モブキャラ大集合の場面では、同じ姿をしてる住人が2人、あるいは3人同時に登場する事もある（『ハンサムなイカルド』『ビキニタウン・パレード』など）。劇場版1では4人同時に登場する場面も存在する。
また、外見が 瓜二つである、体と手足と顔が水色で、ズボンはフレッドと同じ茶色である、フレッドに似ている人物が、大勢の住人の中の1人として登場する話があるが、関係性は不明（『クラゲに乗っ取られるな！』『カーニさんのバケーション』『カーニさんの花嫁』『おばあちゃんって最高！』など）。なお、『何か臭うぞ』では、映画館で 「水色の個体」が、同じ画面に2人と6人が同時に映る場面がある。
また、『エサバケツ亭が大繁盛』では、「黄緑色の体」をしている個体（声：松浦チエ）が、黒色の「タキシード」を着て「エサバケツ亭」の客として来ていたが、自分が「生煮えのエサ」を食わされたと分かると、激怒しながら「こんな いい加減な店 我慢ならん！」と言い、ゴミ箱を テーブルに投げつける。
『ビキニタウン・パレード』では、色違いの薄紫色の体の個体が観客として登場して、茶色のフレッドと同じ画面に映る場面が存在する。
ジェンキンス（Old Man Jenkins）
声：納谷六朗（シーズン3 - 7）→宮崎敦吉（シーズン9）→上田耀司（シーズン11以降）、宮本誉之（ビデオゲーム）/ ディー・ブラッドリー・ベイカー、ジョン・ゲゲンフーバー（シーズン11以降）、トム・ケニー（ビデオゲーム）
老人の魚。同じ名前の別人が複数登場する。
最も登場回数が多いのは『マーメイドマンとフジツボボーイ』から登場している黄緑色の眼鏡をかけた小太りのジェンキンスである。スポンジ・ボブと挨拶したことがある。なお、過去におけるジェンキンスは全て死亡している。
『親友？それとも敵？』で登場したジェンキンスは、カーニが貧乏だった時、この世に一枚しかないぼろ切れをあげ、カーニの服作りに協力した爺さん。最初にカーニとプランクトンのハンバーガーを食べ、その直後気絶してしまった（これがきっかけで、カーニとプランクトンは対立するようになった）。『ラスティーのレシピ』では、ラスティー・サンドイッチ（9番目のメニュー）を注文していた。
『シニア割引き』では、主役回での登場となる。スポンジ・ボブは、彼の事を大好きと言う。しかし、毎日カニカーニへ来て、自分が年寄りなのを良い事に、シニア割引きでコーヒーのSサイズだけ注文して、それ以外は何も注文せずに1日中テーブルに居座り続けて、コーヒーを「うがい飲み」したり、持ち込んだラジオを再生しながら、店のケチャップとマスタードとマヨネーズを自分のヒゲに乗せながら、勝手にスープ（カーニからは気持ち悪いスープと呼ばれている）を作り、他の客に不快な思いをさせながらも、周りを気にせずに自己中心的に コーヒーとスープを楽しみながら、更には 店内で楽器を演奏しながら 大声で歌まで唄って踊り、足の爪切りもしていたり、カーニがカンカンに怒るくらいの迷惑客として登場した。この話では、誰かに文句を言われると、「年寄りをもっと敬わんかい！」と 毎度同じ返事をする事も判明した。また、この話では、ヒゲが簡単に取り外し可能な事も判明したり、カーニに体の皮を全身はがされて骨が丸見えにされても、全く痛がらずにピンピンしている程のメンタルの強さも判明した。しかし、その一方で耳が遠い事と足が痛む事と孫（男性、写真のみの登場）は電話をしてこない事と毎日の薬が欠かせなくて、飲み忘れ防止の薬もある上に、やたら薬を飲まないといけないから自分が薬のようになったように思える生活をしている事が判明して、彼なりに、かなり苦労している事も明かされた。そのため、上記の持ち込んだラジオは、実は真空管で料理（クラッカー）を作るために使用しており、音は全然聴こえていない模様。また、この話では、彼の父親と祖父と曽祖父（本名不明）が生きていた事も判明して、なぜかカニカーニに来ていた。それ以外の、既に他界しているジェンキンスの先祖らが、彼が持参していた魔導書を使用してあの世から呼んだので、彼の先祖が大集合した回となった。また、同じ話で、ジェンキンスに対抗してカーニも自分の先祖を大勢呼んでいた。
『海面ダイブ』ではビキニタウンに浮かんでいたゴミを利用して、自らをネプチューン王と名乗っていたこともあったが、本人にバレて、黒焦げにされてしまった。
『ドロドロン現る』では、他の住人達がドロドロンを臭がる中で、ただ1人平気な人物として登場。ジェンキンス曰く、「今まで臭い物を かぎすぎて、ちっとも鼻が利かなくなったから」という事が判明。
『幻のエピソード』では、自分の野外劇場を持っていた事と、マーメイドマンが大好きだという事が判明。
『プランクトンを警戒せよ！』では、プランクトンがカーニバーガーを初めて盗もうとした記念日のサプライズパーティーの招待客の1人として、エサバケツ亭に来て、パーティーを楽しむ。
『農場のダンスパーティー』では、自分の農場も持っていた事が判明。
シーズン11以降出番が急激に増加した人物でもある。
ネプチューン王（King Neptune）
日本国外の名称では「ネプチューン王14世（King Neptune XIV）」と表記される。
『ネプチューン王のへら』から登場したビキニタウンを支配する人魚の国王。劇場版1にも同じ名前で登場するが、姿と性格が変更されている。家族の設定も一部異なり、TVシリーズでは妻と息子が登場しており劇場版1では娘が登場する。本編上でネプチューン王、ミンディー姫、デニス、サイクロプス(によく似た容姿のナレーター)、グーフィー・グーバーとそのピーナッツ型のマスコットキャラクターが登場するのは2015年のシーズン9以降であり、それ以前はパラマウント版権のキャラクターであったために出演することができなかった。デニスについてもシーズン13で再登場した。
TVシリーズ
声：納谷六朗、奥田啓人（『ホームパーティは最高』のみ）→ボルケーノ太田（シーズン10以降）、かぬか光明（ビデオゲーム）/ ジョン・オハーリー、ケビン・マイケル・リチャードソン、ポール・ティビット
『ネプチューン王のへら』と『トリトン王子の反抗』で登場した人魚のおじさん。『リトル・マーメイド』におけるトリトン王の姿と類似している。『ネプチューン王のへら』では、手から電撃を撃つことができるため、パトリックに何回も電撃を喰らわせてパトリックの顔を消したり、カーニバーガーを電撃で早く出来上がらせたりする一幕も。
無敵の魔法の金のヤリが自慢であり、これは彼にしか使いこなせない。。更には、手から出す魔法で相手を縮める事も出来るが、本人曰く「7％しか縮められんのだ！」とのこと。
意外にもクマのぬいぐるみを抱いて寝るという可愛い所もある。
家族は妻のアムピトリテ王妃と長男のトリトン王子がいる。海外版の絵本では分類が違う長女も一度だけ登場したが、アニメ版では登場しない。長男のトリトンを溺愛している。実年齢は5000歳（見た目年齢では50代ぐらい）で、『トリトン王子の反抗』では5000歳の誕生日パーティーをカニカーニで祝いに来た。
劇場版1
声：銀河万丈 / ジェフリー・タンバー
劇場版1ではプランクトンに王冠を盗まれシェルシティに売られるが、その策略で犯人をカーニだと疑った。「こいつを助けてほしければ6日以内に王冠を取り戻せ」とスポンジ・ボブとパトリックに命じ、カーニを三叉槍のビームで冷凍にしてしまった。罪人に対してすぐに死刑を言い渡すなど横暴な性格。頭が薄毛なため（本人曰く「ハゲではなく艶やか」）、自分の頭を隠すための王冠を大事にしている。天狗のような鼻に顎鬚が特徴。六日後約束通りカーニを死刑にしようとするが、スポンジ・ボブたちが王冠を持って帰ったことでやめる。バケツ帽子を被せられ、プランクトンに操られてしまうが、スポンジ・ボブに救われる。家族は長女のミンディー姫のみとなっている。
アムピトリテ王妃（Queen Amphitrite）
声：松浦チエ / ヴィクトリア・ベッカム
『トリトン王子の反抗』で登場した人魚の女性。ネプチューン王の妻でトリトン王子の母親であるが、夫より体が小さくて長男より背が低い。
なお、"Queen"は女王の英名であるが、こちらでは王様の奥さんであり、日本語版ではちゃんと王妃と名乗っている。
トリトン王子（Prince Triton）
声：奥田啓人、松浦チエ（少年期）/ セバスチャン・バック
『トリトン王子の反抗』で登場した人魚の青少年で、実年齢1500歳（見た目年齢では30代ぐらい）。愛称は「トリトン」。ネプチューン王とアムピトリテ王妃の長男であり、ネプチューン15世にあたる。髪型と体の色は父親譲りである。幼き頃から 父親を「父さん」と呼んでいる。かなりイケメンである。科学を勉強して「全ての民の病気を治す薬」を開発したのだが、父親には理解してもらえなかった という悲しい過去を持つ。幼き頃から、ビキニタウンの住人達の生活にも興味があったが、父親は「自分達は神で、不死身でない民には興味ない！」と言い、理解してもらえなかった事も明かされた。やがて、父親に「神としての自分の宿命を受け入れるため」に魔法の檻に閉じ込められてしまい、「7％しか人を縮められない」父親の魔法で 中途半端に小さくされて、「10万年間」も閉じ込められてしまう。その際に「父さんなんて大嫌いだ～！」と叫んでいた。その後、スポンジ・ボブに出会い、電話で呼ばれたパトリックのおかげで、檻から出られて、父親の誕生日パーティーで、父親と決着をつけるため、魔法の檻を自分の魔法でオレンジ色のスポーツカーに変えて、ドライブを楽しみつつカニカーニへ向かった。檻に閉じ込められたせいで、すっかりグレて不良になってしまって、父親を恨むようになった王子は、両親やカーニやイカルド達を 魔法の檻に閉じ込めて、更にはビキニタウンの住人達にも迷惑をかけて、町中の家を破壊しながら好き勝手に大暴れてしまう。しかしその後は、意外な形で父親と無事に和解して、親子の絆が戻った。
スポット (Spot)
声：原語版流用 / ディー・ブラッドリー・ベイカー
シーズン9より登場で、『プランクトンのペット』から登場したプランクトンのペットである緑色の犬型アメーバ。名付け親はスポンジ・ボブ。かなり小柄だが、噛む力が強く、お手をするときは地震の如く地面を踏み鳴らす。アメーバなので潰されてもすぐに復活する。一度はプランクトンの側から離れたが、動物保護施設で動物たちに襲われたプランクトンを助けるために巨大化して動物たちを撃退した。プランクトンからかなり溺愛されている。餌をやりすぎたせいで、子供が生まれそうとカレンが言っていた。見た目は男の子だが、実は雌（男の子のはずだがアメーバには性別が無いとされる）で子供が生まれた。シーズン11以降に『戻ってきたスポット』、『秘密のレシピが盗まれた！』、『ゲイリーとスポット』、『ペットと食事を』でも登場して準メインキャラクターに昇格。ゲイリーとは仲が良い事が、『ゲイリーとスポット』にて判明。
スポンジ・ボブの声優が「宮田」になって、初めての放送回（2024年12月28日）の『いたずらっ子スポット』でも、ゲイリーと仲良しな友達として登場。プランクトンが旅行で留守の間、カレンが面倒を見る事になるが、カレンに踏まれてしまって、すぐに膨らませようとすると、体が飛び散って爆発してしまうが、スポンジ・ボブが名前を呼ぶと、上記のように、あっさりと自分で元の姿に戻れたので 再生能力は相変わらず健在のようである。今回は、ものすごい食いしん坊である事が判明して、店内のテーブルや椅子やドアを食べつくしても、まだ腹ペコだった。その上、食べた物をすぐに消化してしまう事も判明して、触れてしまう物も、すぐに溶かしてしまうので、キリが無い。そんなスポットのために、カレンは一生分の栄養素を合成させたカプセルを頭の中で作り、これで永遠に満腹でいられると、カプセルを スポットに飲ませるが、そのせいで体が巨大化しすぎてしまい、そのまま空へと浮かび続けて飛んでいってしまう。最終的には、スポンジ・ボブのおかげで、巨大化した体から、いつもと変わらないサイズになりながら 自分から抜け出して、残っていた体の部分は、そのまま「シャボン玉」のように浮かび上がり続けてしまい、なんと太陽まで溶かしてしまい、ビキニタウンは真っ暗になってしまった。その後、どのようにして太陽を復活させられたかは不明。　
なお、この話では、プランクトンから「スポットちゃん」と呼ばれており、プランクトンは、自分を「パパ」と言いながら純愛しており、カレンの事は「（スポットの）ママ」だと プランクトンが言う。
アップターンさん（Lady Upturn）
声：ニケライ・ファラナーゼ / シリーナ・アーウィン、ロリ・アラン（『バブルバスの引っ越し』のみ）
『超高級仕出しサービス』から登場する、金髪パーマに青いドレスが特徴の高貴な女性。「高級鞄」を模した豪邸に住んでいる。その後、住人達の1人として、少しずつ出番が増えている。
『ペットと食事を』では、カニカーニの客として登場して、メスのミミズ犬の「フィーフィーちゃん」を飼っている事が判明して、とても可愛がっていた。（※カーニは、間違えて「フーフーちゃん」と呼んでいた）。

また、「アップターンズ」というデパートの経営者で、オーナーでもある事が『アップターンズでショッピング』で判明している。
『バブルバスの引っ越し』でのみ、貴族の「マッスーグ333世婦人」という名前を名乗っており、その名前の通り、ひたすら「まっすぐに進み続ける」事を モットーにしており、荷物を運んでいたスポンジ・ボブに、道が狭いから「ぐるっと回ってもらえないか？」と頼まれても、反対に彼を見下し、笑いながら「あなた達こそ お下がりなさいな！」と冷たく言い、道を譲ってくれなかった。その後は、トラブルに巻き込まれつつも、ひたすら まっすぐに歩き続けていた。
『キュートなQTパイ』では、「QTパイ」に食べられてしまった住人達の1人として再登場するが、最終的には、他の住人達と共に 外へ出られた。
『木の逆襲』では、カニカーニの客として来ており、今回はスポンジ・ボブがバイトが休みの日ゆえに、骨が1本と絆創膏1つと髪の毛 3本入りのカーニバーガーに対して「とてもひどい味ざます」と苦情を言っていたが、カーニに苦情係を任されていた喋れる木に、「あんたの見た目も ひどい」と言われて、カンカンに怒りながら「あたくし不愉快ざます！」と怒りながら手に持ったバーガーを投げて帰ってしまう。
『歯の妖精』では、久しぶりに 彼女の「高級鞄」のデザインの屋敷が登場して、泥棒の「ドーサル・ダン」に騙されていたスポンジ・ボブとパトリックに侵入されてしまう（※オマケに、ドーサルの「ボート」が、屋敷に激突してしまう）。当の本人は、目を覚まさずに「いびき声」のみ出しながら「12段ベッド」で爆睡しており、スポンジ・ボブに、歯を1本だけ盗られるが、痛みを感じずに 爆睡し続けていた。
『ママとパパの大騒ぎ』では、高級ホテルのエレベーターにて登場するが、台詞は無かった。
ナーリーン（Narlene）
声：吉元里謹 / ケイト・ヒギンズ
シーズン13の『幼なじみがやってきた』から登場した、ピンク色のイッカクの女の子。本人曰く「自分はクジラの仲間」とのこと。ペットに「海ラバ」も飼っている。スピンオフ作品『Kamp Koral: SpongeBob's Under Years』からのキャラクターで、スポンジ・ボブたちとは幼馴染みである。子どもの頃 以来の再会だったので、スポンジ・ボブは、彼女と、ノビーとの再会を、とても大喜びしていた。
なお、ナーリーンとノビーの、従兄弟（いとこ）である「ウィリー・ボブ」も、スポンジ・ボブと仲良くなる。
『アップターンズでショッピング』では、ノビーと共に再登場して、「大都会の観光」を目的に ビキニタウンへ来た。初対面のパールとは、同じ「クジラ仲間」同士、ナーリーンがクジラ仲間のギャル2人と言っており、最終的に とても仲良くなれて、パールを「パールちゃん」と呼んでいた。
ノビー（Nobby）
声：ケンコー / カルロス・アラズラキ
シーズン13の『幼なじみがやってきた』から登場した、黄色のイッカクの男の子で、ナーリーンの弟。幼少期はかなり小さかったが、再会時には筋肉質の巨体になるまで成長していた。彼も、スポンジ・ボブとは、子どもの頃 以来の再会となった。料理が得意で、パンケーキや木製の七面鳥を作れる。姉とは対照的に、「字幕表示」でも「言語不明」な、独特の言葉を話す時もあれば、普通の言葉を話す時もある。
『アップターンズでショッピング』では、ナーリーンと共に大都会の観光を目的に来たが、スポンジ・ボブの手伝いをするために、カニカーニで 一時的に働く事を選んだので、観光には同行しなかった。しかし、働きながらカーニバーガーを投げながら遊んだりしていたので、ノビーなりには 楽しめた日の模様。
ウォーカーじいさん（Oldman Walker ）
声：納谷六朗、奥田啓人（一部のみ）→かぬか光明（シーズン9以降）/トム・ケニーほか
初代シーズンから、町の住人や、カニカーニの常連客として、何度も準レギュラー出演している黄緑色の体に眼鏡をかけている、小柄な体の老人の男性の魚。これまで何度も出ていたのにも関わらず、当初は 名前が明かされていなかったが、「シーズン13」の『郵便配達は大変だ』にて、ついに字幕表示にて名前が明かされて、スポンジ・ボブからも「ウォ―カーじいさん」と呼ばれていた。そのため、「世界初の図鑑」では、まだ名前は明かされていなかった。
話によっては、目が悪い事もあり、イカルドの事を「お嬢ちゃん」と呼んでしまう事もある。しかし、普段は意外と普通に健康的な所もあり、他のお客さんと共に カンカンに怒る時もある程の元気な老人。口調はのんびりしているが、ジェンキンスと同じく、意外とタフな所もあり、只者では無い老人。『ボクは警察官』では、なぜか刑務所の証拠保管室にいて、プランクトンから「じいさん」と呼ばれていた。投げられても普通にしていた。

### 親戚キャラクター
親戚キャラクターとは、各エピソードの中、スポンジ・ボブ、カーニ、イカルド、パトリック、サンディ、プランクトンなどの家族（または血縁関係）である登場人物のことを表している。書かれた内容について、状態や親戚の関係性にも表記されている。また、スポンジ・ボブの祖父など、心の中で登場するキャラクターは空想的故人とされる。書かれた意見の血縁関係の見分け方は、キャラクターの部分にわかりやすく色を付けている。

#### 改作編
ブラックジャック・スクエアパンツ（BlackJack SquarePants）
声：斎藤志郎 / ジョン・ディマジオ
スポンジ・ボブの血縁関係のひとつで、『ブラックジャック』から登場したスポンジ・ボブの従兄弟。状態は存命中（シリーズ5で登場）。刑務所に入っていたが、出所した。スポンジ・ボブを幼児期に虐めていたことがある。その頃はスポンジ・ボブよりも大きな体だったが、現在は遥かに小さくなった。ジャガイモ型の外見。
親戚の関係性は、スポンジ・ボブとスタンリー・スクエアパンツとトッド・スクエアパンツの父方の従兄弟。キャプテン・ブルー・スクエアパンツの長男[36] で、ミスター・スクエアパンツとシャーム・スクエアパンツの甥。ミセス・スクエアパンツの義甥でもある。そして、スポンジ・ボブの祖父母らは孫息子にあたる。
ミスター・スクエアパンツ（Mr. SquarePants）、ミセス・スクエアパンツ（Mrs. SquarePants）。
スポンジ・ボブの血縁関係のひとつで、『ああ いとしのパイナップル』から登場したスポンジ・ボブの両親。ジャガイモ型の外見。稀に本作が誕生していない1950年代のスタイル画像も見られる。両親の写真は常時スポンジボブの家の写真立ての一つに飾られている。
「世界初の公式図鑑」では、「ハロルド」「マーガレット」と記載された。
ミスター・スクエアパンツ（Mr. SquarePants）
日本国外の名称では「ハロルド・スクエアパンツ（Harold SquarePants）」と表記される。
しかし『スポンジ・ボブの家族旅行』と『ママとパパの大騒ぎ』では 日本語版でも『ハロルド』と名前が出て、この名前で正式に登場した。
声：鶴博幸（シーズン1 - 3）→松野太紀（シーズン4 - 12）→宮田幸季（シーズン13以降）/ トム・ケニー
スポンジ・ボブの父親。状態は存命中（初代シーズンで登場）。スポンジ型の父とジャガイモ型の母から生まれる。髭と眼鏡が特徴。実の子であるスポンジ・ボブが大人になっても、妻であるミセスと一緒に過ごしている。ズボンは次男譲りである。顔は完全にジャガイモ型であるが、れっきとした海綿動物である。日本の声優は3人が演じているが、原語版ではトム・ケニーのみとする。
親戚の関係性は、ミセス・スクエアパンツの夫。スポンジ・ボブとトッド・スクエアパンツの父でスクエアパンツ家の長男。キャプテン・ブルー・スクエアパンツとは実の兄弟でありミスター・スクエアパンツは兄にあたる（そしてシャム・スクエアパンツとは異母兄弟でありミスター・スクエアパンツは異母兄）にあたる。ブラックジャック・スクエアパンツとスタンリー・スクエアパンツの伯父。
『カルチャーショック』では、カニカーニで開催の「タレントショー」に、夫婦で 招待された。
『スポンジ・ボブの家族旅行』では、妻から「パパ」、「ハロルド」と呼ばれていた。
『ママとパパの大騒ぎ』以降、妻の「マーガレット」と共に「アボコンドエーカー」という、ビキニタウン最高級の高齢者施設に移住している。家が「アボカド」で出来ており、ドロドロに溶けて崩れてしまうのだが、新しく育てれば、熟して再び暮らせるようになる事が判明している。この話では、ナレーターにより「ハロルド」という名前で呼ばれており、今回も 妻から「ハロルド」と呼ばれていて、「字幕表示」でも名前が映る。今回は、始めは「新聞を読む 大人しい男性」だったが、途中からは マーガレットと共に、ハイテンションな性格になっており、初めて 息子の「パイナップルハウス」に 泊めてもらいつつ、「夜のビキニタウン」を楽しく満喫して、前から来たかった「覆面レスラーのプロレス場」では、レスリングの試合に、マーガレットと共に「覆面レスラーママ・アンド・パパ」として、既に「出場する」事を 事前に許可を得ていて 試合に出たり、「24時間営業ローラースケート場」で借りた ローラースケートシューズで、マーガレットと共に ビキニタウンを 走り回ったり、「ベイビー!」と言いながら元気にダンスを踊るなど、なかなかのワイルドで、元気すぎる性格になっていた。マーガレットと共に、息子のスポンジ・ボブには、「まだ大人に なってほしくはない」と思っており、いつまでも「可愛い息子」のままでいてほしいと思っている。
なお、息子とは「ずいぶん久しぶりの再会」となった。スポンジ・ボブは、少しでも 自分が「立派な大人に成長した」所を見せたくて、ずいぶん大人びた性格になって見せて、その際に、息子からは「父上」と呼ばれた。しかし、あまりにも堅苦しい性格になった息子に、「やぼで古臭い」「四角張りすぎる」と評価していた。その後は、息子からは いつも通りに「パパ」と呼ばれていた。
ミセス・スクエアパンツ（Mrs. SquarePants）
日本国外の名称では「マーガレット・スクエアパンツ（Margret SquarePants）」と表記される。
しかし『スポンジ・ボブの家族旅行』と『ママとパパの大騒ぎ』では 日本語版でも『マーガレット』と名前が出て、この名前で正式に登場した。
声：谷育子、小木曽祐子→松浦チエ（シーズン4以降）/ シリーナ・アーウィン
スポンジ・ボブの母親で、ミスターの愛妻。状態は存命中（初代シーズンで登場）。夫のミスターと一緒に過ごしている。顔は次男譲りである。
『カルチャーショック』では、カニカーニで開催の「タレントショー」に 夫婦で招待された。
『スポンジ・ボブの家族旅行』では、夫から「マーガレット」と呼ばれていた。
『ママとパパの大騒ぎ』にて、ナレーターにより「マーガレット」と呼ばれており、今回も 夫から「マーガレット」と呼ばれていて、「字幕表示」でも名前が映る。上記の理由で 息子の家に泊まらせてもらっている間は、夫の「ハロルド」と共に、「夜のビキニタウン」を満喫していた。今回は、始めは「編み物をする大人しい女性」だったが、途中から ハロルド以上に、ハイテンションで、元気すぎる性格になっており、前から来たかった「覆面レスラーのプロレス場」では、会場に到着した途端に、大口を開けながら「やった～！」と叫んで大喜びしており、事前に「レスリング」に出場する事を 許可を得ていて、「覆面レスラー ママ・アンド・パパ」として ハロルドと出場したり、「24時間営業のローラースケート場」で借りた ローラースケートシューズで、ビキニタウンを走り回ったりしたり、ダンスまで踊りながら はしゃいでいたりと、ワイルドな性格になった。更に、イタズラ好きな面も見せて、イカルドの家の外側を、「大人のパーティー」と言いながらトイレットペーパーで飾り付け までしていた。また、息子の事を「オシャレな都会の若者」とも呼んでおり、今回、初めて息子の「パイナップルハウス」に泊めてもらえる事となり、「都会暮らしの息子と いっしょに過ごせるなんて！」と、とても大喜びしていた。ハロルドと同じく、息子には、まだ「大人には なってほしくない」と思っている。なお、ハロルドと同じく、息子とは「ずいぶん久しぶりの再会」となる。スポンジ・ボブは、少しでも「立派な大人に成長した」所を見せたくて、ずいぶん大人びた性格になって見せて、その際に 息子からは「母上」と呼ばれた。しかし、あまりにも堅苦しい性格になった息子の事を「退屈だし つまらないし すごくガッカリ」と評価しており、そんな息子を「ミスター大人さん」と呼んでいた。その後は、息子からは いつも通りに「ママ」と呼ばれていた。
親戚の関係性は、ミスター・スクエアパンツの妻。スポンジ・ボブとトッド・スクエアパンツの母。スクエアパンツ家とは長男の嫁にあたることで、キャプテン・ブルー・スクエアパンツとシャム・スクエアパンツの兄嫁であること。さらにブラックジャック・スクエアパンツとスタンリー・スクエアパンツの伯父嫁でもある。
グランマ・スクエアパンツ（Grandma SquarePants）
声：小木曽祐子→谷育子（シーズン4 - 8）/ マリオン・ロス
スポンジ・ボブの血縁関係のひとつで、『おばあちゃんのキス』から登場した ジャガイモ型の祖母。存命中（シーズン2で登場）。本名は不明。クッキー作りが趣味。孫息子のスポンジ・ボブを赤ん坊のようにかわいがっている。
親戚の関係性は、スポンジ・ボブとブラックジャック・スクエアパンツとトッド・スクエアパンツの父方の祖母で、ミスター・スクエアパンツとキャプテン・ブルー・スクエアパンツの母。さらにミセス・スクエアパンツとは姑にあたる。そして、スポンジ・ボブの祖父には前妻となる。
キャプテン・ブルー・スクエアパンツ（Captain Blue SquarePants）
声：納谷六朗 / ガーネット・セーラー
スポンジ・ボブの血縁関係のひとつで、シーズン5の『ブラックジャック』から登場したスポンジ・ボブの叔父。愛称は「キャプテン・ブルー」。状態は存命中（シーズン5で登場）。元警官で、現在は隠居生活をしている。かなり耳が悪い。ジャガイモ型の外見で、顔はスポンジ・ボブ型である。
容姿として、上記のミスター・スクエアパンツより髭が長い所と青い帽子を被っている所が特徴である。
親戚の関係性は、ミスター・スクエアパンツとは実の兄弟でありキャプテン・ブルー・スクエアパンツは弟にあたる（さらにシャム・スクエアパンツとは異母兄弟でありキャプテン・ブルー・スクエアパンツもミスター・スクエアパンツと同じく兄にあたる）。スポンジ・ボブとトッド・スクエアパンツの父方の叔父でブラックジャック・スクエアパンツの父（つまりスクエアパンツ家の次男）、そしてスタンリー・スクエアパンツの父方の伯父でもある。
スタンリー・スクエアパンツ（Stanley SquarePants）
日本国外の名称では「スタンリー・S・スクエアパンツ（Stanley S.SquarePants）」と表記される。
声：奥田啓人 / クリストファー・ゲスト
スポンジ・ボブの血縁関係のひとつで、『いとこのスタンリー』から登場したスポンジ・ボブの従兄弟。状態は存命中（シーズン5で登場）。ただし、サンディから見た場合はスポンジ・ボブのお友達として扱われる。シャームおじさんの家に居候していたが、スポンジ・ボブの家にやってきた。触ったものを何でも壊してしまうので嫌われていたが、カーニの作戦でエサバケツ亭へ破壊工作のために送られた。容姿としては、上記のブラックジャックとは違いスポンジ型の外見。顔はスポンジ・ボブとそっくりだが、髪があり胴体が長い。従兄弟であるスポンジ・ボブのズボンはパトリックと同様に短パンだが、スタンリーのズボンは長ズボンである。
親戚の関係性は、スポンジ・ボブとブラックジャック・スクエアパンツとトッド・スクエアパンツの父方の従兄弟。シャーム・スクエアパンツの長男であり、ミスター・スクエアパンツとキャプテン・ブルー・スクエアパンツの甥。またはミセス・スクエアパンツの義甥にもあたる。そしてスポンジ・ボブの祖父に対しては孫息子だとする。
グランパ・スクエアパンツ（Grandpa SquarePants）
声：納谷六朗 / トム・ケニー
スポンジ・ボブの血縁関係のひとつで、『飛べ、トリおとこ!―失われたエピソード』で登場したスポンジ・ボブの祖父である老爺。状態は空想的故人（シーズン3ではスポンジ・ボブの心の中で登場している）。本名は不明。顔と体つきは孫息子のスポンジ・ボブと類似している。祖母とは前から離婚をしている。
親戚の関係性スポンジ・ボブとブラックジャック・スクエアパンツとスタンリー・スクエアパンツとトッド・スクエアパンツの父方の祖父で、ミスター・スクエアパンツとキャプテン・ブルー・スクエアパンツとシャーム・スクエアパンツの父。さらにミセス・スクエアパンツの舅である。スポンジ・ボブの祖母に対しては前夫とする。
スポンジ・ボブのコピー（SpongeBob SquarePants）
声：松野太紀 / トム・ケニー
『スポンジ・ボブがいっぱい』で登場。プランクトンがカーニバーガーのレシピをカーニから聞き出そうと、スポンジ・ボブを騙してコピー機でスキャニングして作った偽物。いわゆる、スポンジ・ボブの血縁関係のひとつに近い存在。プランクトンはコピーと本物を見分けるため、白いネクタイを青く塗った。
本物のスポンジボブと接触早々意気投合し「僕2号」「僕3号」と名付けられスポンジボブ側に吸収されていった。
最初は1体だったが、コピーが本物のスポンジ・ボブと接触するたびに新しく作っていったので、最終的に299体になった。
コピー機のトナーが安物だったので、最後に全員消滅してしまった。
サマンサ・スター（Sam Star）
声：納谷六朗 / ビル・ファッガーバッケ
パトリックおよびゲイリーの血縁関係のひとつで、『パトリックのお姉ちゃん』から登場したパトリックの実の姉。状態は存命中（シーズン7で登場）。弟のパトリックよりも体が大きくかなりの怪力。『パトリックのお姉ちゃん』で初登場するまで、パトリックは兄弟が居ないと思い込んでおり、『マヌケな王様』で家系図を書かれていないため一人っ子だと思い込んでいた。パトリックとは年が離れており、イカルドより年上らしい。イカルドを含むパトリックの友達と仲が悪く、イカルドの家が全て取り壊してしまうが、実の弟であるパトリックのことを大事にしている。
親戚の関係性は、パトリック・スターとは実の姉弟でありサマンサ・スターは姉にあたる。ハーブ・スターとマージ・スターの第一子の長女。そしてゲイリーの従姉にあたる。他にもアメーバ王とミルデュー王妃の玄孫、ヨリックとタルサ王女の曽孫、カロス王子とディンガス王子の曽姪孫、マウ・チケットとビリー・ボブ・スターの孫娘、そしてカールのいとこ大姪であり、その親類も家系図の中で含まれている。パトリックとは姉弟の関係であろうかは言いつつ、『マヌケな王様』の家系図には登場していない。
ハーブ・スター（Harb Star）
声：奥田啓人→佐々木祐介（『暴れん坊パトリック』のみ）/ トーマス・F・ウィルソン
パトリックおよびゲイリーの血縁関係のひとつで、『まぬけな友達』から登場したパトリックの実父。状態は存命中（シーズン2で登場）。ヒトデの日にパトリックの家に遊びに来た。ミスター・スクエアパンツとは元々から親友だった。髭が生えていることが特徴。『マヌケな王様』では、ナメクジ型の弟が登場する。
親戚の関係性は、パトリック・スターとサマンサ・スターの父親。スラゴ・スターとは実の兄弟でありハーブ・スターは兄にあたる。そしてゲイリーの伯父にあたる。他にもアメーバ王とミルデュー王妃の曾孫、ヨリックとタルサ王女の孫息子、カロス王子とディンガス王子の大甥、マウ・チケットとビリー・ボブ・スターの長男、そしてカールの従甥であり、その親類も家系図の中で含まれている。
マージ・スター（Margie Star）
声：小木曽祐子→吉元里謹（『暴れん坊パトリック』のみ）/ スザン・ボヤジアン
パトリックおよびゲイリーの血縁関係のひとつで、『まぬけな友達』から登場したパトリックの実母。状態は存命中（シーズン2で登場）。夫のハーブ・スターと同様で、ヒトデの日にパトリックの家に遊びに来た。
親戚の関係性は、パトリック・スターとサマンサ・スターの母親。ハーブ・スターの弟とするスラゴ・スターとは兄嫁にあたる。そしてゲイリーの伯父嫁にあたる。
マーティ（Marty）
声：奥田啓人 / トーマス・F・ウィルソン
『まぬけな友達』から登場したパトリックの養父。状態は存命中（シーズン2で登場）。パトリックの血縁関係のひとつではないヒトデ族として登場したヒトデのおじさん。養子にあたるパトリックが全く知らないヒトデの家族を自分のパパとママだと勘違いして過ごしていた。最初からパトリックのことを実子だと思ってなかった。親戚の関係性は、パトリックの偽者の父である。
ジャネット（Janet）
声：小木曽裕子 / スザン・ボヤジアン
シーズン2の『まぬけな友達』から登場したパトリックの養母。状態は存命中（シーズン2で登場）。パトリックの血縁関係のひとつではないヒトデ族として登場したヒトデのおばさん。書かれた概要は夫のマーティと同様。容姿は薄紫色のアフロヘアーと薄青緑色のドレスが特徴。親戚の関係性は、パトリックの偽者の母である。
ヒトデじいさん（GrandPat Star）
声：落合弘治 / ダナ・スナイダー
本名はグランパット・スター。『メカニカルタウンにようこそ』『ヒトデじいさんのタイムトラベル』に登場するパトリックの祖父。スピンオフ作品『The Patrick Star Show』からのゲストキャラクター。異次元ゾーンに迷い込み、様々な時空を冒険した。気難しい性格。
ミセス・テンタクルズ（Mrs. Tentacles）
声：納谷六朗→高橋里枝（シーズン9以降）/ ロジャー・バンパス
イカルドの血縁関係のひとつで、『エイプリルフール』から登場したイカルドとイカリムの母親である、眼鏡をかけた老婆なタコ。状態は存命中（初代シーズンで登場）。本名と年齢は不明。
得意なことは料理であり、次男（父から見て長男）のイカルドが子供の頃は母が焼いたクッキーが好きだった。
『お宝ハント』では「イカルドには弟なんかはいない」「1人で十分」と言っている。『いとこのスタンリー』で登場する三男（父から見て次男）は弟であることも知らず、米国版公式サイトでは従兄弟という設定。また、長男のイカリムのこともほとんど知らない。
原語版および初代の声優は息子と同じだったが、シーズン9以降の日本語版では高橋が演じている。
親戚の関係性は、イカルド・テンタクルズの母親（またはスクイーズ・テンタクルズの母親であり、ミスター・テンタクルズの前妻でもある）。イカルドの祖母に対しては長男の嫁だと表している。
グランマ・テンタクルズ（Granny Tentacles）
声：谷育子→吉元里謹（パトリック・スター・ショー）/ メアリー・ジョー・キャトレット、クリー・サマー（パトリック・スター・ショー）
状態は原作では故人として扱われただが、TVアニメでは実によると長寿でありながらの存命中（シーズン8で登場）。
イカルドの血縁関係のひとつで、『エサバケツ亭が大繁盛』から登場したイカルドの祖母である老婆なタコ。状態はかつてでは故人として扱われただが実は長寿でありながらの存命中（シーズン8で登場）。本名と年齢は不明。
上記のミセス・テンタクルズに似ているが、眼鏡は かけていない。
車輪つきの杖を押して歩行するが、孫息子を叱るときには、杖の先で彼のつま先を踏みつける。
イカルドは、祖母のレシピを利用した「エサフリカッセ」を作り、エサバケツ亭で 大繁盛させて、ここのシェフになったイカルドは、すっかり「大スター」になれたのだが、祖母にバレてしまい、適当な調理法を暴露されて、これに憤慨した客たちに暴動を起こされ、エサバケツ亭は全焼させられた。
イカルドは「お婆ちゃん」と呼んでいるが、反対に彼女からは「マヌケな孫」と呼ばれている。
原作では故人だが、TVシリーズの場合ではイカルドが中年になるまで長生きをしていたらしい。
親戚の関係性は、イカルド・テンタクルズとスクイーズ・テンタクルズの父方の祖母でジェフ・テンタクルズの母親[37]。母方の祖母にも見える。ミセス・テンタクルズに対しては姑だと表している。
ミセス・カーニ（Mrs. Krabs）
日本国外の名称では「ベッシィー・カーニ（Besty Krabs）」と表記される。
声：小木曽祐子→谷育子（シーズン4 - 5）/ ポール・ティビット→シリーナ・アーウィン
カーニおよびパールの血縁関係のひとつで、『わるいことば』から登場したカーニの母親の老カニ。状態は存命中（シーズン2で登場）一度プランクトンにプロポーズされたことがある。カーニが生まれた頃から見た目が変わっていない。
親戚の関係性は、ユージーン・H・カーニの母親で、パール・カーニの父方の祖母（そして、レッドビアードの長女で、サリーの姪）。カーニの父に対しては妻にあたり、カーニの父方の祖父母に対しては長男の嫁にあたる。
レッドビアード（Grandpa Redbeard）
声：奥田啓人 / デニス・クエイド
カーニおよびパールの血縁関係のひとつで、『海賊カーニさん』から登場したカーニの祖父の老カニ。状態は存命中（シーズン6で登場）。現役の海賊でもあり、アニメの中で新しく登場していた。体と手足の色が、カーニよりも濃い目の赤色である。カーニからは「赤ひげの じいちゃん」と呼ばれて恐れられている。不老不死になっており、現実では元気に過ごしていると見分けている。
『シニア割引き』でも再登場している。服装は変わっていないが、なぜか体と手足の色が「ピンク色」にされていた。カニカーニに来ていて、自分は カーニバーガーの価格が「10￠（セント）」の頃から生きている と言うが、ジェンキンスの祖父の『グランパジェンキンス（カーニバーガーが「5￠」の頃から生きている）』よりも 年下であることが判明。2人とも、普通に生きている上に、元気である。カーニが、店に居座り続ける「ジェンキンス」に対抗するため、わざわざ呼んだ。それに対抗して、ジェンキンスも 自分の祖父を連れて来ていた。
同じ話では、下記の『ヴィクター・カーニ』と、『ひいじいさんカーニ（本名不明）（車椅子に乗ってる）』も、カーニに呼ばれて カニカーニに来ており、2人とも生きている事が判明。ジェンキンスも 対抗して、父親の『パパジェンキンス』と、『ひいじいちゃん（本名不明）』を、なぜかカニカーニに連れてきており、この2人まで生きていた事が判明。
親戚の関係性は、ユージーン・H・カーニの母方の祖父であり、パール・カーニの父方の曽祖父。または、ミセス・カーニの父親（そしてサリーとは実の姉弟でありレッドビアードは弟）にあたる。カーニの父に対しては舅、祖母に対しては夫にあたる。
ヴィクター・カーニ（Victor Krabs）
カーニおよびパールの血縁関係のひとつで、『私はクール』における原作のオリジナルキャラクター。状態は原作では故人（シーズン3で過去の証明写真としての登場）だが、TVアニメでは存命中とされている。原作における享年は不明だが、ジェンキンスよりは年長とされている。カーニの実父。カーニが5歳の時、1ドルをあげたがそれでソーダを買ってしまい、もう二度と出会えなくなった。
アニメ『シニア割引き』にて、普通に生きている形で登場した。カーニが、カニカーニに居座り続ける「ジェンキンス」に、 説教をしてほしくて呼んだ。 ジェンキンスに、「私の父だ！」と紹介する。ピンク色の体と手足、そして白いヒゲと、セーターを着ている。かつては彼も海賊だったようであり、今でも 元気な「船乗り気質な性格」の模様。ジェンキンスの事を「ジェンキンス君」と呼ぶ。しかし、そんな「カーニ親子」に対抗して、ジェンキンスも、自分の父親の『パパジェンキンス』を呼ぶ。『パパジェンキンス』の方が、カーニの父よりも 「年上」な事が判明した。同じ話で、上記の『レッドビアード』と『ひいじいさんカーニ（本名不明）（車椅子に乗ってる）』も、カーニに呼ばれて カニカーニに来ており、2人とも生きてる事が判明。ジェンキンスも対抗して、祖父の『グランパジェンキンス』と、『ひいじいちゃん（本名不明）』を連れて来ており、2人とも生きてる事が判明した。
親戚の関係性は、ユージーン・H・カーニの父でパールの父方の祖父、そしてミセス・カーニの夫。
アール・チークス（Earl Cheeks）
声：松浦チエ / ミスター・ローレンス
サンディの血縁関係のひとつで、『世界記録に挑戦!』で登場したサンディの従兄弟のウッドチャック。状態は存命中（シーズン9で登場）。新登場オリジナルキャラクター。彼にそっくりな従兄弟たちも多数登場した。両親はバーティ・チークスとアリー・チークス（旧姓レッドチャック）である。
親戚の関係性は、チークス3姉弟の従兄弟で、パパとは甥にあたり、ママとは義甥にあたる。他にも、サンディの祖父母に対しては孫息子にあたる。
マカデミア・ヘーゼルナッツ・ピスタチオ（Macadamia,Hazelnut,Pistachio）
声：引坂理絵 / マリア・バンフォード
『サンディの手ごわい姪っ子たち』で登場した、サンディの三匹の姪っ子。それぞれ赤、黄、緑がシンボルカラー。普段は、母親のロージーと共に、テキサスに住んでおり、大好きなサンディに会うために ビキニタウンへ来た。三匹とも過激な性格で、小さな見た目に似合わず、実は サンディと同じくらいの怪力の持ち主であり、スポンジ・ボブは彼女たちの世話に手を焼いていた。三匹とも「アームレスリング」が大好きで、反対に「絵本のお話」は大嫌いな性格。また、三匹とも  カーニさんと同じく「お金が大好き」という性格でもあり、子供とは思えない、がめつい 一面もある。彼女らの年齢もかかわらず、サンディのことを「おばさん」、スポンジ・ボブのことを「おじさん」と呼んでいる。自分達と遊んでくれたスポンジ・ボブとは、仲良くなれたのだが、自分達に意地悪だった パトリックの事は、「意地悪ヒトデ大っ嫌い！」と言いながら嫌っていた。更にはカーニとイカルドの事も嫌っていた。
なお、三匹とも、自分達が留守の間は、母親が「寂しがっていた」と思っていた。なので、現時点では、自分達の パワフルな性格のせいで、母親が苦労している 自覚は、まだ幼いゆえに 全然無い事が分かる。
ロージー・チークス（Rosy Cheeks）
声：高橋里枝 / ロリ・アラン
『サンディの手ごわい姪っ子たち』で登場した、上記の姪っ子の母親。サンディの姉（異父姉）でもある。姪っ子を預けた際に「自由だわ〜！」と発言していたため、彼女も「過激すぎる性格」の姪っ子の世話に、手を焼いてる事が分かる。その証拠に、姪っ子が帰ってくると、かなり嫌そうな顔をしながら「はあ？もう帰って来たの？」と言いながら、ため息をついていた。 普段は、テキサスに住んでおり、「冷たい水を常時 出し続けられる機械」が 横にある「大型ビニールプール」を自宅にして住んでいる。そのため、姪っ子が留守の間は、ロージーは かなり快適に くつろいで過ごしていた。
なお、かつてのサンディは、『サンディの手ごわい姪っ子たち』の以前の話では、「上の兄弟」が存在されなかった。
プランクカーニ（PlanKrab）
『カニバケツ亭』で登場した、カーニの体毛とプランクトンの触角のDNAから作り上げられたカーニとプランクトンのクローン。いわゆる、カーニとプランクトンの血縁関係のひとつに近い存在。カニカーニとエサバケツ亭を乗っ取り、2つを融合させた「カニバケツ亭」を開店した。最後は真っ二つになり、喧嘩になっていた。
チップ・プランクトン2世（Chip Plankton II）
声：ケンコー / シリーナ・アーウィン
『カレンの赤ちゃん』でカレンが通販で注文した、カレンとプランクトンの養子（一応は実の息子とされている）で、プランクトンの血縁関係のひとつに近い存在。チップという名前で、名前の由来はカレンの祖父から。幼児期の計算機からモバイル決済端末、携帯型ゲーム機、コンピュータへと成長し、大学を卒業してATMになった。カレン同様の機械だが、赤ちゃんの時はオムツをしており、排泄することはないらしいがオムツを捨てる箱には悪臭でありオムツを捨てる箱に入ってしまったプランクトンが臭いとされていた。また、カレン同様の機械ではあるため、食事はされていない。ATMになったあと、カーニからのお金が出せないことがプランクトンの息子であると信じており、カーニの敵として見なせるようになった。

#### 原作編
シャーム・スクエアパンツ（Sherm SquarePants）
スポンジ・ボブの血縁関係のひとつで、最初は名前のみ登場していたが、『西部のならず者』では写真も登場している。声優は不詳で、状態は故人（シーズン5で証明写真としての登場）。享年も不明である。『いとこのスタンリー』の回によるシャーム・スクエアパンツは、宅配便の紙で書かれた通りに本名ではなく「シャムおじさん (Uncle Sherm)」となっている。顔と体つきはスポンジ・ボブと類似しているが、鼻の穴の中に大きなスイカを入れている状態で口は無数の歯を持つ特徴がある。ただし、この写真では若い頃の写真である。
親戚の関係性は、ミスター・スクエアパンツとキャプテン・ブルー・スクエアパンツとは異母兄弟でありシャム・スクエアパンツは異母弟にあたる（つまりスクエアパンツ家の三男であるらしいが祖母に対しては継息子と表す）。スタンリー・スクエアパンツの父親で、スポンジ・ボブとブラックジャック・スクエアパンツの父方の叔父でもある。
トッド・スクエアパンツ（Todd SquarePants）
声：スポンジ・ボブと同一（アニメ版のみ）
スポンジ・ボブの血縁関係のひとつ。スポンジ・ボブの実兄で、『おうちがリゾートホテル？』ではスポンジ・ボブがホテルの支配人の格好をして自ら「トッド」と名乗っていた。状態は空想的故人（シーズン8でパトリックの影絵や海外版の絵本としての登場）。年齢不詳。原作編では絵本としての登場だった。改作編においては、これはいわゆる兄弟ではなく、スポンジ・ボブの変装である。
顔と体つきは弟のスポンジ・ボブとそっくりで、眉毛が太くて髭と顎髭が生えていて黒縁の眼鏡をかけている。
親戚の関係性は、スポンジ・ボブとは実の兄弟でありトッド・スクエアパンツは兄にあたる[36]。ミスター・スクエアパンツとミセス・スクエアパンツの長男。そしてブラックジャック・スクエアパンツとスタンリー・スクエアパンツの従兄弟で、キャプテン・ブルー・スクエアパンツとシャーム・スクエアパンツの甥、スポンジ・ボブの祖父母らは孫息子となる。
スラゴ・スター（Sluggo Star）
パトリックおよびゲイリーの血縁関係のひとつ。『マヌケな王様』から登場するが、基本的に家系図で紹介される。状態は故人（シーズン4のパトリックの家系図としての登場）。また、シーズン9ではエスメラルダと一緒に写真に写っていた。種類はナメクジのようなウミウシ。ハーブ・スターとは兄弟だが、実はゲイリーの父親でもあることが発見された。
親戚の関係性は、ハーブ・スターとは兄弟でありスラゴ・スターは弟にあたる。パトリック・スターとサマンサ・スターとは、父方の叔父にあたる。そして、ゲイリーの父でマージ・スターの小舅。ただし、こいつも雌雄同体のものなので性別は無いとされるが公式サイトとしては雄として扱われる。年齢計測としては、猫で1歳＝人間で約15歳である。
リリー（Lily Plankton）
声：谷育子→高橋里枝 / ラレイン・ニューマン
『おばあちゃんの秘密のレシピ』から登場。プランクトンのおばあちゃん。
『おばあちゃんとの約束』で名前が判明。90歳。この話では、なぜかリリーも、前々から「秘密のレシピ」を狙っていた事が判明して、孫のプランクトンにも レシピを渡す気が無く、1人じめしようとしていた。また、なぜか「イカルド」の事が、かなりの「ハンサムで若い人」に見えてしまって、惚れてしまう。彼女の視点から見たイカルドは、「ハンサムでクールで さわやかな男」に見えた事が分かり、いつものイカルドとは「正反対」なイメージである。イカルドには本気で惚れてたようで、イカルドの目にキスをしたり、レシピを持ちながら逃げ帰る時にも、「愛しい人」と言いながら投げキッスをしたりして、熱烈なアプローチをしていた。
日本国外の漫画で登場したプランクトンの家系図で父方の祖母がエラということが判明していることから、リリーは母方の祖母である可能性が高い。また『おばあちゃんの秘密のレシピ』ではリリーの目は2つであったが、『おばあちゃんとの約束』では目は1つであった。基本は生きているが、『弁護人スポンジ・ボブ』のみ亡くなっている。
『幼なじみがやってきた』では、その他の「プランクトン一族」と共に セリフ付きで再登場して、普通に元気だった。なお、同じ話では、リリーの「娘」である可能性が高い、『プランクトンの母』が登場して、「プランクトン」の母親が 生きている事が判明した。本名は不明だが、『プランクトンの母』と、ちゃんと「字幕表示」された事で、プランクトンの母親は、大きな肥満体型であり、プランクトン一族の「まとめ役」である事が判明した。声優は、息子と同じ「松浦チエ」で、「プランクトン親子」の会話場面は、現時点では 1度も無い。
その他の親類
パトリックおよびゲイリーの血縁関係のひとつ。スラゴ・スターと同様、『マヌケな王様』から登場し、全ては家系図のもので紹介される。この中で唯一、書かれた内容に分類されていない。ただし、パトリックの両親や実姉以外の家族では、ヒトデ族のものではないと考えられている（特に進化順と名付けているらしい）。このキャラクターは全員昔から死亡している。
アメーバ王（King Amoeba）
パトリック・スターの高祖父でハーブ・スターの母方の曽祖父。
ミルデュー王妃（Queen Mildew）
パトリック・スターの高祖母でハーブ・スターの母方の曽祖母。日本語読みでは「カビ王妃」。
ヨリック（Yorick）
パトリック・スターの曽祖父でハーブ・スターの母方の祖父。そしてタルサ王女の夫、アメーバ王とミルデュー王妃の長女の婿、カロス王子の姉婿。
タルサ王女（Princess Tulsa）
パトリック・スターの曽祖母でハーブ・スターの母方の祖母。そしてヨリックの妻、アメーバ王とミルデュー王妃の長女、カロス王子の姉。
カロス王子とディンガス王子（Prince Callous & Prince Dingus）
パトリック・スターの曽祖叔父でハーブ・スターの母方の大叔父。そしてカールの父。
カール（Carl）
パトリック・スターのいとこ大叔父でハーブ・スターのいとこ叔父。そしてカロス王子とディンガス王子の長男。
マウ・チケット（Maw Tucket）
パトリック・スターの父方の祖母でハーブ・スターの母親。そしてヨリックとタルサ王女の長女でマージ・スターの姑。また、『スポンジ・ボブは不眠症』では母方の祖母が登場した。
ビリー・ボブ・スター（Billy Bob Star）
パトリック・スターの父方の祖父でハーブ・スターの父親。そしてヨリックとタルサ王女の長女の婿でマージ・スターの舅。
スクイーズ・テンタクルズ（Squeeze Tentacles）
声：納谷六朗 / ロジャー・バンパス
イカルドの血縁関係のひとつで、『いとこのスタンリー』で登場したイカルドの親戚。状態は存命中（シーズン5で登場）だが、その後には没キャラとなっている。金髪で鼻にニキビができている。
親戚の関係性は、イカルド・テンタクルズとは実の兄弟でありスクイーズ・テンタクルズは弟にあたる[36]。つまりテンタクルズ家の次男で、イカルドの祖母に対しては孫息子にあたる。ただし、彼の登場作は『いとこのスタンリー』しか登場しないため後からは没となり、イカルドの弟を探す場面があったとする『お宝ハント』では没となったためイカルドに弟はいないとされている。
ジェフ・テンタクルズ（Jeff
Tentacles）
声：松野太紀（『幸運の海ウシ』）/トム・ケニー
イカルドの血縁関係のひとつ。ミセス・テンタクルズとは離婚している。状態は故人（シーズン3でスポンジ・ボブとの話や海外版の絵本としての登場）。享年的には満44歳ぐらい。『お父さんの為に万歳!』に登場する。『ロボットカーニ』では、少しだけスポンジ・ボブとの話で登場していた。
親戚の関係性は、イカルド・テンタクルズとスクイーズ・テンタクルズの父親でありミセス・テンタクルズの前夫。
イカルド・テンタクルズ・ジュニア（Squidward Tentacles Jr.）
イカルドの血縁関係のひとつ。『クセになる味』で登場。状態は空想的故人（シーズン2でイカルドの夢の中で登場）。カーニバーガーと結婚し、彼が生まれた。見た目はハンバーガーだが、イカルドの触手が生えている。
親戚の関係性は、イカルドとソフィアの長男でスクイーズの甥、ミセスとミスターの孫息子、祖母を見てひ孫である。
カーニの甥っ子（Mr. Krabs' Nephews）
声：松浦チエ / クランシー・ブラウン
カーニおよびパールの血縁関係のひとつで、『カーニさんの5セント』から登場したカーニの三つ子の甥っ子。状態は存命中（初代シーズンで登場）。年齢不詳。『いとこのスタンリー』にも登場する。
親戚の関係性は、ユージーン・H・カーニの甥でパールの従兄弟（そして、ミセス・カーニの孫息子でレッドビアードのひ孫）で、カーニの姉に対しては息子となる。
サリー（Sally）
シーズン6の『スポンジ・ボブとビーーッグウェ〜ブ』におけるカーニおよびパールの血縁関係のひとつ。もしくは、カーニのおばさん。状態は故人（シーズン6でさまよえるオランダ人の話の中で登場）。享年は不明。元々から亡くなっており、さまよえるオランダ人が語っていただけの登場人物である。また、『カーニさんの武勇伝』でスカ―フィッシュ大佐の恋人であることも明らかになっている。
親戚の関係性は基本的に矛盾となった状態だが、実によると、レッドビアードとは姉弟でありサリーは姉にあたることで、いわゆるユージーン・H・カーニの母方の祖伯母（大伯母）にあたっている。レッドビアードは『サリー姉さん』と呼ぶ。他にも、パール・カーニの父方の曽祖伯母、ミセス・カーニの伯母となることもある。
カーニの祖母（Mr. Krabs' Grandma）
カーニおよびパールの血縁関係のひとつで、『さよならカーニバーガー?』における原作のオリジナルキャラクターであるカーニの祖母。状態は故人（シーズン9で写真のアルバムとしての登場）。本名と享年は不明。
親戚の関係性は、カーニの母方の祖母でパールの父方の曽祖母。そしてレッドビアードの妻でミセス・カーニの母。
ランディ・チークス（Randy Cheeks）
声：村井雄治 / ジョニー・ノックスビル
シーズン7だけ登場したサンディの血縁関係のひとつである。サンディの実弟。同名としてサンディの父方の祖父も記載する。状態は原作編だと存命中のうち行方不明とされているが、改作編だと空想的故人（シーズン7における話としての登場）。年齢的にはサンディと同じ年。原作編では双子の弟という設定だが、改作編ではサンディの弟とは言いつつ、サンディの双子の弟としては同名にあたるがこちらはサンディの祖父の方を指すので、サンディが生まれる前から既に亡くなっている。
親戚の関係性は、サンディとは姉弟でありランディ・チークスは弟にあたる（つまりチークス家の第二子の長男でサンディの長弟）。
フィリック・チークス（Fllick Cheeks）
声：谷育子 / ディー・ブラッドリー・ベイカー
サンディの血縁関係のひとつで、『いとこのスタンリー』で登場したスコットランド風の格好をしたサンディの親戚。状態は存命中（シーズン5で登場）だが、その後には没キャラとなっている。
親戚の関係性は、サンディとは姉弟であり親戚とする男の子は弟にあたる（つまりチークス家の第三子の次男でサンディの次弟）[36]。スクイーズと同様、彼の登場作は『いとこのスタンリー』しか登場しないため、その後では没となっている。
サンディのパパ（Pa Cheeks）
声：楠見尚己 / クレイグ・ロビンソン
サンディの血縁関係のひとつで、サンディの実の父親。状態は故人（海外版の絵本としての登場）。享年的には大体54歳ぐらい。服装は長女譲りの潜水服で、髭が生えており、カウボーイ風の帽子を被っている。『お父さんの為に万歳!』で、登場していることが発見されている。
親戚の関係性は、チークス3姉弟の父（バンディ・チークスとは実の兄弟であり、彼は兄にあたる）。
ネプチューナ王女 (Princess Neptuna)
『スポンジ・ボブとお姫様』で登場したネプチューン王とアムピトリテ王妃の長女。状態は故人（海外版の絵本としての登場）。白いロング手袋とピンク色のドレスが特徴。肩には綿のようなものを身につけている。ゲイリーとよく似た紫色の貝殻というペットを飼っている。
親戚の関係性は、ネプチューン王とアムピトリテ王妃の第一子の長女でトリトン王子の姉（？）

#### 別次元
スポンジ・ボット (SpongeBot)
声：松野太紀
『メカニカルタウンにようこそ』に登場する、ビキニタウンとは異なる次元に存在する「メカニカルタウン」の、スポンジ・ボブ似の住民。「カーニバッテリー」というレストランでフライ係を勤めている。頻繁に不具合を起こす。
パットロン (Pat-Tron)
声：かぬか光明
『メカニカルタウンにようこそ』に登場する、パトリック似の住民。燃料を補給するため出勤中のスポンジ・ボットに同行しようとするが、充電モードに入ってしまう。デザインは『The Patrick Star Show』からのもの。
イカルボット (SquidBot)
声：上田燿司
『メカニカルタウンにようこそ』に登場する、イカルド似の住民。スポンジ・ボットの隣人兼仕事仲間。自身のコピーを住まわせようとしていたが、スポンジ・ボットにうんざりして自爆してしまった。
仕事に対して やる気がない所は、イカルドと変わらない。
ロボ・ゲイリー (RoboGary)
声：奥田啓人
『メカニカルタウンにようこそ』に登場する、スポンジ・ボットのペット。非常に好奇心旺盛。カーニバッテリーのグリルで感電し、イカルボットを巻き込み町中を暴走した。
ロボ・カーニ (RoboGary)
声：奥田啓人
『メカニカルタウンにようこそ』に登場する、巨大な乾電池のレストラン「カーニバッテリー」のオーナー。決められた進路しか移動できない。故障すると「クビだ！クビだ！」と連呼し続けて「クビモード」に突入してしまい、自分では このモードをストップ出来なくなってしまうが、叩かれたりして衝撃を与えられると 正気に戻れる。イカルドの やる気のなさに呆れており、彼を「ナマケロボ」とも呼ぶ。
サンディロイド (Sandroid)
声：松浦チエ
『メカニカルタウンにようこそ』に登場する、サンディ似の住民。非常に巨大で、かつ頭部しか存在しない。ドームに侵入されたことに憤慨し、メカニカルタウンの全住民を取り込んで体を形成した。
プランクボット (PlankBot)
声：松浦チエ
『メカニカルタウンにようこそ』に登場する、プランクトン似の住民。「油バケツ亭」のオーナー。ゼンマイ仕掛けであり、背中にあるネジを、よく巻き忘れてしまう。ゼンマイが切れる度にカレンに手伝って貰っていて、カレンに感謝している。プランクトンと違い 早く歩けないし、走れないので、動きが かなり遅い。
カレン (Karen)
声：高橋里枝
プランクボットの妻。元の次元ではコンピューターだったのに対し、こちらは魚の姿となっている。プランクボットの介抱役。プランクボットからは「生身の体の妻」と呼ばれており、彼に いつも感謝されている。外見は、ロボットのカレンを連想できる「長方形の黒髪」に加えて、「緑色のメガネ」と「水色の 背の高い体」と「白衣」を着た 科学者の見た目をしている。スポンジ・ボットを「ニコニコ君」と呼んでいる。プランクボットに対しては「ロボットの旦那は、世話が焼けるわね」と言っていた。

## その他の登場キャラクター

### シーズン1〜3
アンチョビ（Anchovies）
声：奥田啓人、谷育子、納谷六朗、上田燿司、かぬか光明、ケンコー / ロジャー・バンパス、トム・ケニー
『バイト募集中』から登場した意味不明な言葉しか喋れないアンチョビ。空腹のせいで集団で波のようにカニカーニの中で暴れた。
『呪いの幽霊船』ではピザのトッピングとして登場した。その後もまれに言及されることがある。
後の話では、「ケビンの5人の仲間（声：谷育子）」の個体と、「イカリムの仲間の個体」と、「ビキニタウンの住人達」や「カニカーニの客」としての登場するアンチョビ達は、普通に言葉を話せる者が登場している。
『お花はいかが？』では、「花婿」も「花嫁」も「参列者」や「ウェディングプランナー」達が 全員「アンチョビ」で、「神父さん」だけが 唯一の「普通の魚」の結婚式が、教会で開かれており、「ペチュニア」の「植木鉢フラワーショップ」に、ブーケトス用の花束を注文した「花嫁さん」に、ペチュニアが配達して渡したおかげで、全員が盛り上がる 素晴らしい結婚式の始まりとなった。

ハリー（Harry）
『海の掃除機』から登場した、水色の魚で、深緑色のヒレがあり、濃い黄色の目をして、赤いシャツを着ている。
巨大二枚貝（Giant clam）
『水がない!』から登場するさまざまなエピソードに登場する貝。『ライバル店が大繁盛！』ではカーニとスポンジ・ボブが貝型の人間に変装し、秘密を探ろうとしたが、爆発してしまった。
サンディの鳥（Birdy）
『水がない!』と『イモムシちゃん』で登場する　『水がない』では暗いオレンジ色で、黒い目をしており、くちばしは暗い茶色で、明るいオレンジ色の腹である。
『イモムシちゃん』は青くて白い目をしていて、くちばしは黄色。
青いクラゲ（Blue Jellyfish）
最初は『水がない』から1度だけ登場していたが、『クラゲハンター』ではピンク色のクラゲから青色のクラゲに変わってしまった。昔のFlash Player製ゲームでも登場した。
シャボンくん（Bubble Buddy）
声：小木曽祐子（シーズン2）→奥田啓人（シーズン8以降）/ ブラッド・アブレル、ロジャー・バンパス（キャンプ・コーラルの回のみ）
『シャボンくんはお友達』から登場し、リーフ・エリクソンデー（架空の祝日）に遊び友達を作ろうとして膨らませたシャボン玉が変身した。喋ったり、動いたりできる人型のシャボン玉だが、最初は喋ったり、動いたりはしてなかった。イカルドが針でシャボンくんを割ろうとした際に動いて喋った。実はスポンジ・ボブの前々からの友人だった。彼曰く「ハジけた奴」とのこと。
『やんちゃなシャボンくん』では長男のシャイニーが登場した。
『おばあちゃんって最高！』では、「ショッピングモール」の客として、チョイ役で 再登場した。

ロボット・カーニ（Robot Krabs）
声：プランクトンと同一
『ニセ カーニさん』から登場したプランクトンが発明したカーニそっくりのロボット。カーニに成りすまして、スポンジ・ボブから秘密のレシピを聞き出そうとした。トースターに変形したり、目から光線を発射することができる。また、コインで自爆する機能も付いている。プランクトンがこれを使って、スポンジ・ボブを騙すのに成功するも、前述の自爆機能によって自滅した（この時、スポンジ・ボブは自滅するまで気づいていなかった）。その後も何度か登場している。
また、これとは別だが、『ロボットカーニ』の巻では「幽霊ロボット」の映画を見たスポンジ・ボブとイカルドがカーニをロボットと勘違いする回があり、スポンジ・ボブたちが本物のカーニの居場所を聞き出そうと電化製品（そのうち、コーヒーメーカーは貰い物）を次々と壊すが、スポンジ・ボブによると「けっきょくロボットなんていなかったのさ」というオチのため、スポンジ・ボブは逃げ出し、残されたイカルドだけがカーニに怒鳴られた。
『ボクらはスパイ』では、カーニとの「賭け事」をするために 久しぶりに再登場して、やはりプランクトンが乗って操縦していた。今回は 悪事には使われなかった。
ケビン（Kevin）
日本国外の名称では「ケヴィン・C・キューカンバー（Kevin C. Cucumber）」と表記される。
声：納谷六朗→奥田啓人（シーズン13以降）/ ディー・ブラッドリー・ベイカー
『僕は一番の熱狂的ファン』から登場したクラゲ監視団のリーダーであるナマコ（日本語版、世界初の図鑑では「海キュウリ」）。そして一番のクラゲファン。スポンジ・ボブと同様、黒縁の眼鏡をかけているが、目が刺される。スポンジ・ボブがクラゲに刺され、泣いて帰って行くか確かめようとしたが、キングクラゲに追いかけられて、洞窟に隠れた。スポンジ・ボブがキングクラゲを追い払ったが、ケビンは「クイーンクラゲを捕まえなかったから仲間に入れない」と彼に言った。団員の黒縁の眼鏡をつけたアンチョビが王冠に見えるケビンの花弁を引きちぎって、スポンジ・ボブに被せた。『フォーチュンクッキー騒動』にも足のみで登場し、『クラゲ・コンベンション』でもセリフは無いものの再登場を果たした。
『郵便配達は大変だ』では、セリフ付きで再登場して、ケビンの家も登場。家の家具（時計、電気スタンドなど）が、クラゲのデザインであり、トロフィーやメダルも飾られていた。また、「バブルバス」の事を知っている事が判明。
『ビキニタウン・パレード』では、パレードに出演して「クラゲ型の屋台」に乗りながら ポーズを決めて カッコつけていた。しかし 台詞は無くて、他のキャラクター達と違い、名前も呼ばれなかった。
ブライアン・フランダー（Bryan Flounder）
『スポンジ・ボブのエスコート』から登場した茶色いイワシ。髪型はマッシュルームカットで、紺色のスーツを身につけている。彼の名字がイワシではなくカレイであり、下記のフラッツとは兄弟の関係らしい。登場回により体の色が変化することもある（『カニカーニでの反乱』」『うたた寝オーディション』など）。
レニー（Lenny）
声：奥田啓人 / ディー・ブラッドリー・ベイカーほか
『何か臭うぞ』から登場。マーブル・モニカの旦那さんで、紺色の帽子と白いカッターシャツを身につけた水色のイワシ。
『名前を教えて！』では、カニカーニの客として登場して、スポンジ・ボブから 名前を呼ばれていた。
『ママとパパの大騒ぎ』では、「覆面レスラーのプロレス場」の観客の1人として登場。
マーブル・モニカ（Mable-Monica）
声：谷育子、小木曽祐子、松浦チエ、高橋里枝、吉元里謹 / シリーナ・アーウィン、ジル・ティレイほか
『プランクトンは友達?』から登場。レニーの奥さんで、薄橙色のネックレスと水色の長袖ワンピースを身につけたオリーブ色のイワシ。
フラッツ（Flatts）
日本国外の名称では「フラット・ザ・フランダー（Flats the Flounder）」と表記される。
声：奥田啓人 / トーマス・F・ウィルソン
『サンディのロケット』から『スポンジボブの誕生日』まで登場する、黄緑色のカレイ（日本語版ではヒラメ）。縦向きに並んでいる2つの目玉があり、正面から見ると、細長くて身長が高い姿に見えるが、横から見ると、大柄な体型だと分かる。普段は大人しい性格だが、『いじめっ子』というエピソードでは、ボート教習所の新入生として入学してきた、大柄で意地悪な性格だった。スポンジ・ボブとは、この時に お互い「初対面」となった。スポンジ・ボブは、彼の本性を知る前は、彼と少しでも早く仲良くなりたくて、自己紹介をする。しかし、彼が 本気で「級友を全員ぶっ飛ばそうと企んでいる」という彼の本性を知ると、スポンジ・ボブは、怖くて たまらなくなってしまう。スポンジ・ボブの隣に座った事と、彼が 始めに自己紹介しながら声をかけてきた事で、スポンジ・ボブを ターゲットに決めて、本気で「ぶっ飛ばそう」と企んだ。しかしスポンジ・ボブの柔らかい体にはパンチが吸収されてしまうため全く効かず、ぶっ飛ばすことはできないため1日中殴り続けた末に倒れてしまった。
一度だけ車に乗っていた父親も登場する。
なお、『いじめっ子』では、パトリックの「昔からの友達」だと判明して、ジューススタンドで偶然 数年ぶりに再会して、パトリックが、彼を「自分の家」に招待している場面が映る。パトリックとの仲は良好である。
『サンディのロケット』などでは大人しい性格をしており、新登場の時には歯を磨き始めるシーンだったということ。『ピエロのお仕事』では、「パン屋さん」の客として登場しており、「ピエロ君」に パイを投げつけられた被害者の1人として登場していた。
『探偵イカルド』では、カニカーニの客として登場して、店でクラリネットを演奏するイカルドに対して、他の客と共に、 うるさがっていた。
『スポンジ・ボブの誕生日』の招待客としても登場。
『アップターンズでショッピング』では、カニカーニの客として再登場。
『ビキニタウン・パレード』では、台詞は無かったが、パレードの観客として、出番が多めに再登場。
劇場版2のエンディングのスタッフにも登場している。
フラッツのパパ（Flatts' Dad）
日本国外の名称では「フラットのパパ（Flats' Dad）」と表記される。
声：納谷六朗 / ディー・ブラッドリー・ベイカー
『いじめっ子』から登場したフラッツの父親。息子とは異なり穏やかな性格だが、息子からは「知らないヤツと話すな！」と 前に言われていたのに、スポンジ・ボブと会話しているところを見られてしまい、「私もぶっ飛ばされるよ！」とスポンジ・ボブに言っており、息子の事が 怖くて仕方がない 臆病（おくびょう）な性格のようである。息子の体色と比べると色が濃く、茶色い髭が生えていることが特徴で、息子と同じく、目玉は 縦向きに2つ並んでいる。息子からは「親父（オヤジ）」と呼ばれている。自分の「ボート」を持っている。
『すき間が大事』では、ジャズクラブ内にいた。
暴れ者カレイ（Rampage Flounder）
日本国外の名称では「アトミックフランダー（Atomic Flounder）」と表記される。
声：谷育子 / カルロス・アラズラキ
『マーメイドマンとフジツボボーイII』から登場した怒りっぽい灰色のカレイ。昔はマーメイドマンの 敵だった過去を持つ。最初はバス停で待っていたが、フジツボボーイと同様の黒い目隠しのようなゴーグルをかけたスポンジ・ボブに猛攻撃された。その後、怒りながら 水色のビームを 口から出して、フジツボボーイの顔に当たる。本人曰く、今は「年寄り」とのことで、普段は 大人しくて、か弱い所がある。
マーメイドマン曰く「いつ現役復帰するか分からないぞ！」とのこと。
外見は、上記の「フラッツ」が、少し小さくなったような見た目で、両目が縦向きに2つ並んでいる所まで 似ている。
海の熊（Sea Bear）
声：ディー・ブラッドリー・ベイカー
『キャンプの思い出』から登場。魚類の体をした暴れん坊の海の熊。上手な円を作って囲まないと襲われる。『カーニさんの花嫁』ではプランクトンに率いられて群れでカニカーニを襲撃するがスポンジボブに手なずけられ、最後はクラゲの蜜を全身に浴びたスポンジボブに連れられ去っていった。
海のサイ（Sea Rhinoceros）
声：ディー・ブラッドリー・ベイカー
『キャンプの思い出』から登場。海の熊の次として登場する海のサイ。ボディーの見た目は陸のサイとよく似ているが、手足と尾の部分が魚類のものになっている。
スネイリー（Snaily）
日本国外の名称では「スメリー・ザ・スネイル（Snellie the Snail）」と表記される。
声：ディー・ブラッドリー・ベイカー
『がんばれゲイリー』から登場したイカルドが飼ったことがある雌の姿をしたカタツムリ。血統書付き。カタツムリの中で一番足が速いが、カタツムリレースではゲイリーと恋に落ち、パトリックのカタツムリ（ただの岩）に負ける。
ラリ（Larry）
日本国外の名称では「ラリー・ザ・スネイル（Larry the Snail）」と表記される。
声：トム・ケニー
『ボクを捨てないで!』で登場した土色の巻貝。『がんばれゲイリー』のラリー・ルチアーノとは無関係。容姿はゲイリーとは違って太い眉毛を生やしており、また荒っぽい性格である。可愛がられるのが苦手。『二枚貝がやってきた!』ではカメオ出演した。
ドナ（Donna）
声：谷育子 / トーマス・F・ウィルソン
『カルチャーショック』に登場したオレンジ色の魚である女性。パフ先生をパフママと呼んでいる。『パフ先生の夢』にも同名のキャラクターが存在するが、全く別人である。
リサ（Lisa）
声：谷育子→松浦チエ→吉元里謹 / ジル・ティレイほか
『カルチャーショック』に登場した金髪の女性。
デビー・リチャード（Debbie Rechid）
声：谷育子、小木曽祐子、松浦チエ、吉元里謹 / シリーナ・アーウィンほか
『バレンタイン・デー』から登場。
ティナ・フラン（Tina Fran）
声：谷育子、小木曽祐子、松浦チエ、吉元里謹 / シリーナ・アーウィン、キャロリン・ローレンスほか
『破れたパンツ』から登場。
パープル・ドクターフィッシュ（Purple Doctorfish）
声：奥田啓人、納谷六朗、谷育子、かぬか光明、上田燿司 / ロジャー・バンパスほか
『ゲイリーの病気』から登場した医者の魚。医者なのだが気が弱く 治療の注射が必要なゲイリーに対し 注射をスポンジボブとイカルドに任せ自分は帰ってしまった。『外は危険がいっぱい』では事故でおしりが粉々になってしまったスポンジボブに対しホチキスとのりを使い24時間をかけて繋ぎ合わせた、また今度ケガをすると鉄のおしりになってしまうと忠告した。
ルー・ベンダー（Lou-Ventor）
声：納谷六朗、谷育子、奥田啓人、かぬか光明、上田燿司、ケンコー / ミスター・ローレンスほか
『破れたパンツ』から登場したホットドッグ屋とスーパーマケットの店員である橙色の魚。愛称は「ルー」。
ノートン（Norton）
声：奥田啓人、納谷六朗→上田燿司→ケンコー（シーズン12以降）/ ロジャー・バンパス、ディー・ブラッドリー・ベイカー、トム・ケニーほか
『何か臭うぞ』から登場したビキニタウンの宅配便である淡色の魚。
ハロルド（Harold）
声：奥田啓人、谷育子、納谷六朗、松浦チエ、上田燿司、かぬか光明、藤原大智、ケンコー / ミスター・ローレンスほか
『破れたパンツ』から登場
スクーター（Scooter）
声：奥田啓人、納谷六朗、谷育子、かぬか光明、上田燿司、ケンコー / カルロス・アラズラキほか
『破れたパンツ』から登場
ナット・ピーターソン（Nat Peterson）
声：奥田啓人、谷育子、納谷六朗、上田燿司、ケンコー / ディー・ブラッドリー・ベイカー、トム・ケニー、ロジャー・バンパス、ダラン・ノリス、ミスター・ローレンスほか
『破れたパンツ』から登場した黄褐色の魚。カニカーニの常連客としても何回も登場しているが、『プランクトンのお得意さま』では、エサバケツ亭の常連として登場。カーニバーガーを食べるのを拒み、プランクトンのエサスティックを10本食べていたが、実際にはその後病院で胃洗浄をしていたことを明かしている。最終的に食べなくなり、倒れた後は再び病院に連れて行かれ、2度目の胃洗浄をすることになった。
『クビになったパフ先生』では、ボート教習所の生徒として登場して、「サム・ロデリック軍曹」に「私語は禁止！」と（※クラスの規則として）言われたばかりの時に、1言「質問をしようと」しただけなのに、それでも 自分から「喋ってしまった」事には変わりないので、理不尽にも ドアに向かって ぶん投げられて追い出されてしまった。
『ばぶばぶガス』では、カニカーニの客として来ていて、プランクトンの「ばぶばぶガス」のせいで、スポンジ・ボブ達と共に 赤ちゃんにされてしまい、目がクリクリした、可愛い姿で 大泣きしていた。
『カーニバーガー禁止令』では、「ミス・グリッスルプス」の目を盗んで、一時的に カニカーニの「仮店舗」として使用されていた「パイナップルハウス」のお客さんとして、カーニバーガーを買いに来ており、列の自分の前にいた 水色の体の お馴染みの魚の「ハロルド」と、口ゲンカしていた。
『クラゲに乗っ取られるな！』では、「エイリアンクラゲ」に乗っ取られた住人達の1人として登場。無事に スポンジ・ボブに助けられた。
『カーニさんの花嫁』では、同じ色をしている者が「2人」いたが、1人は「結婚式の神父」を務めている、少しだけ身長が高くて眼鏡をかけていた人であり、もう1人は「いつもと変わらない」が、タキシードを着ている「式の参列者」として登場した。
『ラリーは支配人』では、フレッド、バブルバス達と共に、ラリーと戦う。「ケチャップとマスタード」を、ヌンチャクのように器用に使いこなし、すごい大ジャンプまで決めていた。
『ピエロのお仕事』では、パン屋さんの客として 登場しており、ピエロ君に「激辛パイ」を 顔面に投げつけられてしまい、あまりの辛さに、顔を赤くしながら苦しんで、 目玉と口が 落ちてしまう。
『パイナップルカー』では、500年に1度だけ咲く、幻の花「さえずりスイレン」を見に来た観光客の1人として登場していたが、パトリックが イカルドに渡してしまい、せっかく咲く所だったのに枯れてしまい、他の観光客と共に カンカンに怒りながら イカルドを殴っていた。
『ビキニタウン・パレード』では、パレードの観客として 「同じ画面に 3人同時に登場」するシーンもある。
愛称は「ナットー」。 「世界初の図鑑」では『ナット・ピーターソン』という名前で紹介された。
ミセス・クロッシングガード（Mrs. Crossing Guard）
声：谷育子
『何か臭うぞ』から登場した緑色のお姉さん。
ツゲグッチー・シメコロシー（The Tattle-Tale Strangler）[33]
声：奥田啓人→かぬか光明（『キャプテン・タンサイボウ』のみ）/トーマス・F・ウィルソン
『恐怖のシメコロシー』から登場した警察に通報したものを絞め殺そうとする、指名手配中の悪党。警察に告げ口したスポンジ・ボブを絞め殺そうとするが、彼に振り回され自首する。ビキニタウンでは「シメコロシーを知らない者はいない」と言われるほどの有名人。
『ボクは警察官』でも、指名手配ポスターが 刑務所に貼られていたが、ヒゲが無かった（※囚人番号「NO.021066」と書かれていた）。
『カニカーニ刑務所』ではカニカーニの囚人として登場。
『スポンジ・ボブの誕生日』では、パーティーの招待客として登場。
ザ・バンク・ロバー（The Bank Roober）
声：ミスター・ローレンス
『消えた名札』から登場した緑色の体と紺色の仮面を身につけた泥棒。スポンジ・ボブの空想にのみ登場していたため名札を本当に盗んでいるかは不明。
オフィサー・ジョン（Officer John）
声：奥田啓人 / ディー・ブラッドリー・ベイカー
『スポンジ・ボブのクラス委員？』から登場した男性警官である濃い橙色の魚。
ナンシー・オ・マリー（Nancy O'Mally）
声：谷育子（シーズン1 - 8）→高橋里枝（シーズン9以降）/ シリーナ・アーウィンほか
『悪魔バーガー』から登場した女性警官である薄い紫色（ラベンダー色）の魚。『スポンジ・ボブの日記』では、スポンジ・ボブの日記を盗み読みしたイカルドに対して、自分の日記を読んだ兄はこの世に居ないということげ、さらし台に固定した。
オフィサー・ロブ・ジョンソン（Officer Rob Johnson）
声：奥田啓人 / ミスター・ローレンスほか
『スポンジ・ボブのクラス委員？』から登場した男性警官である緑っぽい水色（ティール色）の魚。まれにカーニ、イカルド、パフ先生のいずれか（特にパフ先生）が逮捕される回に登場する。劇場版1や『プランクトンの大脱獄!』ではプランクトンが逮捕されるシーンにも登場している。
ビキニボトムプリズンガード（Bikini Bottom Prison Guard）
声：奥田啓人 / ディー・ブラッドリー・ベイカー
『パフ先生の夢』から登場したビキニタウンの刑務官。
レッジ（Ledge）
日本国外の名称では「レッグ（Reg）」と表記される。
声：奥田啓人 / トーマス・F・ウィルソン
『弱虫おことわり』から登場した「海底マッチョクラブ」のリーダー。最初はスポンジ・ボブを「弱虫」と言い、入れようとしなかったが、パトリックを倒したスポンジ・ボブを認めて入れてくれた（が、スポンジ・ボブは入り口で滑って転んでいて、夢を見ていた）。
なお、「シーズン13」の『スポンジ・ボブはタフガイ？』では、この「海底マッチョクラブ」が再登場を果たし、このクラブの 女オーナーの「サリー」が初登場した。「サリー」については、下記の『「シーズン8から」の 登場キャラクター』を参照。
ポパイ・フィッシュ（Popeye Fish）
声：納谷六朗→奥田啓人、かぬか光明、上田燿司 /トーマス・F・ウィルソン、トム・ケニー
『弱虫おことわり』から登場した「海底マッチョクラブ」の一人。口の周りには無数の髭が覆われている。
タフ・グレイ・フィッシュ（Tough Gray Fish）
声：納谷六朗
『カニカニ・ランド』から登場したタフガイの相棒。
タフ・ガイ（Tough Guy）
声：納谷六朗 / トム・ケニー
『パッチーの部屋』から登場した小太りな筋肉体型を持つ男。頭には鋭い赤い棘がついており、両耳にはヘッドホンをかけている。筋肉の腕の部分にはドクロマークを付けている。『カニカニ・ランド』ではスポンジ・ボブとカーニにライ豆を食べさせようとしたり、『サバイバルテスト』ではスポンジ・ボブの大事な彼女とされるパティを食べてしまったりする回もあった。『カニカニ・ランド』では相棒のタフ・グレイ・フィッシュが登場した。
 トム (Tom)
声：奥田啓人、小木曽祐子、納谷六朗、谷育子、かぬか光明、松野太紀、上田燿司、ケンコー / ディー・ブラッドリー・ベイカー、ミスター・ローレンスほか
『破れたパンツ』から登場。『チョコのセールスマン』では、スポンジ・ボブとパトリックに「チョコレート！」と騒ぎながら追いかけた。
メアリー・ジェンキンス（Mary Jenkins）
声：谷育子→高橋里枝（シーズン9以降）/ スザン・ボヤジアン、シリーナ・アーウィン、ジル・ティレイ
『チョコのセールスマン』から登場した年老いた小柄なお婆さん。年齢だけではなく、彼女の孫も別のエピソードで登場している。愛称は「メリー」。『子守りのはずだったのに』ではスポンジ・ボブとパトリックの2人に母親の世話を頼み、そのまま逃げだした。
カニカーニの常連客や、住人達の1人として登場する事が多くて、『いたずらっ子スポット』でもチョイ役で出ていたり、『お花はいかが？』では「植木鉢フラワーショップ」で、「ラッパスイセン」を買っていた。
ベビー・プルーン（Baby Prunes）
声：谷育子→反町有里（シーズン12以降）/トム・ケニー
上記と同じく『チョコのセールスマン』から登場したメアリー・ジェンキンスの母親。干乾びたミミズのような外見をしている。積み木で刑務所を造ったり、パラシュート無しでスカイダイビングをするなど、かなり活発的である。チョコレートが大嫌いで、スポンジ･ボブにチョコを進められて「あたしゃ大嫌いだよ」と発言している。『黒いレモネード』では逃げる群衆の中に混じっていた。
『子守りのはずだったのに』では、世話をしていた娘が子守りをしていたスポンジ・ボブとパトリックの2人に任せて逃げ出され、2人に干乾びた赤ん坊だと勘違いされた。また、137歳であることも判明した。しかし、137歳とは思えないくらいパワフルであり、「溶岩サーフィン大会」で優勝したり、パラシュートを着けずに「スカイダイビング（※パラシュートを着けるのは「ヒヨっ子」のする事だと言い）」したり、「ボクシング大会」でも優勝したりと、サンディと同じくらいパワフルな老女である。
ネマトーダ（Nematodes）
声：谷育子、納谷六朗、奥田啓人 / トム・ケニー、ディー・ブラッドリー・ベイカーほか
『ああ いとしのパイナップル』から登場した海に住む100匹のユムシ（ネマトーダは微生物である線虫の英名からきているがこちらはユムシとなっている）で、夜中に現れて何でも食べてしまう悪虫。海底の岩やボートカーをよく食べるが、最後は喉が渇いて、スポンジ・ボブとゲイリーが寝ていた時にパイナップルの家まで飲み込んでしまった。飲み込んだ後、スポンジ・ボブとゲイリーに見つかった時点で逃走する。
『ボクのベスト・デー』では、カニカーニを食べていた。
モンティ・P・カネモチ（Monty P. Moneybags）（※世界初の図鑑では『モンティ・P・カネモーチ』）
声：奥田啓人 / ディー・ブラッドリー・ベイカー
『これがゲイジュツ』から登場した有名なアート・コレクター。最初は、イカルドの作品（イカルドが描いた汚い絵など）に違和感を持っていたが、スポンジ・ボブが作った銅像をコレクションに相応しいと思った。イカルドは「自分が作った」と嘘をつくが、途中で壊してしまう。それに悪化したイカルドが適当に銅像を作った。モンティは「あれは誰の作品なんだね?」と尋ねるが、イカルドは「あれはわしのではなく、彼の作品です」と「Kingdom Coming」の口笛を吹く掃除係に帽子を被せて、帰ってしまう。しかし、モンティが見た作品はスポンジ・ボブのよりも素晴らしい作品だった。『あぶない警備員』で数秒のみ登場し、『スポンジ・ボブの誕生日』では、パーティーの招待客として登場。
『キュートなQTパイ』では、「QTパイ」に食べられた住人達の 1人として再登場しており、最終的に、他の住人達と共に外へ出られた。
シュリンプ（Shrimp）
『あこがれの生活』から登場した朱色のエビ。一度、カニカーニで登場する。
トリック・オア・トリート（Trick-or-treaters）
『スポンジ・ボブの反撃』にしか登場しないお化けやカボチャなどのコスチュームを身に付けた魚。
落書きボブ（DoodleBob）
声：小木曽裕子（シーズン2）→松野太紀（シーズン11 - 13）、奥田啓人（スポンジボブ感謝の日でのシーズン2の再録）/ ポール・ティビット
『魔法のえんぴつ』から登場。魔法の鉛筆でスポンジ・ボブが描いた自身の似顔絵。邪魔者であるイカルドをこらしめるが、その後スポンジ・ボブとパトリックに悪さをする。そのためスポンジ・ボブに鉛筆の先っぽの消しゴムで消されてしまうが、手だけを消し忘れたために自分で描き足して生き返った。最後は足が紙に張り付いて動けなくなった所をスポンジ・ボブに本で挟まれ、ただの絵になった。『落書きの世界』ではスポンジ・ボブとパトリックを懲らしめようとする。『秘密のレシピが盗まれた!』では防犯カメラに隠れて登場。
ウニ（Sea Urchins）
『クラゲになりたい!』から登場。彼の住む洞窟に入ったスポンジ・ボブは体中に棘（ひっつき虫のようなもの）が刺さっていた。カニカーニではグリルの中に入っている。その後は『イカルド先生のおとな講座』と『ウニ退治で大混乱！』と『プランクトンのペット』などで姿が変更されている。『ウニ退治で大混乱！』と『ミニ・スポンジ・ボブ』は同種。
『イカルド先生のおとな講座』では、パトリックのヒゲに擬態していたウニ。パトリックの顔の下で昼寝していて彼の涙で目を覚ます。英語版・日本語版共に喋り方が訛っている。また、『新しいパイナップルハウス』ではパトリックの夢の中で登場している。
『ウニ退治で大混乱！』では、カニカーニ店のグリルの床下に出てきた真っ黒なウニ。無数の鋭いトゲを持っており、歩く時は足（歩肢）の代わりにトゲで歩いている。プランクトンが、サボテンを使った雌のウニの格好をし、その大量のウニはプランクトンにメロメロになる。その後は冷凍されバケツの中に入れられ、スポンジ・ボブがバケツを持って外に出そうとしたが、最後はカニカーニの中に戻ってしまった。
『プランクトンのペット』では、鋭いトゲと鋭い歯を持つウニが登場していた。
スポンジ・ボブの声優が「宮田」になって、初めての話『スポンジ・ボブはタフガイ？』（※2024年12月28日 放送）では、「カニカーニ」に大量発生したせいで、「1週間」もカニカーニが休店する事になり、スポンジ・ボブとイカルドが、「1週間」だけ 別の場所で働く事になる原因を作ってしまう（※なお、イカルドだけが、不幸な目に合った）。

### シーズン4〜7
ジム（Jim）
声：谷育子 / パットン・オズワルト
『伝説のフライ係』から登場。スポンジ・ボブよりも前にカニカーニで働いていた従業員だったが、カーニを賃金をケチるので嫌気がさして辞めた。その後、各地で修行を積み、料理人として大成功した。それ故、スポンジ・ボブの作っていたカーニバーガーを味見したとたん便所に流したりするなど料理人としては厳しい性格である。一度、自分の湖から、自宅へ帰り道にカニカーニに行った。スポンジ・ボブを弟子にしたことがある。昔はアフロ状の髪形をしていた。
カーニはスポンジ・ボブにあってジムにないものとして、スポンジ・ボブは安いと言っており、ジムもカーニにいいシェフに恵まれたと言っている。
スティンキー（Stinky）
声：納谷六朗 / トーマス・F・ウィルソン
『親友?それとも敵?』から登場したスティンキーバーガーの経営者。無精髭だが、子供たちにスンケイ[32]されており、自身も子供好き。車から金が出そうになるくらい儲けていた。
モス（the Moth）
声：奥田啓人
『ナイトライト』に登場した。マーメイドマンの 永遠のライバルにして、永遠の敵である。マーメイドマンとは「57年」ぶりの再会となる。マーメイドマンは、モスを 57年間ずっと探し続けていた。
普通に言葉を話せる上に、高笑いを上げて笑う事が多い。
マーメイドマン曰く、「今まで戦った中で 最も危険で 虫唾の走る恐ろしい敵」。成虫化した 緑色の「蛾（ガ）」のような外見をしていて、羽の音が大きいが、下半身が 人間に近く、2つの両手と両足もある。マーメイドマンよりも小さな体をしていて、すばしっこい。 明るい光に 釣られてしまう習性を持つ。
事の始まりは、スポンジ・ボブとゲイリーが「恐怖小説」を読んで、暗闇が怖くなってしまった2人だが、スーパーマーケットで 沢山の種類の「ナイトライト」を購入して、更に「灯台」までパイナップルハウスに持って来てしまうスポンジ・ボブとパトリックだが、あまりにも明るすぎるせいで、マーメイドマンとフジツボボーイがいた「老人ホーム」からも、その明かりが見えてしまい、それが夜空に「Mマーク」として照らされた事で、マーメイドマンが「自分を呼ぶ『お助けマーク』」だと勘違いして、フジツボボーイと共に パイナップルハウスに「透明ボート」で来て、その際に たまたまパイナップルハウスの近くを飛んでいた モスまで、光に釣られて来てしまい、57年ぶりの戦いとなった。
灯台の明かりを「上等なライト」と高評価して、油断していた所で スポンジ・ボブに掴まれて、灯台の中に閉じ込められてしまう。しかし、小さな体に似合わず 怪力パワーの持ち主であり、灯台に閉じ込められた状態で、その灯台を持ち上げながら飛んで 帰ってしまう。強敵の1人だった。
その後は、「ポスター」や「フィギュア」としての出演ばかりで、マン・レイとダーティ・バブルに比べると、ものすごく出番が少なかったが、『いたずらっ子スポット』では、毎年「シェルシティ」で開催されている、悪者達が集まる「世界の終わり発明品エキスポ」に参加していた悪者の1人として、台詞無しの再登場を果たしたが、今回は マン・レイと同じくらい大きな体で登場していた。プランクトンの荷物のせいで、会場が大火災になってしまい、マン・レイやダーティ・バブルや 他の悪者達と共に、大急ぎで逃げて避難していた。
ジャック・M・クレイジー・フィッシュ（Jack M. Crazyfish）
声：納谷六朗 / ミスター・ローレンス
『ボクはタフガイ』から登場し、スポンジ・ボブの夢の中に登場した悪党。ただし、現実では善人である。背が高く、ヒゲが生えており、帽子を被っている。夢の中や現実ではジャンケンで負けたことがないが、スポンジ・ボブに向かって後出ししている。
ネイビー・バディーズ（Navy Buddies）
『カーニさん 脱皮する!?』から登場したカーニの海軍時代の仲間。
鉄目玉（Iron Eye）
声：奥田啓人
ネイビー・バディーズのメンバー。その名の通り、片っ方に鉄の目玉（若い頃に誤って目に刺さってしまったと思われる物体）を付けているが、実はプラスチックでできている。
魚雷腹（Torpedo Belly）
声：谷育子
ネイビー・バディーズのメンバー。その名のとおり腹に魚雷が刺さっているが、手術で抜いてしまった。
揉み上げ（Mutton Chop）
声：納谷六朗 / トーマス・F・ウィルソン
ネイビー・バディーズのメンバー。その名の通り、黒い揉み上げを付けているが、実は偽物。
岩あごのジョーンズ（Lockjaw Jones）
声：松浦チエ
ネイビー・バディーズのメンバー。岩のような立派な顎と頑丈な歯を持っているが、実は入れ歯である。
ネイビー・キャプテン（Navy Captain）
『カーニさん 脱皮する!?』から登場。老人風で、紺色の服と帽子を身につけている。
サージャント・サム・ロデリック（Sergeant Roderick）
声：納谷六朗→かぬか光明（『助けてサンディ!』のみ）/ ロビン・サックス
『クビになったパフ先生』から登場。パフ先生がクビになった時に登場するバクのようなサメの「オニ軍曹」。パフ先生とは違い、スポンジ・ボブに怒ったりはしないが、顔自体が恐怖である。最後はスポンジ・ボブの運転でひどい目にあった。妻帯者である。「世界初の図鑑」では、『サム・ロデリック軍曹』という名前で記載。
ミスター・ガンサー・フィッツ（Mr. Gunther Fitz）
声：奥田啓人 / ディー・ブラッドリー・ベイカー
『クビになったパフ先生』から登場。小柄で長身とする山吹色の魚。髭を生やしている。
フォトグラファー（Photographer）
声：納谷六朗
『おめかしの日』に登場したカメラマンのお爺さん。その日のスポンジ・ボブは写真撮影のために体や服装を清潔にしようとして出かけたが、外では危険なトラブルが起こり、スポンジ・ボブの体は何回も汚れてしまう。最後は汚れないようジャムの瓶の中に入りパトリックと一緒にミセス・パフ教習所へ行ったが、その後はピーナッツバターをかけたパンの上に乗っかってしまい、本番でも汚れてしまった。彼が汚れた後も助けてくれた。
ミス・グリススルプス（Miss Gristlepuss）（※日本語、世界初の図鑑では『ミス・グリッスルプス』）
声：谷育子 / アンドレア・マーティン
『カーニバーガー禁止令』から登場した「愉快でおいしい食べ物に反対する魚類組織連合」（愉快反魚連）のリーダーを務める老女。いつも首に「ホイッスル」を下げている。姉妹で、バスに揺られながら長旅をしていて、たまたま見つけた「カニカーニ」を訪れて 食事に来た。
カーニバーガーを踊り歌いながら作っていたスポンジ・ボブを見て、「下品なゴロツキ！」「恥知らず！」「汚らわしい！」と言う。踊り出してしまう程に美味しい物を反対している 連合のリーダーの立場として、カーニバーガーを初めて知り、「美味しい物」とスポンジ・ボブに教えられた際に、「不謹慎なカーニバーガーなるもの」と言い、カニカーニの営業停止処分を決定した。「警察署長」を務める、かなり歳の離れた夫（アルター）がいて、夫婦の仲は とても良い。カーニ曰く「みすぼらしいオバさん（※すぐに「美しいご婦人方」と言い直す）」「しなびたプルーン」。
カーニの事は、始めは「真っ赤な物体」と呼び、自己紹介の後には、聴き間違えて「ハニーさん」と呼んでいた。最終的にカーニバーガーを食べてしまい、あまりにも美味しすぎて感激して 目をキラキラさせながら笑顔になり、スポンジ・ボブと仲良く踊り、カーニバーガーを「ごちそうね！」と認めて、営業停止を撤回した。スポンジ・ボブのおかげで、性格が丸くなり、本人も「生まれ変わったみたいザマス」と 涙を流しながら言っており、自分の事を「優しい魚に生まれ変わらせてくれた」スポンジ・ボブには、とても感謝していた。
日本語版では、アニメ内でも 「スポンジ・ボブ」と「カーニ」と「イカルド」と「カレン」から、『ミス・グリッスルプス』と呼ばれており、「世界初の図鑑」でも、同名で紹介されている。
ミス・グリススルプスシスターズ（Miss Gristlepuss' Sisters）（※世界初の図鑑では『姉妹たち』）
『カーニバーガー禁止令』から登場したミス・グリススルプスとそっくりな五つ子の老女。顔の色は紫色、水色、肌色の3色であり、眼鏡も第一子の長女の物と異なる。1人1人の単独の名前は明かされていない。
アルター（Alter）
日本国外の名称では「エル・プライス（Al Priss）」と表記される。
声：奥田啓人→かぬか光明（『戻ってきたダーティバブル』のみ）
『カーニバーガー禁止令』から登場した、上記の『ミス・グリススルプス（ミス・グリッスルプス）』の夫である若い警察署長で、妻からは「アッルー」と呼ばれている。妻とは歳が離れているが、夫婦仲は良い。
プランクトンが かけた電話に出た際には、自分の名前を「アル」と言っていた。
グレマ（Granny）
声：谷育子→松浦チエ（『ボクの相棒』のみ）/ エイミー・ポーラー
『いとしのゲイリー』に登場する、肥満体型な お婆さん。家出したゲイリーを拾って可愛がった。ゲイリーに焼いたクッキーなどを食べさせることが特徴である。実は巻貝（ゲイリーと同様のネコ科カタツムリの巻貝）を暗殺するお婆さんで、ゲイリーは彼女から逃げる。二人称は「お前」であり、ゲイリーのことを「ミス・タフシィ」と呼んでいる。
『ボクの相棒』では、高齢者用の「手押し車」を押しながら歩いているだけの、普通の通行人として、ちょっとだけ再登場して、スポンジ・ボブとイカルドとパフ先生が乗っていた暴走ボートを見て、「チンピラめがっ！」と言っていた（松浦チエの声で）。
『おばあちゃんって最高！』では、「ショッピングモール」の客として登場して、笑顔で買い物を楽しんでいたが、台詞は無かった。今回は「手押し車」を使用していなかった。
路地のカタツムリ（Alley Snails）
声：奥田啓人（灰色）、納谷六朗（緑色）、松浦チエ（赤紫色）
『いとしのゲイリー』に登場する3匹組のカタツムリ。見た目はどら猫のイメージに見える。登場する前にはゲイリーがナチョスを食べようとしていたが、灰色のカタツムリが「それを食うつもりか?」と言い、ゲイリーは逃走する。緑色のカタツムリが逃走したゲイリーのことを「ナチョスのことを嫌いだろ」と言っていた。その後は逃げたゲイリーとバトンタッチをされ、グレマと会ってしまった。赤紫色は大抵無口だが、一度だけ喋る所がある。
バブル・パッチン・ボーイズ（The Bubble Poppin' Boys）
声：奥田啓人、納谷六朗
『ボクはだれボブ？』で登場した五人組の不良。ニューコンブシティーはシャボン玉を吹いちゃいけない街と考えている。チーズヘッド（記憶喪失になったスポンジ・ボブ）を捕まえるのに成功したが、チーズ・ヘッドの巨大シャボン玉にやられて敗北した。リーダーであり一番背が高い男がオレンジ色、二番目に背が高い男が黄緑色、三番目に背が高い男がラベンダー色、四番目に背が高い男がピンク色、そして一番背が低く小太りな男が濃い黄色の魚と見分けている。
ボーイズ・フー・クライ（Boys Who Cry）
声：奥田啓人
『最高の誕生パーティー』から登場したビキニタウンで大人気の3人組の歌手。「君が主役さ」などの曲がある。パールの誕生日に呼ばれて歌った。大ファンだというイカルド曰く、パーティーで歌ってもらうだけで100万ドル（約1億円）かかる上、口パクで歌わせたら大変なことになるらしい（実際にイカルドはカーニバーガーのパティまみれになった）。
ティーンエイジ・オンナノコ（Girly Teen Girl）
声：松野太紀 / トム・ケニー
『パジャマ・パーティー』から登場した遠い町から引っ越してきた女の子で、外見はスポンジ・ボブと似ている。パールのパジャマパーティーに参加しようとしたが、スポンジ・ボブと間違われたため追い出された。女装したスポンジ・ボブではなく全くの別人であり（彼女自身もスポンジ・ボブと間違われた際に「何の事だかさっぱり分からない」と発言している）、スポンジ・ボブ曰く「全然可愛くない」。
ニコラス・ウィザース（Nicholas Withers）
声：奥田啓人→上田燿司（『パトリックマンは正義の味方?』のみ）/ アルトン・ブラウン
『お宅拝見!』から登場。お宅拝見のレポーターであり、最初はイカリムの家をCMに出そうとしたが、最後はイカルドの家をCMに出そうとした。
プラスチック・サージョン（Plastic Surgeon）
声：谷育子 / トム・ケニー
『パトリックの鼻』から登場した外科医の先生。
ザ・チンパンジーズ（The Chimpanzees）
サンディのツリードームへやって来た3人組のチンパンジー。サンディの「上司」である3人組。
『発明品を作ろう』から登場している。
マーマレード博士（Dr. Marmalade）
声：松浦チエ / ナイジェル・プレイナー
一番背が高く太りぎみの体格を持つ雄のチンパンジー。
レジナルド卿（Lord Reginald）
声：奥田啓人 / リック・メイヨール
二番目に背が高く痩せ目の体格を持つ雄のチンパンジー。
パーシー教授（Professor Percy）
声：納谷六朗 / クリストファー・ライアン
一番背の低い雄のチンパンジー。
イカビア（Squilvia）
声：松浦チエ / シリーナ・アーウィン
『恋するイカルド』から登場したイカルドの新しい彼女であるタコ。イカルドが一目ぼれした、初恋の相手。スポンジ・ボブはイカルドにデートの練習をさせるのも、怒りが頂点に達したイカルドは彼に八つ当たりしてしまう。その様子を彼女に見られイカルドは嫌われたかのように見えたが、「間抜けな友達をいじめる人って夢みたいに素敵」と彼女は感激し喜んでイカルドを食事に誘った。
ポール・スター（Pole Star）
『カニカーニ新聞』にしか登場しないパトリックの妻の柱。元々はカーニがスポンジ・ボブに新聞の記事を「例えば柱と結婚した人の記事がいい」と言っていたが、ラストでパトリックと結婚していたことが判明。ネックレスとドレスを付けていた。
スターフィッシュ・ミニスター（Starfish Minister）
声：奥田啓人 / ロジャー・バンパス
『マヌケな王様』で登場したヒトデ族の牧師。チラシにはパトリックの家系図を描いていた。最初はパトリックだけが存在するが、最後はスポンジ・ボブのペットとするゲイリーも存在したことになっていた。なぜヒトデと巻貝を兄弟にしたかは不明だったが、実はパトリックの父親とするハーブ・スターがパトリックの祖母とする母親よりズラかしていた。
ワイルド・ワンズ（Wild Ones）
『暴走族がやってきた!』から登場した荒っぽい不良たちが集まる暴走族のチーム名。
マイルド・ワンズ（Mild Ones）
『暴走族がやってきた!』から登場し、ワイルド・ワンズとは逆に温厚な老人たちが集まる暴走族のチーム名。スポンジ・ボブが持っていたMの破片をWと読み間違え、間違われた。
ブラッド（Brad）
声：奥田啓人
『ダンス大会』から登場したハンサムな男。ビリーというペットがいる。
メリー（Mary）
日本国外の名称では「メリー・ザ・スネイル（Mary the Snail）」と表記される。
声：シリーナ・アーウィン
『恋するゲイリー』から登場したもう一匹の雌のカタツムリ。スネイリーという雌のカタツムリも存在したが、本作では全く別人の雌のカタツムリが登場した。赤白のリボンと紫色の貝殻が特徴。
ビリー（Billy）
日本国外の名称では「ビリー・ザ・スネイル（Billy the Snail）」と表記される。
声：ディー・ブラッドリー・ベイカー
ブラッドのペットとする雄のカタツムリ。スタイル付きの髪と桃色の貝殻と緑色の体が特徴。『恋するゲイリー』から登場する。
メリーの元ボーイフレンド（Mary's Ex-Boyfriend）
『恋するゲイリー』から登場した意地悪な雄のカタツムリ。茶色のベレー帽と紫色の貝殻が特徴。本名は不明（日本語版のエンドロールにはブリーと表記されている）昔はメリーのことが好きだったが、今はメリーのことを嫌いになった。
スパイク（Spike）
日本国外の名称では「スパイク・ザ・ブリー・スネイル（Spike the Bully Snail）」と表記される。
声：トム・ケニー
『恋するゲイリー』から登場した無数のトゲと絆創膏を持つ灰色の雄のカタツムリ。メリーの元ボーイフレンドの手下。
ダン（Dan）
日本国外の名称では「ダン・ザ・オレンジ・スネイル (Dan the Orange Snail)」と表記される。
声：トム・ケニー
『恋するゲイリー』から登場した縁のない赤い帽子と橙色の体と水色の貝殻が特徴とする雄のカタツムリ。メリーの元ボーイフレンドの手下。
モニカ（Monica）
声：松浦チエ
『恋するゲイリー』から登場した金髪の女性である青緑色の魚。さらにブラッドとよく似た男性に愛された。
ウドン（Master Udon）
声：奥田啓人 / パット・モリタ
『カラテ・アイランド』から登場したバケーションプラン詐欺軍団のリーダー。スポンジ・ボブとサンディを「カラテ・アイランド」なる島に招待したが、サンディに倒され失敗する。しかし懲りずに、イカルドを「クラリネットの王者」として招待した。
ティッケル（The Tickler）
声：納谷六朗
『カラテ・アイランド』から登場したウドンの手下。得意技は鉄の爪を使った「くすぐり拳法」。しかし、サンディに大好物のゼリー入りドーナッツを無理やり食べさせられ倒れた。
リップ・サルバス（Lip Service）
声：谷育子
『カラテ・アイランド』から登場したウドンの手下。得意技は巨大な唇を活かした「ビジバジ拳法」。しかし、サンディのヘアドライヤー拳法で、唇が荒れてリップクリームを塗った後、唇が砕けてしまった。
ドロドロ・フィル（Filthy Phil）
声：奥田啓人
『カラテ・アイランド』から登場したウドンの手下。得意技は強烈な体臭を使った「匂い拳法」。しかし、酸素ドームをつけたサンディには通用せず、自分で自分の匂いを嗅いでしまい倒れた。
ドクター・ジル・ギリアム（Dr. Gill Gillam）
声：奥田啓人
『ゲイリーはカタツムリ病？』から登場した、橙色の魚の姿をした病院の先生。カタツムリの専門家であり、カタツムリ専門の医者であり、カタツムリの病気の分野では、エキスパートでもある すごい医者でもある。彼の登場により、「カタツムリ病」は「存在しない」と語られて、「古い都市伝説だ」という真実が語られた。彼の登場のおかげで、ゲイリーを見て 大パニックになっていた住人達は、冷静になれたのである。
カール（Carl）
声：松浦チエ / CH・グリーンブラット
『レストラン・オーマンデーズ』から登場したレストラン・オーマンデーズの雇われ店長。ゴミをカーニバーガーに加工していたことがカーニにばれ、怒り狂った彼に店を破壊される。後のエピソードでもちょくちょく登場している。
ハワード・ブランディ・パートナーズ（Howard Blandy's Partners）
『レストラン・オーマンデーズ』から登場した水色と薄紫色の魚である2人の社長。下記のハワード・ブランディより背が低い。
ハワード・ブランディ（Howard Blandy）
声：谷育子 / トム・ケニー
『レストラン・オーマンデーズ』から登場したブランディ・フランチャイズ・カンパニーの社長で有名な実業家。カニカーニを大金で買収したが、カーニに店を破壊され、契約を取り消した。
ジーン・ホタテ（Gene Scallop）
声：谷育子 / ジーン・シャリット
『スポンジカーニ』から登場した有名料理評論家である紫色の魚。種族はホタテガイではないが、名前にある通りScallopはホタテガイの英名である（別物として、生きているホタテガイも登場している）。姿はアフロヘアーで、眼鏡もかけていて、髭も生えている。カニカーニでよく登場しているが、魚とパーチ・パーキンスと同様のニュースキャスターでもある。
ホーラス・A・フーパー（Horace A. Whopper）
声：納谷六朗
『スポンジカーニ』から登場した裁判長で、スポンジ・ボブの大ファン。容姿は、下記のジャッジ・サーディンと類似する。
ジャッジ・サーディン（Judge Sardine）
声：納谷六朗 / ディー・ブラッドリー・ベイカー
『58回目の運転免許試験』から登場。容姿は、上記のホーラス・A・ワッパと類似する。
ジャッジ・スティカルバァク（Judge Sticklebark）
声：谷育子 / ジル・ティレイ
『弁護人スポンジ・ボブ』から登場。
ホーラス・B・マジック（Horace B. Magic）
声：奥田啓人 / ロジャー・バンパス
『ボクは魔法使い』から登場。
オメーニャ・オウシエン（What Zit Tooya）
声：谷育子 / ディー・ブラッドリー・ベイカー
『名前を教えて！』から登場。名前を知ろうとしたイカルドに財布を奪われてしまう。最終的にイカルドはオフィサー・ロブ・ジョンソンに複数の罪(財布を盗んで逃走したこと、信号無視をしたこと)で逮捕された。
サニー・ショアーズ・セールスマン（Sunny Shores Salesman）
声：奥田啓人 / カイル・マカロック、ヴィンセント・ウォーラー
『オイラはパトリシア』から登場したスーツを身につけたセールスマン。ブリーフケースを持っていたことから、スポンジ・ボブからは殺し屋だと勘違いされていた。
ハワード（Howard）
声：奥田啓人 / ディー・ブラッドリー・ベイカー
『新しいお隣さん』から登場した、トレーラーハウスを引いてビキニタウンにやって来た魚。スポンジ・ボブとパトリックが立てた賃貸物件の看板を見て現れ、自分と同じ趣味を持つと知ったイカルドが隣に住まわせた。彼がクラゲ取りとシャボン玉飛ばしが嫌いだと知ったイカルドは彼からスポンジ・ボブとパトリックの存在を隠そうとしたが、最終的に気づいてスポンジ・ボブとパトリックに文句を言おうとしたところ、ふとしたことでクラゲとシャボン玉を気にいって、スポンジ・ボブとパトリックと遊びだした。「スポンジ・ボブ ファンブック完全版」ではフランクに名前が変更されている。
ミロ・J・ファインダーフィッシュ（Milo J. Finkerfish）
声：奥田啓人 / トム・ケニー
最初はミニ・イカルドを嫌っていたが、後で好きになった。
ロイヤル大・帝王・サマサマ（Lord Royal Highness）
声：忌野清志郎（ニコロデオン版）、安原義人（TV版）/ デビッド・ボウイ、ノーラン・ノース（ビデオゲーム）
『スポンジ・ボブとアトランティス、行きたいんデス』から登場。幻の都市アトランティスの帝王。
クレイグ・マンマルトン（Craig Mammalton）
声：奥田啓人→かぬか光明（キャンプ・コーラル:スポンジ・ボブのアンダーイヤー以降）/ ディー・ブラッドリー・ベイカー
『日焼けにご用心』から登場したチョコレートの色をしているアシカ（日本語版や、世界初の図鑑や、そのモチーフでは「アザラシ」）。体はアフリカ人のような日焼けで、骨はまるでキャラメル色である。日焼けしていないのは駄目と言っていた。パトリックのせいで体が日焼けし過ぎたスポンジ・ボブと踊った。最後は日焼けしすぎて灰になってしまった。また、『さよなら乳歯ちゃん』では体の色が茶色から青に変わっている。
『キュートなQTパイ』では、再び 茶色の体に戻って再登場しており、「QTパイ」に食べられてしまうが、最終的に、他の住人達と共に 外へ出られた。
ジャック・カフーナ・ラグーナ（Jack Kahuna Laguna）
声：林和良（DVD版）、小栗旬（NHK版）/ ジョニー・デップ
『スポンジ・ボブとビーーッグウェ〜ブ』に登場した、ビキニタウンからずっと離れた所にあるガハマモクの上流辺りに住んでいる伝説のサーファー。サーフィンの神様と呼ばれるほどのサーフィンの達人。ボンゴの名手。スポンジ・ボブたちにサーフィンを教える時は「呼吸を続けろ」「一晩中焚き火を見つめてろ」などの曖昧なことを言う。後にビッグ・ワン(巨大な波)に飲み込まれたが何とか無事に脱出した。いついかなる時も冷静で決して取り乱したりは無い性格の持ち主。
ムチウッチ、エディ、ビッグ・ジー、チップ、スタン
声：奥田啓人（ムチウッチ）、納谷六朗（チップ、ビッグ・ジー）、松浦チエ（エディ）、谷育子（スタン）（DVD版）、RIP SLYME（NHK版）
『スポンジ・ボブとビーーッグウェ〜ブ』に登場する陽気なサーファー5人組で、学校を中退してから離れ島に住んでいる。長身の男がエディ（※世界初の図鑑では『エディー』）。毛むくじゃら男がビッグ・ジー（※世界初の図鑑では『ビッグG（ジー）』）。金髪の男がムチウッチ（原語版ではトゥイッチ）。小柄な男がチップ。口がなく話せない男がスタン。NHK版ではオリジナル吹き替えを担当したRIP SLYMEの当時のメンバーに合わせてそれぞれの名前も変更されている。「カニカーニの掲示板」ではエディだけ登場。
『子守りのはずだったのに』では、「ムチウッチ」と「エディー」と「ビッグG」の3人だけ再登場して、「ベビー・プルーン」と共に、１人１人サーフボードに乗りながら、噴火する「火山」から噴き出す マグマの波に乗って ゴールを目指すという、かなり危険すぎる「溶岩サーフィン大会」に出場して 競争していたが、「ムチウッチ」は途中で飛ばされて敗北して、「エディー」は体が黒焦げになってから飛ばされて敗北して、「ビッグG」は、溶岩の岩の下敷きになりながら敗北してしまい、結果的に「ベビー・プルーン」だけが、見事に最後まで 無事にゴールしてしまい、彼女に勝利されてしまった。なお、3人の消息は不明。
プリズン・ワーデン（Prison Warden）
『じごくの島でサマーキャンプ』で登場した刑務所長。愛称は「ワーデン」。
ミスター・レンジャー（Mr. Ranger）
『クラゲ畑を取り戻せ！』から登場。
ミスターワカメモンスター（Mr. Seaweed Monster）
声：納谷六朗 / アルヴィック・ガネル
日本国外の名称では「ミスターワカメモンスターマン（Mr. Seaweed Monsterman）」と表記されるが、通称は「ワカメマン（Seaweed Man）」と表記。
『オイラはパトリシア』から登場したワカメの格好をした謎の男。
シーモンスター（Sea Monster）
声：谷育子 / ジーン・シモンズ
『深海レストラン』から登場した体が大きい緑色のモンスター。言葉を話すことが出来て、自分の事を「オラ」と言う。なんと「79年間」も眠っていた。餌バーガーが大好物。
カーニバーガーを食べた時には、「1976年に下水の水を味わって以来、こんな美味い物は初めてだ！」と喜んでおり、なんと「640個程」も買う。最後はデザートを食べたくなり、泥まみれになった「プランクトン」のことをデザートの「チョコレート エクレア」と認識して、追いかけまわした。
余談だが、モンスターなのに 金持ちであり、現金を沢山 貯金していた。
ゼウス（Zeus）
声：松浦チエ
『テレビ出演』から登場した。水色の体に、赤と白のシマシマ模様の服に 紫色のズボンと 黒色のブーツに、派手なロン毛の黒髪が 特徴的な「自称『ギターの神様』」を名乗る少年。一人称は「俺」。しかし、まだ自分のギターは持ってなくて、カッコイイ「赤色のギター」を手に入れるのが夢。イカルドが楽しみにしていた、朝の５時前に始まる「大人の知的な番組の『特選通販』（※『Fab and Fancy!』）」の放送が中止となり、代わりに放送された番組『THE GUiTAR LORD』に出演した少年。自分の電話番号の「1-32-G-LORD」も表示された事で、イカルドは ゼウスに電話して「楽しみにしていた番組が中止になった事と、ゼウスが『明らかに音楽が何たるかを知らない』事」に文句の電話をかけると、ゼウス曰く、自分がテレビに出演できたのは「自分のママが バースデープレゼントとして『テレビ出演』を頼んでくれたからだ」とのこと。そしてゼウスは、イカルドに「誰でも簡単にテレビ出演させてくれる」と教えた事で、イカルドは すぐに「ビキニタウン テレビ局」に電話して、テレビ出演する事になる。イカルドは、自宅で「自分のようなアーティストについて語る『イカルドの おしゃべりアワー』」を生放送するが、住人達が 次々と「自分もテレビに出たい」と来た事で、大騒ぎに。結果的に「番組は大成功」となり、ゼウスは、イカルドのおかげで自分のロック番組「Squidward‘s HOUSEPARTY」を「20週間連続で視聴率ナンバーワン」の番組の「司会者」となり、本当の「ギターの神様」として有名人になれて、念願のギターも手に入り、「イカルドが この番組を視聴率ナンバーワンにしてくれたおかげ」と、イカルドには かなり感謝して、「イカルド スタイル（「SQUiDWARD ROCK」）のロックミュージックコンサートをスタートさせて、スポンジ・ボブ＆パトリック＆サンディ＆パール＆カーニ＆プランクトンと仲良く ギターの演奏を披露した。おかげで番組は 大盛況。しかしイカルドは、ゼウスの方が人気者になれた事と、自分の家で勝手に 番組を生放送された事に腹を立てており、「うるさくて眠れない！」と怒るのである。
『スポンジ・ボブの誕生日』では、サプライズ バースデーパーティーを祝いに来た「招待客」として再登場を果たし、ギターは持参していなかったが、サンディが「スポンジ・ボブが帰ってくるまでの『時間稼ぎ』」のために始めた「ダンスパーティー」の場面で、「パール」と「カーニ」が親子で仲良く踊るのを見ながら 手拍子と右脚で リズムを刻みながら ダンスを楽しんでいた。
パトリック・ニセモーノ（Patrick Not Star）
声：奥田啓人 / ビル・ファッガーバッケ
『かくれんぼってなに？』から登場。 スポンジ・ボブが、パトリックと「かくれんぼ」をして、鬼になったスポンジ・ボブが、パトリックを全然見つける事が出来ず、彼を探すために、サンディの「探査ヘリ」を借りて、世界の果てにあった「西部の酒場（ウエスタン・サルーン）風の店」で、アイスクリームを食べていたお客さんとして登場した。 ピンク色の体と、頭と体の体形と、緑色の海水パンツと後ろ姿が、見事にパトリックに 瓜二つ。しかし、顔は見事な「外国人の男性」な見た目で、茶色の前髪があれば、茶色くて太い まゆ毛と、鼻があれば、鼻の下の茶色のヒゲと、茶色のアゴヒゲがあり、全然似ていない顔だった。名前は 同じく「パトリック」であり、一人称は「俺」で、ダンディーでクールな性格。同じ ヒトデだが、完全な別人である。初対面のスポンジ・ボブに「パトリック・ニセモーノさ！」と自己紹介する。かくれんぼに負けてしまった上に、親友のパトリック（本物の）が見つからなくて号泣するスポンジ・ボブに、「負けでも良いじゃないか、楽しく過ごせたんだから！」と、クールに 励ます。おかげで元気になれたスポンジ・ボブに、お金が足りなくて「1ドル貸してもらえる？」と頼んで、スポンジ・ボブに貸してもらう。
『ビキニタウン・パレード』でも、まさかの再登場を果たして、台詞は無かったが、「パレードを見に来た観客」として、何度も登場する場面が多かった。ビキニタウンの住人の 1人のように登場していたが、パレードを見るために はるばると遠くから観光客として来たのかは、全く明かされなかった。
なお、「世界初の公式 図鑑」では、「裏表紙のクイズ」のキャラとしても 登場した。
ビル（Bill）
声：納谷六朗 / ロジャー・バンパス
『カーニさんのバケーション』から登場したビキニタウン造幣局ツアーのガイドをやっている男。メガネをかけている。スポンジ・ボブとカーニさんが造幣局を強盗たちから守ったことで、造幣局を代表して二人の顔が印刷された限定のお札を二人に渡したが、最終的に、パールにとられて使われてしまう。
始めに、スポンジ・ボブからは、自己紹介の時に、名前が「『ドル』じゃなくて！？」と、お金を扱うのが仕事である彼の職業に ちなんで、からかわられていた。
メイル・ジャッジ（Male Judge）
『ダンス大会』から登場した青い魚。
アングリー・ジャック（Angry Jack）
声：納谷六朗 / ディー・スナイダー
『ゲイリーの殻』から登場した怒りん坊の社長。カタツムリの殻売りの社長でもある。最初は優しい顔をしていたが、最後はスポンジ・ボブが殻を台無しにしたため怒鳴り付けた。ただし、その殻は偽物で割れやすくなっており、その後は棚がドミノ倒しのように倒れて全部の殻が破壊されてしまった。

### シーズン8から
ストリート・レーサーズ
「運転の達人」から登場。
メイル・レーサー（Male Racer）
声：奥田啓人 / マーク・ファイト
ストリート・レーサーズのメンバーである青い眼鏡をかけた男。
フィメイル・レーサー（Female Racer）
声：松浦チエ / シリーナ・アーウィン
ストリート・レーサーズのメンバーであり、髪は金髪で頭には桃色のリボンをつけた女。「ねえ、今の聞いた？」が口癖。
マスキラー・レーサー（Muscular Raser）
ストリート・レーサーズである小太りな大筋を持つ男。
トニー・ファスト・シニア（Tony Fast Sr.）
日本国外の名称では「トニー・ファスト1世（Tony Fast I）」と表記される。
声：納谷六朗 / トーマス・F・ウィルソン
『運転の達人』から登場したトニー・ファスト・ジュニアの父親。愛称は「ミスター・ファスト」。伝説のカーレーサー。
トニー・ファスト・ジュニア（Tony Fast Jr.）
日本国外の名称では「トニー・ファスト2世（Tony Fast II）」と表記される。
声：奥田啓人 / ミスター・ローレンス
『運転の達人』から登場したトニー・ファスト・シニアの長男。かなり小柄な体格だが、クールな性格。ストリート・レーサーズとは仲が悪い。愛称は「トニー・ジュニア」。
シャイニー（Shiny Bubble）
声：松浦チエ
『やんちゃなシャボンくん』から登場したシャボンくんの長男。とてもやんちゃで預かっていたスポンジ・ボブのみならず、町の住民まで困らせた。
ダイシッパイ（Fiasco）
声：奥田啓人 / トム・ケニー
『芸術は高くつく』から登場。芸術家であり、ある日カニカーニでカーニバーガーの山を注文して、わざと崩してケチャップとマスタードを皿に塗って作品を仕上げたり、美術館でイカルド作の像を火炎放射器で炙って作り替える技術を持つ。他のエピソードでも登場していた。
カレン2号（Karen 2）
声：松浦チエ / シリーナ・アーウィン
『カレン2号』から登場したカレン・プランクトンとそっくりなコンピューター。
ボディはプラスチック製。オリジナルのカレンと格闘して結局は破壊され、その残骸をイカルドの頭に被せられた。
グローブワールドオーナー（Glove World Owner）
声：納谷六朗 / ミスター・ローレンス
『さよなら遊園地』から登場したグローブワールドのオーナー。
キャプテン・ルーテフィスク（Captain Lutefisk）
声：奥田啓人 / ロジャー・バンパス
『激突レース』で登場した、危険な自動車バトル、「激突レース」のオーナー。パフ先生の教え子で、パフ先生の依頼でスポンジ・ボブを激突レースに出場させた（パフ先生はスポンジ・ボブを葬り去る目的で彼を参加させた）。
カネール・カーパー大佐（Colonel Carper）
声：奥田啓人 / アンディ・サムバーグ
『スポンジ・ボブのワールドツアー♪』から登場。スポンジ・ボブとイカルドの音楽の才能に目を付けプロデューサーになりワールドツアーを企画する。しかし金が入ることを知ったカーニに仕事を奪われどこかへ飛ばされた。
『カニバケツ亭』ではカニカーニのシェイクを飲んでいた。
ドラスティック・ラディカルズ（The Drastic Radicals）
『過激なスポーツ』で登場した、エクストリーム・スポーツのチーム。通称「ザ・ドラスティカルズ（The Drasticals）」。チームに入りたいスポンジ・ボブとパトリックに様々な遊びを過激に披露した。
オキアミ・ジョニー（Johnny Krill）
声：上田燿司 / ジョニー・ノックスビル
ザ・ドラスティカルズのメンバーであるオキアミ（外見はロブスター）。
強力おばあさん（Grand Maul Granny）
声：松浦チエ / ジル・ティレイ
ザ・ドラスティカルズのメンバー。高齢ながらかなり活動的であり、人工股関節を入れている。
不死身のテッド（Not Dead Ted）
声：上田燿司 / マーク・ファイト
ザ・ドラスティカルズのメンバー。
フロスティ・マグ教官（Captain Frosty）
声：上田燿司
『ミルクシェイクの免許』で登場した教官。ミルクシェイクがまったく作れないスポンジ･ボブに手を焼いていたが、自分がミルクシェイクマシンに飲み込まれそうになったところをスポンジ･ボブに助けられ、「ミルクシェイクとは作るものの心が肝心だ」と助言した。このおかげでスポンジ･ボブはミルクシェイクが作れるようになったが、自分は車イスとなった。
不気味なやつ（Creepy Creeper）
声：奥田啓人 / トーマス・F・ウィルソン
『イカルドの護身術』で登場した体の大きな魚。本名は不明。買い物帰りに裏通りに来たイカルドの前に現れ怯えさせ、これがきっかけでイカルドは空手を習うことを決めた。サンディから空手の基本を教わったイカルドは再び裏通りに行き、再び現れた彼に覚えた技を使って復讐をするが、彼はイカルドが置いていった買い物袋を返そうとしただけであった。
プランクトンの囚人仲間たち（Plankton's Cellmates）
『プランクトンの大脱獄!』で登場したプランクトンの囚人仲間。カマスやタイ、アジ、クジラ、イカなどが登場し、服装は全て囚人服である。プランクトンと一緒に夜中に脱獄し、カニカーニの秘密のレシピを強盗しようとするが失敗した。なお、レジー以外の囚人の名前は仮称である。
レジー（Reggie）
声：上田燿司
プランクトンの囚人仲間の一人である黄緑色のワニのようなカマス。
パープル・セルメント（Purple Cellmate）
声：かぬか光明 / ビル・ファッガーバッケ
プランクトンの囚人仲間の一人である紫色のタイ。強盗犯。ライトブルー・セルメントの腹を殴り、胃に入ったプランクトンとイチゴ味のケーキとやすりを口から吐き出させた。
『パトリック・ゲーム』にも登場しているが、イカルドと同時に逮捕されており、この時は紫色ではなく青色だった。
ライトブルー・セルメント（Light Blue Cellmate）
声：奥田啓人
プランクトンの囚人仲間の一人である水色のアジ。銀行強盗犯。プランクトンを食べてしまい、パープル・セルメントに勘違いされボコボコにされた。イチゴ味のケーキとやすりを食べていた。
ホエール・セルメント（Whale Cellmate）
声：上田燿司 / マーク・ファイト
プランクトンの囚人仲間の一人である水色のマッコウクジラ。顔はカーニの長女であるパールと類似しており、顔の右側部分には切り傷がある。石鹸で起爆装置を作った。
スクウィッド・セルメント（Squid Cellmate）
声：奥田啓人
プランクトンの囚人仲間の一人である水色のスルメイカ。
シズル・マスター（Sizzle Master）
日本国外の名称では「マジェスティック・シズルマスター（Majestic Sizzlemaster）」と表記される。
声：プランクトンと同一
『魔法のフライ返し』に登場したプランクトンが作ったフライ返し。プランクトンがスポンジ・ボブのフライ返しを壊して、スポンジ・ボブに譲ったが、実際はプランクトンがスポンジ・ボブから秘密のレシピを聞き出すために作ったものだった。しかし、カーニにバレてしまい、プランクトンにカーニバーガーではなく、爆発物を作らせ、エサバケツ亭は大爆発した。
シネマ・アンコウ（Cinema Anglerfish）
声：上田燿司
『恐怖のフィッシャーマン』から登場した黄緑色のチョウチンアンコウ。
ラスティー・リケッツ（Rusty Rickets）
声：かぬか光明 / ミスター・ローレンス
『ラスティーのレシピ』から登場した魚（幽霊）。「ラスティーズ・リブ・アイ」のオーナー。ずっと前に亡くなっている。スポンジ・ボブによって他の幽霊共々蘇った。
他の幽霊は普通に喋っているが、彼だけは英語・日本語と共に聞き取れない言葉で話す（字幕ではセリフが全て平仮名で表記されていたが、ほとんど空耳に近い）。
ケニー（Kenny）
声：上田燿司 / ビズ・マーキー
日本国外の名称では「ケニー・ザ・キャット（Kenny the Cat）」と表記される。
『ネコのケニー』から登場した灰色の猫。外見はトムとジェリーにおけるトムに似ている。
海の中で長く息を止める猫として有名だったが、実際は酸素ボンベを隠し持っていた。名前の由来はスポンジ・ボブの声優、トム・ケニーから。
雪男ガニ（Yeti Krab）
声：かぬか光明 / ディー・ブラッドリー・ベイカー
『恐怖の雪男ガニ』から登場した雪男。キワ・ヒルスタがモチーフ。ただし、こちらは未確認動物ではなく、現実にいた生物と考えている。
カーニさんが言った通り、怠け者を食べるという伝説があった。カニカーニに現れたが、怠け者を食べに来たのではなくお腹が空いたからカーニバーガーを食べに来たのであった。
見た目がカーニに似ているため、イカルドは本人が戻るまでカーニの変装と信じて疑わなかった。
「買い物リスト」でも登場するが、この回では手の形が人間風になっており、普通に言葉を発している。
ウインナーさん（Mister Weiner）
声：上田燿司→ケンコー（『キャプテン・タンサイボウ』のみ）/ ディー・ブラッドリー・ベイカー、カルロス・アラズラキ
『スポンジ・ボブ クビになる』に登場したWeenie Hutのオーナー。カニカーニをクビにされたスポンジ・ボブを雇うが、ホットドッグを刻んでバーガーにしたためクビにした。しかし、繁盛したためスポンジ・ボブを誘拐してまで再び連れ戻した。名の通り、ソーセージを身に纏った姿。
彼だけは暴力が苦手なので、下記の「カーニーバーガーの男」には お仕置きされていないが、歩いた瞬間にはバスにぶつかった。その後はカニカーニに来客していた。本名はトム・スリンガー。
ピザ・ピート（Pizza Pete）
声：奥田啓人 / クランシー・ブラウン
『スポンジ・ボブ クビになる』に登場したピザ・パイホールのオーナー。一人称は「僕」。スポンジ・ボブを雇うが、バーガーにピザを挟んでピザバーガーにしたためクビにした。名の通り、ピザを身に纏った姿。最後はカーニーバーガーの男に踏み付け攻撃をされてしまう。その後はカニカーニに来客していた。
セニョール・タコス（Señor Taco）
声：かぬか光明 / ディー・ブラッドリー・ベイカー
『スポンジ・ボブ クビになる』に登場したTaco Sombreroのオーナー。一人称は「俺」で、二人称は「お前」。スポンジ・ボブを雇い、タコスを挟んだバーガーを作らせるが、客が試食してタコスの具がはみ出たためクビにした。名の通り、タコスを身に纏った姿。最後はカーニーバーガーの男に噛み付き攻撃をされ、衣装が食べられて逃げてしまう。その後はカニカーニに来客していた。
ヌードルマン（Noodleman）
声：上田燿司 / ミスター・ローレンス
『スポンジ・ボブ クビになる』に登場したWet Noodleのオーナー。ヌードルバーガーを作ったスポンジ・ボブをクビにした。名の通り、ラーメンのカップ麺を身に纏った男性の姿。日本語版では「ヌードルさん」と呼称している。最後はカーニーバーガーの男に蹴る攻撃をされる。その後はカニカーニに来客していた。
カーニーバーガーの男
声：上田燿司
『スポンジ・ボブ クビになる』に登場する謎のキャラクター。中身の正体はイカルドで、イカルドがカーニーバーガーの造形に変装をした姿。この姿の名前は明らかに公式されていない。スポンジ・ボブを助けるため、ウインナーさん、ピザ・ピート、セニョール・タコス、ヌードルマンの4人を猛攻撃する正義の味方である。ピザ・ピート、セニョール・タコス、ヌードルマンの3人をボコボコにするが、ウインナーさんだけは暴力が大嫌いなため最後は大人しくなった。
シミー（Simmy）
声：トム・ケニー
『ピクニックは楽しいな』で登場したエサバケツ亭の店員であるロボット。スポンジ・ボブに似た形状をしている。
最高の社員ピクニックを用意してカーニとイカルドを引き寄せ、彼らをプランクトンの部下にしようとした。
正体は立体映像を投影したゴミ箱だった。
タリー（Tally）
『ピクニックは楽しいな』で登場したエサバケツ亭の店員であるロボット。イカルドに似た形状をしている。
最高の社員ピクニックを用意してカーニとイカルドを引き寄せ、彼らをプランクトンの部下にしようとした。
正体は立体映像を投影したゴルフボール洗い機だった。
スカーフィッシュ大佐（Captain Scarfish）
声：かぬか光明 / ビル・ファッガーバッケ
『カーニさんの武勇伝』で登場したカーニの海軍時代の上官であるヒトデ。容姿がとてもパトリックと似ている（パトリックと同一人物であるかは不明）。
旨い料理を作るカーニを快く思っていなかった。
食べる前に火をつけるデザートを作ったカーニを牢屋に入れた。
戦いが苦手。顔に傷が付いているが、実はシールだった。
衛兵（Ensign）
声：松野太紀 / トム・ケニー
『カーニさんの武勇伝』で登場したカーニが海軍にいた頃に船にいた海綿。かなり間抜けで料理が得意。スカーフィッシュ大佐と同様に容姿がスポンジ・ボブと似ている（スポンジ・ボブと同一人物であるかは不明）。
カーニが投獄された際はタコの船乗り（声：上田燿司 / ロジャー・バンパス）とともに衛兵をしていたが（こちらもイカルドと似ているが同一人物なのかは不明）、カーニに利用されて彼が牢屋から逃げることを許してしまう。
その後、カーニや大佐と共に海賊と闘った。
海賊の船長（Pirate Queen）
声：松浦チエ / キャロリン・ローレンス
『カーニさんの武勇伝』で登場した海賊の船長のリス。スカーフィッシュ大佐と同様に容姿がサンディに似ている（サンディと同一人物であるかは不明）。ヘルメットは被っておらず、リスであるにもかかわらず、海水の水中で息ができる。
エスメラルダ（Esmerelda）
声：ディー・ブラッドリー・ベイカー
『カタツムリがいっぱい』で登場したカタツムリ。
男性的な姿をしたカタツムリで、スポンジ・ボブは最初としては雄だと思い、「セニョール・プーパス（Señor Poopus）」と名付けられた後、彼の家で世話を受けることになった。しかし、後で雌雄同体（発言における性別は雌）だと分かって呼び名もセニョリータに変わった。
その後、カタツムリの救助センターの職員が来て、スポンジ・ボブが世話していたほかの迷子のカタツムリと救助センターに帰って行った。
実は雌とされているのは妊娠をしたことがある上、実際はかなりお年寄り（お婆さん）で、孫も同じ回で登場する。
フジツボ・ボブ（Bob Barnacle）
声：上田燿司 / ボブ・バーカー
『カタツムリがいっぱい』で登場したカタツムリの救助センターのオーナー。
イカルドの通報を受けてかけつけ、家の周りにフェンスを立てて立てこもったスポンジボブと巧みに交渉して説得し自身の救助センターのフェンスから逃げ出したカタツムリを回収していった。
オズワルド・マクナルティ（Oswald McNulty）
声：上田燿司 / ディー・ブラッドリー・ベイカー
『カーニバーガー大食い大会』で登場。普段は別の町に住んでいるが、ビキニタウンの記念日にビキニタウンにやってきてはカーニバーガーの大食い大会で優勝をさらっていく。これまで5度優勝しているらしい。
だが、パトリックと闘った時は1個差で敗北した。
クラプスキー（Crupski）
声：かぬか光明 / トム・ケニー
『ビキニタウンの下水道』で登場。カーニが命名権を買い取ったスタジアムの建設を担当したが、配管システムの手抜き工事を行ったため、下水道管を破裂させてスタジアムが水で溢れる原因を作ってしまう。カーニの古くからの知人。
チャールトン・ゴンベ（Charlton Hawkfish）
声：上田燿司 / ジェフ・ベネット
『ビキニタウンの下水道』で登場した下水道設計者の魚。種族はクダゴンベである。
クラプスキーが配管システムの手抜き工事を行ったことに怒っていた。スタジアムが溢れた際、果敢にも水の中に飛びこみ自身が仕掛けた緊急装置を作動させて水を抜いた。その後起きてきた下水道の蛇を尖った上顎で穴をあけて萎ませた。
下水道の蛇（Sewer Snake）
声：上田燿司 / ディー・ブラッドリー・ベイカー
『ビキニタウンの下水道』で登場した蛇。下水道で金庫を追いかけていたスポンジ・ボブとイカルドを金庫もろとも飲み込んだが、スポンジ・ボブとイカルドが体内で暴れたため彼らを吐き出した。その後、配管の破裂でスタジアムまで出てきたが、チャールトンに穴をあけられて萎み、下水道に戻って行った。
キャッシーナ（Cashina）
声：松浦チエ / シリーナ・アーウィン
『カーニさんの花嫁』に登場した札束の女性。カーニが恋に落ち、彼と結婚した。実はプランクトンがカーニから秘密のレシピを聞き出すために作ったロボットである。カーニが涙を機械の中に落としたことで正体がバレてしまうが、カーニは妻を失った悲しみによりいつものようにプランクトンを投げ飛ばさなかった。
マリーナ（Marina）
声：吉元里謹 / ジル・ティレイ
『おばあちゃんって最高！』に登場したパールの友人。茶髪の娘で、頭には「HOTDOG」と書かれたバケツを被りながら、ショッピングモールの「ホットドッグの店」の『HOTDOG ON A STRiNG』で働いている。なお、ココの店のマネージャーは「ペパリーノ」（※声：松野太紀）という男性である。
『パールの子守り』でも再登場して、仕事中ではないため、頭のバケツを外した姿で登場して、パールや ディラン達と仲良くしていたが、イカルドのクラリネットの演奏と 歌声を嫌がっていた。「海面飛び出しパーティー」を楽しんでいた時に、パールが 浜に乗りあがってしまった際は、他の仲間達と共にパールを見捨てて帰ってしまう。
ノクターナ（Nocturna）
声：おまたかな / オーブリー・プラザ
『おばあちゃんって最高！』に登場したパールの友人。パンク系ギャルな見た目の黒髪の娘であり、クールな性格。ショッピングモールの「ゴスグッズの小売店」の『SCORCHED CORAL』で働いている。アルバイトと募集していたが、なぜか 外見が「パールがパンク系ギャルになったような見た目」の、パールに似ているが、気が強すぎて怖い クジラの娘を採用していた。
『パールの子守り』でも再登場して、相変わらずクールな娘として登場して、パールや ディラン達と仲良くしていた。しかし、パールが 浜に乗りあがってしまった際に、他の仲間達と共に パールを見捨てて帰ってしまう。
ニキシー（Nixie）
声：引坂理絵 / シリーナ・アーウィン
『おばあちゃんって最高！』に登場したパールの友人。パールからは「1番の親友」と言われている。濃い目のピンク色のロングヘアーと、紫色のカチューシャを身に着けており、ショッピングモールの「ジュエリーショップ」の『Bangles and Dangles』で働いている。この店の「女店長さん」（※声：松浦チエ。名前は不明）も登場した。
『パールの子守り』でも再登場して、パールや ディラン達と仲良くしていたが、パールが 浜に乗りあがってしまった際に、他の仲間達と共に パールを見捨てて帰ってしまう。
ベアトリス（Beatrice）
声：高橋里枝 / ベティ・ホワイト
『おばあちゃんって最高！』に登場した、ショッピングモールの地下にある「おばあちゃんのエプロン」という店の女主人。「働いて独立した女性」になると カーニに宣言したものの、仕事が見つからなくて困っていたパールを、 自分の店の従業員として雇い、おばあちゃんの楽しみ方をパールに伝授した。普段は大人しい性格だが、自分の入れ歯を飛ばして、その入れ歯で 相手を追いかける事が出来たり、得意の編み物で、 高速スピードで「長いマフラー」に仕上げて、それを自由自在に操りながら移動するなど、パワフルな面もある。
若いころは変わり者だったらしく、「退屈ベアトリス」というあだ名をつけられていた。
マートル（Myrtle）
声：松浦チエ
『おばあちゃんって最高！』に登場。ショッピングモールの地下にある「おばあちゃんのエプロン」の、かつての従業員だった老女。死んでしまったらしく、店内には「写真」や「花」や「2本のロウソク」などの お供え物があった。しかし、なぜか ローラースケートシューズを履いて、手押し車にも 4つのローラースケートシューズを着けながら 元気に現れて、お供え物だった、自分の「サングラス」を「忘れちゃった！」と言いながら取りに戻って来て、再びローラースケートシューズで滑りながら「じゃあね～バイバ～イ！」と言いながら 元気に帰って行った。そんな彼女に、ベアトリスも パールも、驚いていた。死んだとは思えないくらい元気であり、「イエーイ！」と言いながら はしゃいでいた。外見は、水色の ぽっちゃり体型に、ピンク色のモジャモジャヘアー。
ザ・シャークス（The Sharks）
『ザ・シャークス対ザ・ポッズ』から登場した4匹のサメ。メンバーが1人欠けたため、スポンジ・ボブをスカウトした。スポンジ・ボブは最初悪のグループだと思っていたが、実はダンスのグループだった。
シャークフェイス（Sharkface）
声：上田燿司 / ヘンリー・ウィンクラー
ザ・シャークズのリーダーであるシュモクザメ。
ローニー（Lonnie）
声：松野太紀 / マイケル・マッキーン
ザ・シャークズのメンバーである赤茶色のシロワニ。
ロニー（Ronnie）
声：かぬか光明 / クラクシー・ブラウン
ザ・シャークズのメンバーであるラベンダー色のアオザメ。
ドニー（Donnie）
声：奥田啓人 / david lander
ザ・シャークズのメンバーである青色のホホジロザメ。
ジョニー（Jonnie）
声：奥田啓人
『ザ・シャークス対ザ・ポッズ』で登場した灰色のネズミザメ。ザ・シャークズのメンバーだったが、ナイトクラブで怪我をしてしまいチームを抜ける(これがきっかけで用心棒からザ・シャークスへ出入り禁止を言い渡されている)。
ザ・ポッズ（The Pods）
声：奥田啓人、かぬか光明、上田燿司
『ザ・シャークス対ザ・ポッズ』から登場した3匹（3人）のタコ。ザ・シャークズのライバルグループで、後にイカルドがこのチームに加わった。名前は公式サイトでは乗っていないだが、長身の男がドナルド、小太りの男がダルド、頭でっかちの男がレグナルドという。
ニック・フィッシュキンズ（Nick Fishkins）
　声：上田燿司 / ディー・ブラッドリー・ベイカー
『ボクらの家が買われちゃった』に登場した不動産屋。彼のCMを見たスポンジ・ボブとパトリックが家を買われたと勘違いし、カニカーニの裏のゴミ捨て場で暮らすようになってしまった。その後、イカルドの家を買い取ろうとするも、スポンジ・ボブたちによって家を壊されたため、買い取りを断った。
グルーパー（Don Grouper）
声：上田燿司 / ジョン・ハム
『さよならカーニバーガー?』で登場した冷凍カーニバーガーキャンペーン企画者。カニカーニを博物館にしたりパトリック出演のCMを企画した魚。スポンジ・ボブのことをスポンジ・ボブではなく黄色い箱と呼ばれている（グルーパーの関係者にも同様）。しかし彼が考えた新しいカーニバーガーは砂で作られていて食べるとお尻が巨大に膨張する。400個目のCMの祝いでそのことをパトリックに暴露されたため、「もう金にならない」と判断して企画から手を引いた。
シャーモン（The Shalmon）
声：かぬか光明 / エリック・バウザ
『もっとどんぐりを！』で登場したサーモン。自然のことを尊敬していて太陽と月と星の昔話をする。
マンデン医師（Dr. Mundane）
声：奥田啓人 / ロジャー・バンパス
歯科医。『バイバイ、乳歯ちゃん』で登場。パトリックの口内の痛みの原因を乳歯のせいだと見抜く。
語り部（Greek chorus）
『魔法のフライ返し』で登場し、物語を話す4人組。
フィンズ・ホワイティング（Sticky Fins Whiting）
声：かぬか光明（『ボクの先生は脱獄犯』）、松野太紀（『キャプテン・タンサイボウ』）、上田燿司（『夏よ、さよなら！パート1・2』）/ ジョー・パントリアーノ
『ボクの先生は脱獄犯』で登場したコソ泥。刑務所を脱走し逃亡専門の運転手のダンと逃げるつもりだったが彼が遅れていなかったため、その時ボートの試験中だったスポンジ・ボブを騙して逃亡する（スポンジ・ボブは彼をパフ先生の代わりの先生だと思っていた）が、彼の運転でひどい目にあい刑務所にもどり「外は危険すぎる」「二度とここから出さないでくれ」と自分で独房に入った。その後、ダンも逮捕された。
『カニカーニ刑務所』ではカニカーニ内の囚人としてダンと共に登場していた。
ドーサル・ダン（Dorsal Dan）
声：上田燿司→落合弘治（シーズン13後期以降）/ スティーヴ・ブシェミ
『ボクの先生は脱獄犯』で登場した逃亡専門の運転手。パフ先生に気がある。
『歯の妖精』では 単独で泥棒として再登場。パトリックの家に盗みに来たが、彼のお金とサイフは 砂で出来ているため、まともに盗むことが出来ず、寝ぼけたパトリックに「睡眠パンチ!」という名前のパンチで攻撃されてしまう アクシデントで、フラフラとなりながら、床に散らかっている「風車」や「ピンク色の帽子」と「電気スタンドのカサ」を身に着けてしまいながら彼のクローゼットに入ってしまい、結果的に「歯の妖精の衣装」を纏ってしまい、騒動に巻き込まれる。自分の灰色のボートを所持しており、スポンジ・ボブとパトリックが、自分の事を「歯の妖精」と勘違いしているのを良い事に、「そ～う！俺は歯の妖精だ！」と言って、彼らを利用して、盗みを働く手伝いを「歯を集める手伝い」という事にして 手伝わさせた。しかし、結果的に「自業自得」と言える、 酷い目に合う事になって、計画は失敗に終わる。なお、彼の灰色のボートには、パフ先生に似ている人形が飾ってある。なお、字幕表示では「ドーサル・ダン」と「ダン」の 2つの表示で、彼の名前が表示された。
ジンジャー（Ginger）
声：高橋里枝 / シリーナ・アーウィン
『無くし物置き場』で登場。カニカーニの無くし物置き場に60年以上閉じ込められていた子供たちの一人。
アイスクリーム・キング（Ice Cream King）
声：かぬか光明 / ピーター・ブラウンガート
『オイラのクーポン』から登場。アイスクリーム屋のオーナーであるヒトデで、大きな「5段重ねのアイスクリーム」型の豪邸に住んでいる。パトリックに似ているが、パトリックよりも濃い目のピンク色の体をしており、更に 体と顔に ニキビが多く、パトリックよりも肥満体型である。キングと名乗るだけあり、金の王冠も被っている。パトリック以上に、マヌケな発言が目立つ。一人称は「私」。
始めはパトリックを、自分の豪邸に来た「害虫駆除の人」と勘違いしていた。パトリックに「期限切れのクーポンの使用権」を与えるために、彼と対決した。パトリックに似て、パワフルで タフな所がある。
『頭空っぽクラブ』ではクラブの会長を務めた。
『ビキニタウン・パレード』では、「パーチ・パーキンス」と共に パレードの「中継」を務めるために呼ばれた 特別ゲストとして再登場を果たし、パーチからは「陛下」「キング」と呼ばれていた。なお、キングの方は、パーチの事は「いつもテレビに出てる人」と知っていたのだが、「どうやって私のテレビから出てきたのかな？」と言っており、パトリックのように「テレビの中に住んでいる人」と勘違いしている様子を見せていた。更には「風船」を欲しがる様子を見せていて、最終的には、「いつも以上に大きく体を膨らませている『パフ先生』」を気に入ってしまい、「これ私の風船だよ～！」と言いながら、パフ先生に乗りながら 空を飛んで帰ってしまった。なお、それまでのキングは、マヌケな発言を言いつつも 中継はしていたり、パレードの出演者の「変わり者クラブ」の仲間に加わりながら、「地面を転がりながらボートの運転をする真似をする」パフォーマンスを披露していて、パレードを思いきり楽しんでいた。
なお、この話では パトリックも登場したが、台詞が無かったので、おかげで「エンディング クレジット」では「アイスクリーム・キング」がクレジットされた。「字幕表示」でも名前付きで表記された。
スポンジ原人（Spongy Spongy）
声：松野太紀 / トム・ケニー
『スポンジ原人』で登場したスポンジ・ボブそっくりな海綿の原人。実際の名称は「スポンジ・ゴル・スクエアパンツ（SpongeGar SquarePants）」である。
原人ではあり現世界で言うと絶滅したはずだが、スポンジでできているせいか不老不死ではあるため作中では生き残りとなっている。翌朝にスポンジ・ボブに成り済まして、街中を滅茶苦茶にする。街の住民たちはスポンジ・ボブが犯人だとされスポンジ・ボブの方が逮捕されるが、後にスポンジ原人が現れたことがわかったため釈放されている。実はスポンジ・ボブの足音が気になったため、スポンジ・ボブに付いて来た。その後はスポンジ・ボブと一緒にダンスをしている。
『夜のナイトバーガー』では氷漬けになっていた。
魔法使い（Genie）
声：かぬか光明 / ロジャー・バンパス
『魔法のビン』で登場。プランクトンがビンの精に化けるために使っていた。ビンの持ち主。自分のを待ちだしたこととビンを壊そうとしたこととビンをボロボロにしたことと勝手に取り合っていることに怒りプランクトン、カーニ、イカルド、パトリックの4人を別のビンに魔法で閉じ込めてしまう。そして、スポンジ・ボブが閉じ込めてしまったことも築かれず腐ったケチャップと勘違いし、ゴミ箱へ捨てられてしまう。
ヒッピーたち（Hippies）
声：奥田啓人、上田燿司、松浦チエ / トム・ケニー、ディー・ブラッドリー・ベイカー、ジル・ディレイ
『スープの中のヒッピーたち』で登場。男性2人女性1人の3人組である。スープの中にはヒッピーたちだけではなくヒッピーになったパトリックもこの中に入っている。初めはカニカーニの裏の敷地内にある熱吹き出し口に暖を取ってたむろしていたがカーニ追い出されたうえ、厨房にある新商品のカーニスープの中が暖かそうなためにスープの中に入り込む。それを知って憤慨したカーニは追い出そうといくつか作戦を試みるうまくいかず最終的にはスポンジボブを投入するがスポンジボブは性格からしてあっという間にヒッピー側に取り込まれて行ってしまい最終的にはカーニも店をたたんでヒッピーになってしまうがスポンジボブの提案でもう一度開店してやり直さなすことに最終的にはカーニの提案でイカルド家に落ちつく。
ルーブ（Rube Goldfish）
声：藤原大智 / ミスター・ローレンス
『写真は撮らないで』から登場した。「こりゃあ すばらしい！」が口癖。初登場では、ビキニタウンへ来た「観光客の男」として登場して、なぜか「幽霊」という形で登場した。
『ドロドロン現る』で、普通に再登場を果たして、「こりゃあすばらしい」と 相変わらず言いながら「ドロドロン」の写真を、カメラで撮影した事で、その写真が「号外新聞」に載り、今回の「ドロドロン」出現のニュースを、 ビキニタウンの住人達が 次々と知る事になる きっかけを作った人物としての登場となった。
それ以降の話でも、密かに登場回数が増えていく ようになった。
『スポンジ・ボブの誕生日』では「海面ランド」行きのバス運転手として登場した。
『パイナップルカー』では、500年に1度だけ咲く 幻の植物の「さえずりスイレン」を見に来た 観光客の1人として登場して、カメラで写真を撮影していた。しかし、パトリックが「さえずりカボチャ」と言いながらイカルドに渡してしまい、せっかく咲く所だったのに枯れてしまい、他の観光客と共に、怒りながらイカルドを殴っていた。その後、他の観光客達と、イカルドを地面に埋めて、カンカンに怒りながら帰ってしまう。
『パフ先生がジャガイモに？！』では、ビキニタウンに新しく完成したばかりの工場の「ダイナマイト ファクトリー」のガイドとして再登場した。
『メカニカルタウンにようこそ』では、スポンジ・ボブから、名前を ちゃんと呼ばれていた。
カドル・イー・ハグス（Cuddle Eat Hugs）
声：かぬか光明 / ジェフ・ガーリン
『カドル・イー・ハグス』で登場した巨大ハムスター。スポンジ・ボブと親友であり、日本語版の声優はパトリックと同じとされている。その正体は魔法のバーガーを食べた者にしか見えない、空想の存在。当初はスポンジ・ボブにしか見えなかったが、スポンジ・ボブが魔法のバーガーをタダで売って客に食べさせたことで見えるようになった。可愛らしい外見とは裏腹に食欲旺盛の凶暴な性格で、その後話をつけようとしたスポンジ・ボブに、自身の本名の意味(日本語吹き替え版では「カドル・イー・ハグス」の「イー」は「いつも腹ペコ」の略称だということ)を教えた。最後はスポンジ・ボブに残ったバーガーを食べさせられ、元のハムスターに戻ってしまった。
ピエロ君（Clowns）
『ピエロのお仕事』で登場したサーカスに居たピエロの一人。他のピエロたちにいじめられており、置き去りにされていたところをスポンジ・ボブと出会う。仕事を探しても、ふざけてばかりいるためクビにされてしまう。「パン屋さん」で働いた時だけは、クビではなく、スポンジ・ボブとともに「パイ」にされ宅配されてしまう。その後は、スポンジ・ボブのおかげで、楽しくて友好的な性格のピエロたちが暮らす国で、他のピエロたちと仲良く過ごして暮らす事になり、スポンジ・ボブには とても感謝していた。
『カニカーニのフード・トラック』では、なぜか「ロックボトム」にある「サーカス」で、ホッピングに乗りながら登場した。
クーペ（Coupe）
『わがまま自動運転』で登場したスポンジボブの車。言葉を話せる車であり、不潔な事を嫌う性格。自分に乗りながら騒がしくしていたパトリックの事は、かなり嫌っていた。
トム（Tom）
声：奥田啓人
『俺の脚は恋してる』に登場したロボット。自分の脚の事を「たかが脚」と言う「フレッド」に対して、脚の大切さを分からせるために、病院の先生に呼ばれたロボットで、「今度 脚を怪我して この病院に来たら、トムの脚と取り換える」と、「フレッド」に言う先生（※しかしフレッドは「カッコイイ」と言ってた）。なお、トムは、自分の脚は簡単に取り外せる模様。元々から この病院にいたのかは不明だが、「病院の先生」とは仲が良いロボットでもある。スポンジ・ボブの事を「スポンジマン」と呼んでおり、無限に脚を生やせるスポンジ・ボブに、脚を１つプレゼントされて、それを 「自分の右脚」にして とても気に入り大喜びして、はしゃぐという、お茶目な所もある。
ナース・バズーカ（Nurse Bazooka）
声：かぬか光明 / ケビン・マイケル・リチャードソン
『俺の脚は恋してる』に登場。筋肉ムキムキな体格。フレッドに好かれている。性別不明である（ただし原語版では大筋を持った女とされたことがある）。
バブルバスのママ（Mama Bass）
声：高橋里枝 / ディー・ブラッドリー・ベイカー
『バブルバスの引っ越し』から登場したバブルバスの母親。それまでの話では、「ドア越しに息子に怒る 声だけ」の出演だったが、正式に全身姿を見せて初登場してからは、親子での出番も少しずつ増えてきた。怒らせると怖い人であり、外見は バブルバスに「まつ毛」と「紫色の口紅」と「オレンジ色のモジャモジャヘアー」が加わったという、息子に よく似た姿であり、青色のジャージを着ている。しかし、体格は 息子より大きい。
『プランクトンとエサたち』では、「ママ本人」は、「息子に怒鳴る 声だけ」の登場だったが、「壁にある写真」では、ちゃんと「ママの顔」が映っていた。
『バブルバスのピッグロン』においては、イカルドの家よりも体を大きく ふくらませて、かなり大きなゲップを出して、イカルドの家を粉々にしてしまい、同時に「地上の海」まで吹き飛ばしてしまうという恐ろしさを見せる。
『キュートなQTパイ』では、「QTパイ」に、息子と共に食べられてしまうが、無事に外へ出られた。
『歯の妖精』では、台詞は無いものの、スポンジ・ボブが バブルバスの部屋の天井に ハマってしまい、抜け出せた際に、壊れた天井の 一部から、ソファーで うたた寝している様子を見る事が出来る。
ミルドレッド（Mildred）
『黒いレモネード』に登場した海蜘蛛。パトリックが、蜘蛛が大嫌いなイカルドを怖がらせるために、どこかから連れてきた。赤色の体をしており、かなり大きい。目玉が4つある。パトリックからは、「ニャンコちゃん」と呼ばれていた。
『夜のナイトバーガー』にも似ているキャラクター（ただ帽子を被っているだけで、名前はスキニー）が登場している。
受刑者（Convict）
声：奥田啓人
『俺の脚は恋してる』から登場した。スポンジ・ボブのせいで足を負傷した。
ミイラ（Mummy）
『マスタードを掘り当てろ』から登場した謎の老人。その正体はマスタード鉱山のマスタードを独り占めしようとした悪人だった。最後はスポンジ・ボブたちによってマスタードを掘り起こされ、全身に包帯を巻かれた本当のミイラになってしまった（本名はウォルター）。
ディラン（Dylan）
声：松野太紀
『パールの子守り』に登場したパールのボーイフレンド。上記のパールの友人の「マリーナ」と「ニキシー」と「ノクターナ」とも仲が良い。しかし、「海面飛び出しパーティー」でパールが浜に乗りあがってしまったのを見るやいなや、仲間達と共に、彼女を見捨て逃げ帰ってしまった。その後 パールは、イカルドの協力のおかげで、ディランに仕返しをする事に成功して、すっきりしたパールは、イカルドと共に笑っていた。なお、彼も 仲間達と共に「イカルドのクラリネットの演奏」と「歌声」を嫌がっている様子を見せていた。
ゴミ・ボット（Trash bot）
『お掃除サービス』から登場。オフィス内のゴミを掃除する、働き者な 自立式ロボット。「ゴミ～ゴミ～」と しゃべる。自分の頭の中に、集めたゴミを入れて、すぐに体内の炎で燃やしてしまう事が出来る。アームの手を出したり、回転ノコギリを出したり、相手をスキャンできる赤い光を出せる。スポンジ・ボブからは「ゴミ箱君」と呼ばれた。

ウニ閣下 と ダメツムリ （Sir Urchin ＆ Snail Fail）
声：上田燿司（ウニ閣下）、奥田啓人（ダメツムリ）/ ケビン・マイケル・リチャードソン（ウニ閣下）、トム・ケニー（ダメツムリ）
『図書館ってなあに？』から登場した、作中で放送されているアニメの「ウニ閣下とダメツムリのショー（THE SiR URCHiN ＆ SNAiL FAiL SHOW!）」の主人公のコンビであり、ウニ閣下は、モノクルを着けて 水色のシルクハットを着けた、手と足と目が 2つずつある外見で、ダメツムリは、緑色の体に 赤色の蝶ネクタイと まつ毛と ヤドカリのような「水色の殻」（白色の水玉模様がある）と 手と足と目が 2つずつある外見をしている。パトリックが大好きなアニメであり、当初は「ダメツムリ」が「ウニ閣下」に対して「花瓶などの物」で頭を叩くと、ウニ閣下が「お前って この～！」と怒り、ダメツムリが「どしたの～？」と とぼける、というコントのような やり取りを繰り返すというだけの番組だった。なお、パトリックに、テレビを投げられてしまった時は、2人とも「うわ～～！！」と叫んでいた。なお、今回はパトリックが「アニメの時間だよ！」と言いながら番組を見た。
『木の逆襲』でも、再登場を果たし、相変わらず パトリックの大好きなアニメとして放送されていた。しかし、言葉を話せる「パトリックの木」からは、「生まれて たった1日の俺でさえ、これが幼児向けの番組だって分かるぞ！」と言われて、この番組を とても悪く評価していたが、それでもアニメに夢中のパトリックに、「パトリックの木」は 呆れていた。
そして、彼らが3回目の登場を果たした、『ウニ閣下とダメツムリ』では、2人が主役となるエピソード回となる。今回は、この「ウニ閣下とダメツムリのショー」の番組が、ただのアニメ作品ではなく、作中で撮影されてる「実写のアニメ」という事が明らかとなり、パトリックだけじゃなく、スポンジ・ボブも「2人の熱烈な大ファン」と明かされて、パイナップルハウスに、2人の人形が飾ってある。今回は「歌詞付きの主題歌」も流れて、「ウニ閣下」は、初めて 一人称である「私」と言い、本格的な台詞を言いながら「貴重な美術品をコレクション」している設定として登場しており、「ダメツムリ」も、初めて 一人称の「私」と言い、相変わらず「ふざけた道化役」として登場して、本格的な台詞を言いながら登場。お互いの名前を言い合いながら登場した。しかし、本来の「ダメツムリ」は、「私が本物の役者と分かってほしい！」と、「真面目な役者になりたい」と思っている真面目な性格で、少し怒りっぽい性格でもあると判明した。生放送中に喧嘩してしまい、ダメツムリは「ああ喜んで！やめてやる！」と、胸の蝶ネクタイを投げつけて出ていき、コンビ解散となる。そして、「ウニ閣下」は、「タクシードライバー」になっていた（※ウニ閣下の台詞でも「相棒と5分前に別れてしまった」と言っていたのに、早すぎる仕事である）。しかし、大好きな「お笑いコンビ」を、何とか仲直りさせたいスポンジ・ボブとパトリックにより、一時的に「ウニ閣下」は「パトリック」とコンビを組むも、上手く行かず、「ダメツムリ」も「スポンジ・ボブ」に連れられて「老人ホーム」でショーを披露するも、老人達からブーイングの嵐で、上手く行かず。しかし、本物の舞台の「ビッグ・ビキニタウン・タレントショー」で、再会してしまった2人は、またしても大喧嘩してしまい、ウニ閣下の貴重な「モノクル」を壊してしまうダメツムリだが、いつもの「お前って この～！」と言うウニ閣下に、ダメツムリは「私が何だってんだ！？」と怒りながら、2人とも、お互いを「物で殴り合い」になるも、ステージでも やり取りを続けていたら、お客様から大盛況となり、2人は号泣しながら和解した。ダメツムリは「ネタは いつも通りで完璧だった。変えようなどとすべきではなかった」と反省するが、ウニ閣下は「やってみろよ。真面目な芝居もネタに取り入れてみよう。」と、ダメツムリに賛成した。しかし、一週間後に放送された「真面目なネタの場面」では、「実写の観客達」も「スポンジ・ボブ」も「パトリック」も、笑わずに 「しーん」となり、視聴者には不評だった。しかし、いつものノリの「お前って この～！」「どしたのであろうな？」という やり取りには、視聴者達は大爆笑していた。（※この時は、ウニ閣下は「新しいモノクル」を着けていた）。自分達を仲直りさせてくれたスポンジ・ボブとパトリックの事は、「我らの友人」と言って感謝していた。また、ウニ閣下とダメツムリも「友達同士」だと正式に明かされた。また、ダメツムリの家（※芝居のセットではなく、本物の家）も登場して、「紫色の巻貝（黄色の水玉模様が多くある）の屋根がある豪邸」に住んでいると明かされた。更には、「道化役」を演じる際にはある「まつ毛」は、普段は「驚いた時」にだけ出す事が判明しており、本来は、パトリックのように「黒くて太い まゆ毛」がある事が判明した。また、今回は「自分の背中の巻貝」に入れる事が明かされて、「老人ホームのステージ」から落ちてしまった際は、背中の巻貝が外れて、それにスポンジ・ボブが 落ちた時に入ってしまったので、取り外し可能だと明かされた。また、今回のパトリックは、いつもの「海水パンツ」の下に、「ウニ閣下の絵が細かく描かれている『ブリーフ』」を履いている事が判明した。
イカリーナ（Squidina）
声：吉元里謹→西岡璃南（パトリック・スター・ショー以降）/ ジル・ティレイ
『月のサンタクロース』から登場した、イカの女の子。サンディとは仲が良いが、パールとは、始めは仲が悪かったが、最終的に意気投合して、和解した。自信満々に、自分が「漫画オタク」である事を誇りに思っている程の オタクの鏡。『パトリックは新人くん』ではグーフィー・グーバーズで働いていた。
スピンオフ作品『パトリック・スター・ショー』ではパトリックの妹として登場する。
ウイルス（Virus）
声：かぬか光明
『カレンのウイルス』から登場。元々は、カレンの友人の女性コンピューター「ハンナ」に取りついていたウイルスだが、エサバケツ亭へ遊びに来て、カレンと お喋りしている最中に、風邪を引いたハンナから、カレンの体内に移されてしまった「コンピューターウイルス」。全身が赤色の、トゲトゲの「ゴムボール」の おもちゃのような見た目。いつも腹ペコ。スポンジ・ボブと和解して、彼に「食べるのに 300年もかかる」特別なカーニバーガーを作ってもらって 喜んでいた。 また、普通に言葉を話せる。
「カレンの体内」では「CGキャラ」として登場したが、外に出たら、普通の「アニメキャラ」として登場した。名前は「字幕表示」にて判明している。
イカルベス（Squidabeth）
声：ニケライ・ファラナーゼ
『夜のナイトバーガー』から登場する 夜のカニカーニのレジ係。
シャボンフレッド（Bubble Fred）
声：フレッドと同一
『シャボンタウン』で登場したシャボン玉のフレッド。セリフは「シャボン足が」のみ。
マーヴィン（動物管理官）（Marvin）
声：蓮岳大
『ゲイリーとスポット』から登場した。ペットを管理する管理者。
ドロドロン（Filthy Muck）
声：かぬか光明
全身がゴミと泥でできた怪物。外見がパトリックに似ているため、スポンジ・ボブたちから終始本人と間違われた。一度は洗われ消滅したが、後に復活した。
シトシト（Drizzle）
声：ふじたまみ / ディー・ブラッドリー・ベイカー
『迷子の雨雲』で登場した、両親からはぐれてしまった雨雲の子供。冷気を吐いて相手を凍らせることもできる。
ゲール・ドップラー（Gale Doppler）
声：ケンコー / ミスター・ローレンス
『迷子の雨雲』に登場したお天気キャスター。35年間ずっと予報を外さなかったが、シトシトによって予報を外されたため彼を抹消しようとした。また、スポンジ・ボブは彼のファンである。
スラッピー（Slappy Laszlo）
声：上田燿司→奥田啓人（シーズン13以降）/ トム・ケニー
掴みどころのない不気味な 黄色い魚の男。
『スポンジ・ボブの誕生日』でデビュー。サプライズパーティーに来て、「お祝いのバースデーケーキ」を持参して用意したが、自分で食べてしまった程の食いしん坊でもある。
当初は チョイ役だったが、シーズン13の『ノスフェラトゥの郵便物』からは、「ノスフェラトゥのお城の執事」という役割が与えられた。この話からは、頭が外れても 平気で歩く事が出来て、自分で手軽に頭の取り付けが可能となり、彼も モンスターのような存在としての登場となった。
続編となる話の『執事のスラッピー』では、見事に主役を務めている。
スポンジ・トム（SpongeTom）
声：ケンコー / トム・ケニー
『壊れためざまし時計』から登場
グーフィー・マネージャー（Goofy Manager）
声：上田燿司→奥田啓人 / ゲイリー・アンソニー・ウィリアムズ
『パトリックは新人くん』から登場したアイスの店「グーフィー・グーバーズ」の店主。支配人は仮の姿であり、裏では「グーブファーザー」としてアイス業界を牛耳り、競合相手を出し抜こうと暗躍している。
ルイ（Louie）
『灯台のルイ』に登場したカタツムリ。パフ先生の教習所の灯台を住処としており、そこで赤ちゃんカタツムリを育てていた。
パフ先生は「20年間」も、この灯台の掃除と片付けをしていなかったので、スポンジ・ボブに紹介されるまでは、「ルイ親子」が住み着いていた事を知らなかった。スポンジ・ボブにプレゼントされたので、パフ先生が ルイ親子の面倒を見てあげる事にした模様。
フリバティ・ジベット（Flibberty Gibbet）
声：吉元里謹
『伝説のギャル友』から登場した、イルカの女性。かつてはサンディ率いるギャル友のメンバーだったが、数年前に、喧嘩がヒートアップして脱退してしまった。パフ先生曰く「なぜ喧嘩になったかは誰も覚えていない」とのこと。当時のフリバティは、怒りまくりながら「ギャル友を 1人残らずに破滅させてやる！」と復讐を誓ったと、カレンが語る。
しかし、現在のフリバティ・ジベット本人は、ギャル友メンバー達には『とっくに許してる』と伝えたのに、最後まで話を聞いていなかった ギャル友のメンバー達は、フリバティが「まだ自分達 ギャル友を恨んでいて、自分達を 宣言通りに破滅しに来た！」と、誤解したまま 大急ぎで逃げてしまった。残念ながら、和解できなかった。
なお、彼女の事を初めて聴いた「ギャル友 新入り」のパールは、彼女の名前を「フリーダムナゲット」や「フリッパティージベレット」とも呼んでいたが、最後は ちゃんと正しく呼ぶ。
『キュートなQTパイ』では、「QTパイ」に食べられた住人の1人として再登場したが、最終的には 他の住人達と共に、外へ出られた。
サル（Sal）
声：上田燿司 / ギルバート・ゴットフリード
『エサが好き！』に登場した、「残飯バケツ亭」という店のオーナー。常連客のカーニに、エサを振舞っていたが、突如映画スターになると宣言し、店を畳んだ。同じ話で、彼の出演した映画が上映されて、カーニやスポンジ・ボブ達が 鑑賞していた。なお、カーニの事を「ユージーン」と呼ぶ、作中では 珍しい人物の1人でもある。
『幻のエピソード』にも容姿が酷似したキャラが存在する。
エサ（C.H.U.M.）（※集団名は「チャム」）
声：佐々木祐介
『プランクトンとエサたち』に登場した、「エサバケツ亭」から廃棄されたエサが下水道のガスと混ざることで形成される生物。自分の意思で動く事も、話す事も出来る、エサの『チャム族』集団達。下水道にある、とても汚い「エサの村」に住んでいる集団。
「創造主」であるプランクトンを病的に崇拝しており、プランクトンを「創造の神様」「ご主人様」と呼ぶ。
合体してプランクトンと共にカニカーニを襲ったが、スポンジ・ボブの手により再び下水道へ流された。
QTパイ（Q.T.-π）
プランクトンが作った、ヒヨコのリベンジ型ロボット。「あ〜あ！」というワードを感知すると狂暴なアヒルへと変貌し、周囲の人々を捕食し始める。
名前の由来は「かわい子ちゃん」を意味する「cutie pie」から。
カーベー（Wally）
声：加藤拓二 / ジェフリー・コムズ
『カーベー神殿』に登場した奇妙な男。以前は建築職人だったが、パイナップルハウスの壁紙に巻き込まれてしまい、以来壁裏に永住することになった。スポンジボブの靴音と笑い声に不快感を催している。
サリー（Sally）
声：吉元里謹 / ケイト・ヒギンズ
『スポンジ・ボブはタフガイ？』で登場。以前も アニメに登場した事がある「海底マッチョクラブ」のオーナーである チョウチンアンコウ の老女。しかし、サリーは 今回で初登場であり、スポンジ・ボブとも初対面となる。ウニが大量発生したせいで、カニカーニを「1週間」も休業する事になった間だけ、知り合い同士である「カーニ」に頼まれて、スポンジ・ボブを、ここの「フライ係」として迎え入れた。外見は、薄茶色の体に、「四つ葉のクローバーが付いてる赤色の帽子」を被っているのが特徴であり、両足もある。片目を閉じてる時もあれば、両目を開ける時もある。このクラブのオーナーなだけあり、彼女もタフな女性であり、とても元気があり、とても 厳しい所もある。始めは、スポンジ・ボブに対しても厳しかったが、最終的に、スポンジ・ボブの事を「クラブ 一の人気者」と認めて、正式に「ずっと雇いたい」と言うが、カーニに反対されて、彼と大喧嘩になる。しかしスポンジ・ボブは、やはりカニカーニで これからも働きたいので、クラブのメンバー達に別れを告げて、カーニと共に帰ってしまう。しかしサリーは、「カーニが スポンジ・ボブを 拐って行ってしまった」と勘違いして、他のクラブのメンバーと共に カーニを追いかけるのである。なお、サリーは、ここのクラブのメンバーである「パフ・ザ・タフ（パフ先生）」とも知り合い同士な事が判明している。なお、サリーの名前は、「字幕表示」と「エンディング クレジット」でのみ判明している。
タコ男（Tough Customer）
声：上田燿司
『スポンジ・ボブはタフガイ？』で登場した、「海底マッチョクラブ」のメンバーの1人である、リアルな 厳つい外見と顔をした、ピンク色の タコ。しかし、見た目とは裏腹に、しゃべり方は 優しくて 大人しくて、スポンジ・ボブが作った、このクラブの 大人気メニューの「クギまみれレンガ」を、美味しそうに食べていた。名前は、「字幕表示」にて判明した。
バーキー （Barkey）
声：奥田啓人、かぬか光明、上田燿司、宮田幸季、ケンコー
『木の逆襲』にて登場した。サンディが、ビキニタウン 初の「植樹祭」を開催するために、得意の科学の力で製造した、「海底でも育てられる木が育つ『特別な どんぐり』」により、誕生した。始めは、植木鉢に入った、普通の小さな木だったが、突然 普通に言葉を話すようになり、自分の事を「俺」と言う。口もあれば、両手もある。しかし、目は無い。サンディも、まさか 言葉を話せるとは予想外だったので、始めは かなり大喜びしていたが、やがて、「水を持って来い！」や「根っこに気をつけろ！」や「外は寒すぎるから誰かセーターを持って来い」など、態度がデカくなるようになるのを聴いて、サンディも「海水に強い木を作ったつもりなのに、強いのは『人への態度』だけ！？」と、うんざりしていた。 サンディが、植樹祭へ招待した「スポンジ・ボブ」と「パトリック」と「イカルド」と「カーニ」と「パフ先生」に、１人１つずつ渡して、スポンジ・ボブは、自分の木に「バーキー」と名前を付けてあげるが、バーキーの方は、スポンジ・ボブの事を「スカスカスポンジ」「穴ぼこ だらけのマヌケ」「こいつ」としか呼ばなかった。なお、他の仲間達も、同じように 自分を「俺」と言う個体ばかりで、バーキー以外の個体は、名前は明かされなかったが、やがては 植木鉢が壊れた事により、植木鉢に入っていた「どんぐり」から新しく生まれた子供の木も含めて、集団で自分の足で走りながら「自由だ～！」と言いながら、好き勝手に暴れまわり、住人達を追いかけたり、勝手に家に侵入したりしていて、「パフ先生の木」は、ボートを暴走運転していた。しかし、サンディが製造した「樹木 回復マシン」で、「パトリックの木」だった木が、加工されて「イス」に生まれ変わった事で、始めは怖がっていた 他の木達も、「自分達は 森のどこかで朽ち果てる運命だったはずなのに、生まれ変わって こんなにツルツルになったのは初めてだ！」と 「パトリックの木」が言うと、他の木達も 家具に生まれ変わりたくなり、自分からサンディのマシンに飛び込んで、「タンス」や「テーブル」などの家具に生まれ変われて、大喜びしていた。生まれ変われた事により、住人達と仲良くなる。なお、家具に生まれ変われても、自分の意思で 自由に動ける所と、イタズラ好きな個体がいる所は 変わらなかった。結局サンディは、来年からは「植樹祭をパスする」と決めたのである。なお、「エンディング クレジット」では、カニカーニの「客からの苦情係」を任されていた『カーニさんの木』だけがクレジットされていたので、「バーキー」の声優はメインキャラと同じである。また、「イカルドの木」だけが、唯一 ちゃんと 持ち主である「イカルドの名前」を呼んでおり、イカルドのクラリネットに対して「ひどすぎて耳障りだ！」とか「お前は才能ない！」と言っていた。
歯の妖精 （Tooth Fairy）　　
声：吉元里謹 / シリーナ・アーウィン
『歯の妖精』に登場。魚ではなく、人間に非常に近いデザインとなっていて、小麦肌に、茶髪のモジャモジャヘアーに、背中の羽と、白色の王冠と、緑色のドレスに 緑色のビーチサンダルに 緑色の瞳と、大きな出っ歯がトレードマーク。自分の代わりに歯を集めてくれたスポンジボブとパトリックを讃え、2人をアシスタントに任命して、手に持った「緑色の魔法の歯ブラシ」で、「ハミガキ ピカピカ～！」と呪文を言いながら ２人に「羽」を生やさせてあげた。おかげで２人は楽しそうに夜空の散歩が出来たのである。
ホットドッグレスラー （Hotdog Wrestler）
声：奥田啓人
『ママとパパの大騒ぎ』で登場した、まゆ毛が 両方とも太めの「ウインナーソーセージ」であり、全身 黄緑色の 筋肉ムキムキの大男。ヒゲのデザインは「ウドン」と同じで、顔が似ている。「覆面レスラーのプロレス場」のレスラー選手の1人であり、ここで レスラーの「エル・ムエルテ」という名前で 選手として出場していた「パトリック」が、「おいら腹ペコなのに！」と言うと、そんなパトリックに対して、「じゃあ ホットドッグは どうだ？」と言いながら、突然 背後に現れた選手である。パトリックよりも 大きな巨体をしている。今回は レスラーとして 強いパトリックと戦う事になったが、どちらが勝利したのかは、最後まで明かされなかった。しかしパトリックは、話の最後では 無傷だった上に ピンピンしていて、手には 「ホットドッグ」を１つ持っていたので、パトリックが戦いに勝利して、「ホットドックレスラー」から ホットドッグを 貰えた 可能性は高いと 言える。なお、彼の名前は「字幕表示」と「エンディング クレジット」にて、正式に判明している。
ペチュニア（Petinia）
声：夏葵 / ジェニファー・ティリー
『お花はいかが？』に登場。カニカーニの真向かいに建てられた「植木鉢フラワーショップ」のオーナーで、明るく気さくな女性。外見は、赤髪に、ピンク色の肥満体型の美女である魚で、首には真珠のネックレスを着けている。主に「じゃな～い？」や「な～い？」と言うのが 口癖。しかし その正体は、なんと「プランクトン」が造ったロボットであり、顔の中に 操縦席とレバーがある。誰かが操縦しなければ、動く事は不可能なロボット。
秘密のレシピを手に入れるため、カレンと協力しながら「ニセフラワーショップ」をオープンして、「気さくな ご近所さんに なりすまして、レシピを頂く作戦」を実行するために 造った。カレンも、「店の飾りである大きな『ヒマワリ』」に変装しながら、今回の作戦に協力的だった。 しかしプランクトンは、途中から 本気で「花のアレンジメント」を楽しんだり、「配達の時間」には ハミングを唄いながら自転車に乗り、住人達に花を配り、「アンチョビの花嫁さん」に、注文された花束を届けていた。更には「レシピを奪う計画を しばらく延期して『花売りの仕事に集中する』」と言いだし、「お客を笑顔にするのが大好き」とか「俺様の新しい夢だ！」と言い、すっかり夢中になってしまう。しかし、作戦を完全に忘れていた彼は、間違えて 当初「カニカーニを爆破させるための『ダイナマイト』入りブーケ」をカーニに渡してしまい、まだまだフラワーショップを続けたいために 回収に行くも、結局 自分の店の前で爆発してしまい、ペチュニアも 壊れてしまったので、諦めて自分から「店じまい」にして、リモコンのボタンを押して、店の建物である「植木鉢」のボディーの下に隠された「いつも通りの」エサバケツ亭に戻して、カーニに「また秘密のレシピを頂きに行く！」と宣言した。　なお、イカルドは 本気でペチュニアに「一目惚れ」してしまい、彼女の気を引きたくて「1日で４回も」花を買いに行ったり、「彼女は 自分と同じ完璧主義者」と評価したり、「彼女の事が好きじゃ～！」と言い、彼女に「わしと結婚して・・・」とプロポーズしている最中に、ダイナマイトが爆発してしまい、ペチュニアが プランクトンだと分かってしまうと、ショックのあまりに、目を丸くしながら 自分から砂の中へ 潜ってしまった。ある意味で、あのイカルドを惚れさせてしまう程の美女だった ペチュニアを造ってしまった プランクトンの才能は、凄いと言えるであろう。現に、プランクトンも イカルドが ペチュニアに惚れてしまったと分かると、カレンに「この変装をしていると、えらく危険だな。」と言っていた程。
カーニは、ペチュニアが プランクトンだと分かる前は、ペチュニアを「すてきな人だな。」と評価していた。

## 歴史編
原始時代や西部開拓時代など、様々な時代に暮らすスポンジ・ボブやパトリックの先祖や子孫たち。活躍している人物もいる。このキャラクターは全て昔から死亡している（含まないのはスポンジトロンとパトロンのみ）。
イカール（Squog）
声：イカルドと同一
『原始のスポンジ・ボブ』で登場したイカルドの先祖。モデルは原人。
パタール（Patar）
声：パトリックと同一
『原始のスポンジ・ボブ』で登場したパトリックおよびゲイリーの先祖。モデルは原人。
先史時代のゲイリー（Prehistoric Gary）
声：ゲイリーと同一
『原始のスポンジ・ボブ』で登場したパトリックおよびゲイリーの先祖。今のゲイリーより体が大きく、イカールを踏み潰そうとした。歩き進んだ後はヌルヌルとした粘液の跡がつく。そしてイカールはその粘液で滑った。
スポンジ・トロン（Sponge Tron）
声：トム・ケニー / 鶴博幸
『タイムマシーン』で登場したスポンジ・ボブの子孫。スポンジ・ボブと同じ外見をしているが、機械的な体を持っている（自己紹介の際にロボット口調になったり、ネクタイを引っ張ると従業員の帽子から手が出てきたりなど）。他にもスポンジ・ボブと同じ顔をしている3兄弟も登場する。
パトロン（Patron）
声：ビル・ファッガーバッケ / 谷育子
『タイムマシーン』で登場したパトリックおよびゲイリーの子孫。パトリックと同じ顔をしているが、頭は2つに結合している。
カーニ王（King Krabs）
声：カーニと同一
『ドラゴン対スポンジ騎士』で登場したパール姫の父親。カーニおよびパールの先祖の一つ。性格は今のカーニと良く似ている。
イカルドリ・テンタクルズ（Squidly Tentacles）
声：イカルドと同一
『ドラゴン対スポンジ騎士』で登場。イカルドの先祖の一つ。
中世のサンディ（Medieval Sandy）
声：サンディと同一
日本国外の名称では「ザ・ダーク・ナイト（The Dark Knight）」と表記される。
『ドラゴン対スポンジ騎士』で登場。最初はシルエットの姿をしていたが、その正体はサンディだった。サンディの先祖の一つ。
プランクトナモル（Planktonamour）
声：プランクトンと同一
『ドラゴン対スポンジ騎士』で登場した中世のプランクトン。老人風の顎髭が特徴。プランクトンの先祖の一つ。現在では悪役をしている。
カレン・ザ・クリスタルボール（Karen the Crystal Ball）
声：カレンと同一
『ドラゴン対スポンジ騎士』で登場した中世のカレン。一度だけ登場する。カレンの先祖の一つ。夫と同様に現在では悪役をしている。
ドラゴンクラゲ（Dragon Jellyfish）
声：クラゲと同一
『ドラゴン対スポンジ騎士』で登場したドラゴンの尾を持つ巨大クラゲ。朱色の稲妻で建物や人などを焼き尽くす攻撃を行っている。
パール姫（Princess Pearl）
声：パールと同一
『ドラゴン対スポンジ騎士』で登場したカーニ王の長女。カーニおよびパールの先祖の一つ。
パトリック・リリアン
声：ビル・ファッガーバッケ / 谷育子
『西部のならず者』で登場したパトリックの先祖。街の住民に、空腹の人食いハマグリが襲ってくることを知らせたが、誰も耳を貸さずにいた。
サンディの大叔母
『西部のならず者』で登場したサンディの先祖。サンディ曰く「石油を最初に発見したリス」。
スポンジバック・スクエアパンツ（SpongeBuck SquarePants）
声：トム・ケニー / 松野太紀
『西部のならず者』で登場したスポンジ・ボブの先祖。
ウィリアム・カーニ（William Krabs）
声：クランシー・ブラウン / 奥田啓人
『西部のならず者』で登場したカーニおよびパールの先祖。
ホパロング・テンタクルズ（Hopalong Tentacles）
声：ロジャー・バンパス / 納谷六朗
『西部のならず者』で登場したイカルドの先祖。
ペコス・パトリック・スター（Pecos Patrick Star）
声：ビル・ファッガーバッケ / 谷育子
日本語吹き替え版では、スポンジ・バッグに「マヌケくん」と呼ばれている。
『西部のならず者』で登場したパトリックの先祖。
デッド・アイ・プランクトン（Dead Eye Plankton）
声：ミスター・ローレンス / 松浦チエ
『西部のならず者』で登場したプランクトンの先祖。
ポレネ・パフ（Polene Puff）
声：谷育子
『西部のならず者』で登場したパフ先生の先祖。

## ヒーローオリジナルキャラクター
マーメイドマンとフジツボボーイシリーズや劇場版2に登場するスーパーヒーローのキャラクターのこと。時々、同名のキャラクターが存在するが、いずれも別人である。
マーメイドマンとフジツボボーイシリーズでは、シーズン3の『フジツボ・ボーイの逆襲』、シーズン7の『悪者クラブ』、シーズン9の『パトリックマンは正義の味方？』、シーズン10の『ヒーローごっこ』の中で登場したヒーローのキャラクターのこと。劇場版2では、『スポンジ・ボブ 海のみんなが世界を救Woo!』にて登場した力持ちのスーパーヒーロー。その他のキャラクターの一つではなく、メインキャラクターたち（スポンジ・ボブ、パトリック、イカルド、サンディ、カーニ、プランクトン）が変身したヒーローのキャラクターであること。ゲームでも登場する。

### マーメイドマンとフジツボボーイ
ザ・クイックスター（The Quickster）
声：スポンジ・ボブと同一
『フジツボ・ボーイの逆襲』にしか登場しない。スポンジ・ボブがコスチュームを身につけた姿。目にはガラスでできたゴーグルをかけており、耳と靴の部分には天使の翼を身につけている。遠くへ走ることができるが、空を飛ぶことはできない。イメージカラーは青。最後はキャプテン・マグマの溶岩で頭が燃えあがり、動きを数回転しながら溶岩を消そうとしたが、体まで燃えてしまい、靴だけが残っていた。
キャプテン・マグマ（Captain Magma）
声：イカルドと同一
『フジツボ・ボーイの逆襲』にしか登場しない。イカルドがコスチュームを身につけた姿。頭にはクラカタウ式の火山を付けている。時間が立つと、頭の火山が噴火をする。イメージカラーは赤。2回目の噴火後、溶岩はザ・クイックスターの頭に当たってしまう。最後はマーメイドマンの水玉攻撃（ウォーターボール）を受けてしまい、体が真っ黒な粉になってしまった。
ザ・エラスティック・ウエストバンド（The Elastic Waistband）
声：パトリックと同一
『フジツボ・ボーイの逆襲』にしか登場しない。パトリックがコスチュームを身につけた姿。目には鉄のゴーグルをかけており、エイリアン風の格好である。手足や頭を伸ばしたりすることができ、最も力がある。イメージカラーは緑。最後は燃えてしまったザ・クイックスターを止めようとしていたが、ザ・クイックスターのスピードが強過ぎて止めるのに失敗し、大切な腕が絡まってしまった。
ミス・アピール（Miss Appear）
声：サンディと同一
『フジツボ・ボーイの逆襲』にしか登場しない。サンディがコスチュームを身につけた姿。容姿はカンフーのような服装のアレンジとなっている。忍者のように、自分の姿を消すことができる。イメージカラーは紫。最後は自分の姿を消しながら歩いていたが、船にぶつかって看板を壊して崖から突き落とされてしまった。
パトリックマン（Patrick Man）
声：パトリックと同一
『パトリックマンは正義の味方？』にしか登場しない。アイスクリーム・コーンの帽子と青い手袋とブリーフを身につけたパトリック。腹にはPの逆にした謎のアルファベットが付いている。ロシア文字の『x』とほぼ同じである。
マーメイド・ボブ（Mermaid Pants）
声：スポンジ・ボブと同一
『ヒーローごっこ』で登場。スポンジ・ボブがマーメイドマンに扮した姿。ドクター・ワルグチ、キャプテン・ケチンボと対決した。『マン・レイのバカンス』でもこの姿でマン・レイと対決した。
フジツボパトリック（Barnacle Star）
声：パトリックと同一
『ヒーローごっこ』で登場。パトリックがフジツボボーイに扮した姿。『マン・レイのバカンス』でもこの姿で戦った。
ドクター・ワルグチ（Doctor Negative）
声：イカルドと同一
『ヒーローごっこ』にしか登場しない。イカルドが悪役に扮した姿。ヒーローごっこに半場強引に参加させられる。この名前はマーメイド・ボブらが呼んでいたもの。最後は二人を油の中へ落として倒そうとするが失敗し、自分が油の中に落とされた。
キャプテン・ケチンボ（Captain Tightwad）
声：カーニと同一
『ヒーローごっこ』にしか登場しない。カーニが悪役に扮した姿。元はマーメイドマンとフジツボボーイの漫画に登場するキャラクターである。衣装は自分で用意していた。最後はドクター・ワルグチと共に油の中へ落とされた。
プレーニング・マンティス・ヴィラン（Praing Mantis Villain）
オープニングに登場。特にカマキリ型のロボットである。また、DVD『ヒーローがいっぱい』ではメニュー画面のイントロに登場（収録はされていない）
ジャンボ・シュリンプ（Jumbo Shrimp）
声：ディー・ブラッドリー・ベイカー╱奥田啓人
『悪者クラブ』にしか登場しない。最初は大筋で覆われたエビだが、リアル的には青い仮面をかぶった伊勢エビとなっていた。なお、『フジツボ・ボーイの逆襲』ではエビキラーというキャラクターが（会話の中で）登場しているが、全く別人である。

アトミック・フランダー（Atomic Flounder）
声：ディー・ブラッドリー・ベイカー
『悪者クラブ』にしか登場しない。最初は怒った顔で平べったい体をしているカレイだったが、リアル的には筋肉で覆われた目が出ているサメとなっていた。『マーメイドマンとフジツボボーイII』にも同名のキャラクターが存在する。
シニストラ・スラグ（Sinister Slug）
声：ディー・ブラッドリー・ベイカー╱奥田啓人
『悪者クラブ』と『幻のエピソード』にしか登場しない。最初は怒っている緑色のナメクジだったが、リアル的には恐怖の顔をした白っぽいナメクジとなっていた。『幻のエピソード』ではポスターとして登場している。
ザ・エラスティック・ウエストバンド（The Elastic Waistband）
声：ディー・ブラッドリー・ベイカー╱奥田啓人
『悪者クラブ』にしか登場しない。金髪の髪を持つ人間のおじさん。痩せ目で筋肉で覆われている。『フジツボ・ボーイの逆襲』にも同名のキャラクターが存在する。
プロフェッサー・マグマ（Professor Magma）
声：トム・ケニー
『悪者クラブ』にしか登場しない。マグマというより泥のイメージのキャラクターとなっている。
ミス・アピール（Miss Appear）
声：シリーナ・アウィーン／松浦チエ
『悪者クラブ』にしか登場しない。力持ちの人間のおばさん。
「字幕表示」と「エンディング クレジット」では、『ミス・アピアー』という名前で登場している。
『フジツボ・ボーイの逆襲』にも同名のキャラクターが存在する。
ザ・パイライト・ポンデラー（The Pi-Right Pounderer）
アニメではなく、絵本で登場する。声優は無し。
ハンド・クリーチャー（Hand Creature）
上記と同じで絵本で登場する。声優は無し。

### 劇場版2
インヴィンシバブル（Invincibubble）
声：スポンジ・ボブと同一
日本語吹き替え版では「ムテキノバブル」と名乗っている。
シャボン玉で攻撃したり空を飛ぶヒーローに変身したスポンジ・ボブ。体が大きく、腹筋が割れている。最後はバーガー・ビアードの鉄球攻撃にやられてしまった。
サー・ピンチ・ア・ロット（Sir Pinch-a-Lot）
声：カーニと同一
カニ型ロボットおよびサイボーグに変身したカーニ。唯一吹替版では他のメンバーにヒーローとしての名前が呼ばれるどころか、本人も作中で名乗っていないため、吹替版でのヒーローネームは不明。体は鉄でできており、足はロケットのようなものになっている。手はロケットパンチのように飛ばすことができる。最後はバーガー・ビアードの溶かしたバターの攻撃を受けてしまった。
ソルト・ノート（Sour Note）
声：イカルドと同一
日本語吹き替え版では、スポンジ・ボブに「イカンゾー」と呼ばれている。
クラリネットの音で攻撃するヒーローに変身したイカルド。スポンジ・ボブと同様に筋肉が割れている。「イカンゾー」と呼ばれていた。足の数が4本から2本になったことで、実際的に人型である。
ミスター・スーパーアウサムネス（Mr. Superawesomeness）
声：パトリックと同一
日本語吹き替え版では、スポンジ・ボブに「ミスター・キラキラスター」と呼ばれている。
アイスクリームを操るヒーローに変身したパトリック。体は太ったままだが筋肉で覆われている。『パトリックマンは正義の味方』のパトリックマンとよく類似的な容姿をしているが、背中には小さなマントがある。最後はイチゴ味、バニラ味、チョコレート味、ミント味のアイスクリームでバーガー・ビアードを狙って攻撃をしていたが、うちかわされて自分の方に攻撃を仕掛けられた。スポンジ・ボブを助ける場面もある。
プランク・トン（Plank-Ton）
声：プランクトンと同一
日本語吹き替え版では「プランク・メガトン」と名乗っている。
巨大化に変身したプランクトン。
ザ・ロデント（The Rodent）
声：サンディと同一
日本語吹き替え版では「キューティー・サンディ」と名乗っている。
実写のリスに変身したサンディ。服装は無し。種を口の中に飲み込んで、吐く攻撃をおこなった。

## 劇場版オリジナルキャラクター
各エピソードではなく、映画の中で登場した新しいキャラクターのこと。そして、サイクロプス、デヴィッド・ハッセルホフ、バーガー・ビアード、バブルズ、カイル、カモメといったキャラクターは実写版で参照しているため含まれていない。
劇場版1では、『スポンジ・ボブ/スクエアパンツ ザ・ムービー』に登場するキャラクターのこと。劇場版2では、『スポンジ・ボブ 海のみんなが世界を救Woo!』に登場するキャラクターであること。劇場版3では、『スポンジ・ボブ: スポンジ・オン・ザ・ラン』に登場するキャラクターであること。

### 劇場版1
ミンディ（Mindy）
日本国外の名称では「ミンディ姫（Princess Mindy）」と表記されるが、日本版のビデオにも「ミンディ姫」と書かれる場合もある。フルネームは「ミンディ・ネプチューン（Mindy Neptune）」。
声：北西純子 / スカーレット・ヨハンソン
人魚姫。ネプチューン王の長女で、本人曰く「未来の女王」。父とは対照的に思慮深い。スポンジ・ボブとパトリックに魔法の風の袋を渡し、彼らを信じて町を救うことを命じる。パトリックが一目惚れした。また、「スポンジ・ボブのバースデーパーティ」の招待客としても登場した。
フィル（Phil）
声：朝倉栄介 / ディー・ブラッドリー・ベイカー
スポンジ・ボブの夢の中に登場したピンク色の金目鯛。家族は妻、子供（二人）。チーズ・バーガーを頼んだとき、チーズが入っていなかった。TVシリーズでは彼に似た魚も登場しているが、別人である。
グーフィー・グーバー・ウェイター（Goofy Goober Waiter）
声：大西健晴、上田燿司（TVシリーズ）/ ディー・ブラッドリー・ベイカー
落花生（ピーナッツ）のキャラクター、グーフィー・グーバーのアイスクリームボートの店員。深夜、スポンジ・ボブがカーニに子供扱いされてしまった後、この店にやってきた。この店では、子供向けの方が多いが、大人も一応来ることもある。また、グーフィー・グーバーの歌もある。
フロイドとロイド（Floyd and Lloyd）
声：山口登（フロイド）、駒谷昌男（ロイド）/ ディー・ブラッドリー・ベイカー（フロイド）、ミスター・ローレンス（ロイド）
ビキニタウンから離れたガソリンスタンドの店員である二人組。バーガーカーに乗っていたスポンジ・ボブとパトリックのことを子供扱いして笑っていた。次として、シェルシティへ行くと言った時も爆笑していた。さらにスポンジ・ボブとパトリックに境界線をこえて10秒も持たないと言っていた。ラストでは、バイクに乗っていた殺し屋デニスが現れ、その時も再び爆笑するが、殺し屋デニスに唇を引っ張られてしまう。
酒場の魚たち
声：斎藤志郎、納谷六朗、駒谷昌男、大西健晴、山口登
「Thug Tug」に居る獰猛なサメやエビなど。青い身体で眼帯をつけているのがリーダー。「シャボンで遊ぶガキ共は魚の大人たちにボコボコに打ちのめされるべし」という掟がある。見た目は悪そうに見えるが、スポンジ・ボブたちにほとんど悪さをするつもりはなかった。およそ25名が存在する。後はDJと双子も登場する。
ボート・ジャッカー（Boat Jacker）
ガソリンスタントから100m離れた所で待っていた黒い仮面を被っていた男。バーガーカーに乗っていたスポンジ・ボブとパトリックがバーガーカーから出て、バーガーカーを借りて乗り始めた。「Thug Tug」に到着後は、バーガーカーの鍵はズボンのポケットに入れていた。パトリックがその鍵を手に入れようとしていたが怖がっていた。ただし悪者ではなく良い者である。ビデオゲームではボスとて登場するが、仮面の色は黒ではなく赤となっている。
リーダー（Leader）
日本国外の名称では「ヴィクター（Victor）」と表記される。
「シャボンで遊ぶ餓鬼共は魚の大人たちにボコボコに打ちのめされるべし」という掟があり、外に出ようとするスポンジ・ボブとパトリックを呼び、全員そろって横に並ばせ、グーフィー・グーバーの曲を鳴らす特徴を持っている。ただし、我慢をしているスポンジ・ボブとパトリックがグーフィー・グーバーの歌を歌おうとするが、急に結合した双子が現れる。ラストでは、石鹸液の泡を吹いた殺し屋デニスにも「シャボンで遊ぶ餓鬼共は魚の大人たちにボコボコに打ちのめされるべし」という掟を言っていたが、最後は殺し屋デニスに高く殴り倒され、店と共に沈んでいった。
双子（Twins）
頭が二つで体が結合している双子の魚である劇場版オリジナルキャラクター。グーフィー・グーバーの歌を歌うことも好きである。犯人は双子と同時に自分の顔を指で差し、その後は魚の大人たちにボコボコに打ち懲らしめられた。その際にスポンジ・ボブとパトリックが外に出て、ボート・ジャッカーのポケットの中にあったバーガーカーの鍵を手に入れることができた。
殺し屋デニス（Dennis）
日本国外の名称では「デニス・ザ・ヒットマン（Dennis the Hitman）」と表記されるが、原語版では「殺し屋デニス」ではなく「デニス」と名乗っている。名刺に書かれていた「デニス・ｃ・スタッド（dennis c stadd）」が本名。
声：辻親八、奥田啓人（『キャプテン・タンサイボウ』のみ）/ アレック・ボールドウィン、フレッド・タタショア（ビデオゲーム）
プランクトンに雇われた殺し屋で、「王冠を盗んだことがバレると困る」からスポンジ・ボブとパトリックの命を狙う。身長2mを超える巨体とカウボーイルックスが特徴（ただし、馬ではなくバイクに乗っている）。スパイクのトゲでスポンジ・ボブたちを踏み潰そうとするが、サイクロプスの靴に踏まれる。その後、再び登場し、デヴィッド・ハッセルホフの背中の上でスポンジ・ボブと対戦するが、ラストでは、ハッセルホフが避けた船にぶつかり死亡した。ビデオゲームでは、ボスとして登場する。『ボクは警察官』にて指名手配されていたことが明かされた。
フラッグフィッシュ（Frogfish）
声：谷育子 / シリーナ・アーウィン
体が赤くて鋭い歯を持つアンコウ。シェルシティにあるアイスクリーム屋のお婆さんで、そのスポンジ・ボブがチョコレート味のアイスクリームを触り、持って行く所でスポンジ・ボブの掌が粘液でくっついて取れなくなった。お婆さんの正体はアンコウの舌であり、スポンジ・ボブたちは怖がっていた（猫型のようなものも怖がっていた）。ラストでは、スポンジ・ボブたちが乗っていたバーガーカーを食べるが、その後は真っ黒な巨大ウナギに食べられてしまった。ビデオゲームでは、ボスとして登場する。日本語読みでは「カエルアンコウ」。
トレンチモンスターズ（Trench Monsters）
声：大西健晴、駒谷昌男、山口登など
シェルシティの崖の下にいる謎の怪物。日本語版では「シェルシティーのモンスター達」と名乗っている。性別はオスとメスが居る。ただし、悪い怪物ではなく良い怪物で、スポンジ・ボブたちと一緒に「僕らは大人」という歌を歌う。『夜のナイトバーガー』では招待客として登場。モンスターの種類はたくさん居る。

### 劇場版2
イカノサウルスレックス（Squidasaurus Rex）
声：イカルドと同一
パトリックが乗ったタイムマシンで現代に来た恐竜。一見すると凶暴だが、暴動を起こすビキニタウンの住民たちに対して「わしよりずっと原始的なことをしとるわい」と呆れていた。最終的には過去に戻れなくなったためそのまま現代に残った。ゲームでも登場する。
アイスクリームボーイ（Ice Cream Boy）
声：ディー・ブラッドリー・ベイカー
チョコ＆バニラミルク味のソフトクリームをモチーフとした少年。スポンジ・ボブの心の中で登場。プランクトンはこの世界が嫌で、「目が虫歯になりそう」と言っていた。
アイスクリームガール（Ice Cream Girl）
声：ジル・ティレイ
アイスクリームボーイの友達。スポンジ・ボブの心の中で登場。
ワッフルボーイ（Waffle Boy）
ワッフルをモチーフとした少年。スポンジ・ボブの心の中で登場。
シロップガール（Syrup Girl）
メープルシロップをモチーフとした少女であり、ワッフルボーイの友達。スポンジ・ボブの心の中で登場。

### 劇場版3
ポセイドン王 (King Poseidon)
声：赤坂柾之 / マット・ベリー
アトランティックシティの失われた都市の王で、3000年も生きている。性格は無駄、華やかで自己中心。顔のしわのためにカタツムリから多くのスライムを使用。
プランクトンがゲイリーを誘拐する助け。スポンジ・ボブたちをダンジョンに連れて行き、閉じ込め。最終はスポンジ・ボブたちに敗れ、心変わりし始めカタツムリたちを解放。

## 実写キャラクター
実写キャラクターとは、TVシリーズや劇場版でよく登場する地球内の人間の世界のキャラクターのこと。たまにアニメ版で登場する場合もある。

### 実写パート
海賊パッチー（Patchy the Pirate）
声：納谷六朗→上田燿司（シーズン10以降）/ 演：トム・ケニー
『飛べ！トリおとこ』や『オバケ船員』の実写パートの主役。スポンジ・ボブファンクラブ会長だという。読者のファンレターを読んだりする。ポッティーに文句を言われたり、大砲で撃たれたりなどしばしば被害にあっている。片手は義手。『親友?それとも敵?』では、自分はトマトにアレルギーを持っていることを明かしている。『ネプチューン・ムーン』ではスポンジ・ボブが住んでいるビキニタウンの真上にいた。「クリスマスって誰？」に登場する「匿名希望くんから」と「モザイク入れてね」の2セリフだけ日本語版の声優が奥田啓人に変更されている。20周年記念作品『スポンジ・ボブの誕生日』では、最後の最後にビーン大砲でビキニタウンの象徴の小島に行けることが判明したため、（頭だけではあるが）スポンジ・ボブに会えた。その後、スポンジ・ボブのお願いでオープニングテーマの替え歌を歌った。その後のシーズン13では普通にイラストで描写されてスポンジボブの世界観と共存することもあった。
ポッティー（Potty the Parrot）
声：奥田啓人 / 演：ステファン・ヒーレンバーグ→ポール・ティビット→ミスター・ローレンス
パッチーの海賊仲間のオウム。操り人形ぽく見えるオウムの縫いぐるみ。『クリスマスってだれ?』では、パッチーに糸を引っ張られ、操演スタッフが落ちたことがある。原語版の声は原案者が演じている。
劇場版1にも登場するが、こちらは縫いぐるみではなく本物のオウムが登場する（最初は縫いぐるみという設定になっていた）。海賊ペインティーと一緒にいることも描かれている。
海賊ペインティー（Painty the Pirate）
声：納谷六朗→奥田啓人 / 演：パトリック・ピニー
テーマソングを歌う海賊。『スポンジ・ボブとアトランティス、行きたいんデス』や、『スポンジ・ボブvsバーガーガジェット』では物語のナレーションをしており、稀にエピソードの中で登場することもある。
登場するのは絵のみがほとんど多いだが、劇場版1ではペインティー本人（オープニングや映画を見たシーン）が登場する。
ザ・チーフ（The Chief）
声：納谷六朗→上田燿司（『泥沼の名コンビ』のみ）/ 演：マーティン・オルソン
『フジツボ・ボーイの逆襲』に登場した人間。放送開始20周年記念作品『スポンジ・ボブの誕生日』では、マーメイドマン、フジツボボーイ、マン・レイ、ダーティ・バブルのフィギュアと共に写真出演した。『泥沼の名コンビ』では、バブルバスの空想シーンで登場し、ヒーローの一員であるワンダー・ホエールの行方をヒーローたちに伝達していた。また、スポンジ・ボブとパトリックのフィギュアを集めるのが趣味らしい。
サンタクロース（Santa Claus）
声：奥田啓人（クリスマスってだれ?）→納谷六朗（スポンジ・ボブのクリスマス）→佐々木祐介（月のサンタクロース以降）/ マイク・ベル（シーズン2）、ジョン・グッドマン（シーズン8）、ルイス・ブラック（シーズン11以降）
『クリスマスってだれ?』から『スポンジ・ボブのクリスマス』まで登場。
ミスター・パイレーツソン（Mr. Pirateson）
声：奥田啓人 / 演：ビル・ファッガーバッケ
『親友?それとも敵?』にて登場。「The Poop Deck （和訳：船尾楼甲板）」の店員である海賊。不真面目な部下であるパッチーが、悪ふざけをするポッティーに狙ってハンバーグを投げつけたが、偶然通りかかったパイレーツソンの顔面に当たってしまい、パッチーはクビになった。
バーガー・ビアード（Burger-Beard the Pirate）
声：斎藤志郎、納谷六朗（特報）/ 演：アントニオ・バンデラス
劇場版2に登場した謎の黒幕。世界征服を目論んで企てる海賊（海ではなく、地上に船を置く）。ページに何か書き込むと書き込んだ内容が思い道理の展開になる本を手に入れ、それを使ってカーニバーガーの在庫とレシピを盗んでハワイ州に店を立てて儲けたが、スポンジ・ボブたちに邪魔され、彼らと戦っている途中で本をグリルに落とし、のちに巨大化したプランクトンとヒーローになったスポンジ・ボブの共同攻撃に敗れる。プランクトンにレシピを渡し、プランクトンに遠くの島まで蹴飛ばされた。エンディング前では、カイルに頼まれてスポンジ・ボブのテーマソングを歌った。

### 本人
トム・ケニー（Tom Kenny）
声：奥田啓人 / 演：同じ（トム・ケニー）
原語版のスポンジ・ボブの声を担当する声優本人。『ネプチューン王のへら』でネプチューン王にスポンジ・ボブとの勝負に勝った時の景品を見せようとした時、誤ってケニーのシャワーをしているシーンを見せられた。また、『風邪ひきスポンジ・ボブ』では風邪をひいたスポンジ・ボブを治療するときにシャワーをしているケニーの背中を洗うシーンにも出演していた。ケニーは他にも、ゲイリーや本作のナレーター、クラゲなどの声も当てている。
デイビー・ジョーンズ（Davy Jones）
声：落合弘治 / 演：同じ（デイビー・ジョーンズ）
『スポンジ・ボブとビーーッグウェイブ』にてスペシャルゲストとして出演(出演当時62歳)。海の中に登場する人間であり、さまよえるオランダ人に向かって悪臭な靴下を投げる(デイヴィ・ジョーンズの監獄を連想させるパロディ)ことが特技である。靴下を投げた後は、「デイドリーム」という曲が使用された。
デヴィッド・ハッセルホフ（David Hasselhoff）
声：加藤亮夫 / 演：同じ（デヴィッド・ハッセルホフ）
劇場版1の本人役(出演当時52歳)。劇場版1では、浜辺で出会ったスポンジ・ボブとパトリックをビキニタウンへ送り届けた。その後は、ネプチューン王の火炎放射が王冠を防御し上昇したせいで、海に浮かんでいたハッセルホフは体が黒焦げになった。放送開始20周年記念作品『スポンジ・ボブの誕生日』にも登場。ボートを漕いでいたが、潜水艦によって溺れた。この際、体がずぶ濡れになり「おったまげたぜ!」と叫んだ。さらにはスポンジ・ボブたちが乗った水槽で足を踏まれ、偶然通りかかった海賊パッチーが足を踏んだと勘違いし、怒りながら「火山に住むことにする!その方が安全だ!」と叫んだ。
P!NK
声：下田レイ / 演：同じ（P!NK）
スポンジ・ボブ放送開始10周年記念作品『スポンジ・ボブの真実』に登場。海賊パッチーが司会を務める番組のゲストとして登場するはずだったが、パッチーはゲストがスポンジ・ボブだと勘違いをした上、スポンジ・ボブ本人が来ていないということを知り、怒って番組から逃げて自ら会いに行こうとする(結局会えることはなかった)。それが原因で番組の出演が遅延してしまうものの、披露する楽曲のリハーサルをした。披露曲は「We've got scavy」。

### その他
幽霊ロボット（Live-action robot）
『ロボットカーニ』から登場。昨夜、スポンジ・ボブがテレビで見た蟹型の巨大ロボット。テレビでは人を追いかける出演をしていたが、寝る前はスポンジ・ボブを追いかける出演をするため、今朝になると「幽霊ロボット」の映画を見たスポンジ・ボブとイカルドがカーニをロボットと勘違いする回になった。
カーニをロボットと勘違いする理由は、カーニがロボットの音楽を聴いていたためかロボットのように踊っているから。
雪ダコ（Abominable Snow Mollusk）
声：納谷六朗 / ディー・ブラッドリー・ベイカー
『雪山のレース』から登場。その名の通り、雪国に現れる巨大なタコの怪物。海軍にいたカーニがかつて戦った相手。パトリックのお菓子を気に入る。アニメではなく実写(クレイアニメの人形)として登場。
ハンス（Hans）
声：納谷六朗→奥田啓人、上田燿司 / トム・ケニー
シーズン1からシーズン3まで登場し、『風邪ひきスポンジ・ボブ』などで登場した謎の人間の手である。風邪をひいたスポンジ・ボブを治療するときにシャワーをしているケニーの背中を洗ったり、自動車をスポンジで綺麗にしたり、皿を洗ったりする場面などにも出演していた。他にも登場しており、『ニセ カーニさん』では、カーニを食べようとする出演も演じている。オープニングにも少しだけ登場している。
ゴリラ（Gorilla）
声：奥田啓人 / フランク・ウェルカー
『外は危険がいっぱい』から『クラゲ畑を取り戻せ!』まで登場した本物のゴリラ。時々海の中にも現れる。『外は危険がいっぱい』におけるゴリラは、パトリックがゴリラの着ぐるみを着たが、さらに偽者のパトリックが現れた。ゴリラの着ぐるみを着たパトリックは本物のパトリックで、偽者のパトリックの中から本物のゴリラが登場した。パトリックやサンディ、家から出たスポンジ・ボブらを攻撃するが彼に「なんでゴリラが海の中にいるのかな？」を突っ込まれ、ジョージ（シマウマ）に乗馬して逃げ出した。『親友？それとも敵？』では、エプロンを着たゴリラとして登場し、店の中で暴れる。
ジョージ（George）
声：納谷六朗 / ディー・ブラッドリー・ベイカー
『外は危険がいっぱい』で登場したシマウマらしい馬。セリフは「さっさと帰るぞ」
サイクロプス（The Cyclops）
演：ニール・ロス
劇場版1にて登場。シェルシティにいる一つ目の巨人、または6代目の店主。スポンジ・ボブたちから見ると巨人だが、正体は実写版の人間である。悪役の一人である殺し屋デニスを踏み潰してくれたが、スポンジ・ボブとパトリックを捕まえ、焼き殺そうとする。最後は生き返った海の生き物たちにボコボコにされてしまった。
バブルズ（Bubbles）
声：広瀬彰勇 / マット・ベリー、ジェフ・ベネット（ビデオゲーム）
劇場版2にて登場。スポンジ・ボブとプランクトンがタイムマシンで未来に来た時出会ったイルカ。日本語版では「ドルフィン」と名乗っている。遠い未来の宇宙にいて、一万年間銀河系を見守っていた。スポンジ・ボブとプランクトンが原因でこの仕事をクビになり、怒ってビームで攻撃していたが、再登場時にはスポンジ・ボブたちのおかげでやっとあの仕事を辞められたと礼を言い、彼らを陸上に連れて行った後、他の仕事を探すために未来に帰った。陸上にあげた方法はスポンジ・ボブらを口の中に入れ、地上に上がりつくとスポンジ・ボブらを潮吹き穴から吐き出してタックルし人間が住むハワイに送る方法となっている。エンディング前にも登場する。
カイル（Kyle the Seagull）
声：小林由美子 / ポール・ティビット
劇場版2にて登場。バーガー・ビアードの船に乗っていた雄のカモメ。彼がトイレに行っている間にバーガー・ビアードが手羽料理を出し、他のカモメたちにカイルが料理されたと勘違いされている。
カモメ（Seagull）
声：武内駿輔、寺島惇太、菅原雅芳、福地将章、藤原貴弘 / エリック・バウザ、ティム・コンウェイ、エディ・ディーゼン、ロブ・ポールセン、ケビン・マイケル・リチャードソン、エイプリル・スチュワート、クリー・サマー、ビリー・ウェスト、カルロス・アラズラキ、ノーラン・ノース
劇場版2にて登場。バーガー・ビアードの船に乗っていた雄のカモメ。